# David Bowie
David Bowie (IPA: /ˈdeɪ.vɪd ˈboʊ.i/), pseudonimo di David Robert Jones (Londra, 8 gennaio 1947 – New York, 10 gennaio 2016), è stato un cantautore, polistrumentista e attore britannico.
La passione per la musica portò Bowie a imparare a suonare il sassofono quando era ancora giovanissimo. Dopo aver partecipato alla formazione di vari gruppi, raggiunse il successo da solista nei primi anni settanta, attraversando cinque decenni di musica rock e conquistandosi la fama di aver perfezionato il genere glam rock. Significative e proficue sono state le collaborazioni con Tony Visconti e Brian Eno, reduci dal glam rock dei primi anni settanta, con i quali instaurò una solida e profonda amicizia che durò molti anni.
Pur non essendo le sue attività principali, Bowie si dedicò anche alla pittura e al cinema, lavorando come attore con registi come Martin Scorsese, David Lynch e Christopher Nolan. Tra i vari film in cui recitò, vi sono L'uomo che cadde sulla Terra, Furyo, Miriam si sveglia a mezzanotte, Absolute Beginners, Labyrinth, Fuoco cammina con me, Basquiat, L'ultima tentazione di Cristo ,The Prestige e Il mio West. Ha avuto un cameo in Christiane F. - Noi, i ragazzi dello zoo di Berlino.
Con circa 140 milioni di album venduti in vita, David Bowie figura tra gli artisti con il maggior numero di vendite e nel 2007 fu indicato dalla rivista Forbes come il quarto cantante più ricco al mondo. Considerato uno dei cantautori più influenti del Novecento, nel 2008 fu inserito al 22º posto nella lista dei cento migliori cantanti secondo Rolling Stone, che ha individuato tra i suoi migliori brani Life on Mars?, Space Oddity, Fame, Starman e "Heroes". Inoltre cinque dei suoi album sono inseriti nella lista dei 500 migliori album secondo Rolling Stone. Nel 2019 Bowie è stato nominato «il più grande intrattenitore del ventesimo secolo» tramite un sondaggio condotto da BBC Two.

## Biografia

### Infanzia e adolescenza (1947-1968)
David Robert Jones nacque a Brixton, quartiere della vasta periferia sud di Londra, l'8 gennaio 1947. La madre, Margaret Mary Burns, detta "Peggy", era cassiera presso un cinema locale, mentre il padre, Haywood Stenton Jones, era un ex militare da poco ritornato dal fronte che in seguito diventò direttore del carcere di Bromley. All'età di sei anni si trasferì con la famiglia dalla casa natale al 42 di Stansfield Road, in una nuova abitazione a Bromley, un vicino sobborgo a sud di Londra, dove cominciò da subito a mostrare interesse per la musica che giungeva dagli Stati Uniti: «Quando ero molto piccolo vidi mia cugina ballare Hound Dog di Elvis», raccontò in seguito, «e non l'avevo mai vista alzarsi e dimenarsi a quel modo per nessun'altra canzone. Il potere di quella musica mi colpì moltissimo». David iniziò sin dall'età scolastica ad ascoltare dischi di Fats Domino e Little Richard e a coltivare un crescente interesse per il rhythm and blues, lo skiffle e il rock 'n' roll, oltre che per altre forme d'arte. Quando un insegnante gli chiese cosa volesse fare da grande, rispose di voler diventare l'Elvis britannico.

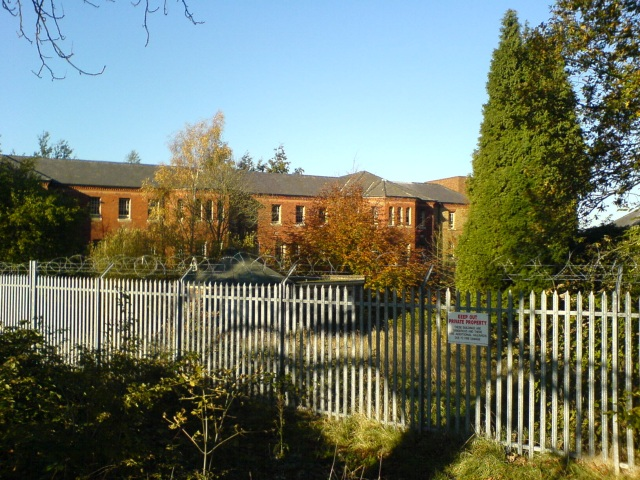
Il Cane Hill Hospital di Croydon, residenza forzata del fratellastro Terry per 15 anni. Nel 1970 verrà evocato nel brano All the Madmen

Un ruolo fondamentale nella sua formazione musicale lo svolse il fratellastro Terry Burns, nato nel 1937 da una precedente relazione della madre. «Terry è stato l'inizio di tutto per me», raccontò David anni dopo, «leggeva un sacco di scrittori beat e ascoltava jazzisti come John Coltrane e Eric Dolphy... mentre io frequentavo ancora la scuola, lui ogni sabato sera andava in centro a sentire il jazz in diversi locali... si faceva crescere i capelli e, a suo modo, era un ribelle... tutto questo ebbe una grande influenza su di me». Affetto da schizofrenia paranoide, Terry fu confinato nel reparto psichiatrico del Cane Hill Hospital di Croydon dagli anni settanta al 1985, anno in cui si tolse la vita gettandosi sotto un treno, Terry avrebbe ispirato il cantante in diverse circostanze come dimostrano l'album The Man Who Sold the World del 1970 o brani come The Bewlay Brothers del 1971 e Jump They Say del 1993.
Nel 1958 David iniziò a cantare come corista nella chiesa di St. Mary, insieme agli amici George Underwood e Geoffrey MacCormack, e l'anno successivo ricevette in regalo dalla madre il primo sassofono. Consigliato da Terry cominciò a prendere lezioni dal sassofonista jazz Ronnie Ross: «Per me il sassofono rappresentava la Beat Generation della West Coast, quel periodo della cultura statunitense mi affascinava molto. Quello strumento divenne per me un emblema, un simbolo di libertà». Nel corso della carriera avrebbe imparato a suonare molti strumenti, dimostrando più estro alla chitarra ritmica rispetto a quella solista.
Un'altra esperienza formativa nell'educazione musicale di David fu il breve impiego nel negozio di dischi di Bromley, durante il quale restò affascinato dalla musica di James Brown, Ray Charles e Jackie Wilson, all'epoca ancora poco conosciuti in Europa. Nel 1960 entrò in un gruppo di studenti della Bromley Technical High School interessati all'arte e le sue doti creative furono incoraggiate dall'insegnante progressista Owen Frampton, padre del chitarrista Peter Frampton con il quale avrebbe collaborato in seguito. Due anni dopo si presentò la possibilità di entrare con George Underwood in uno dei gruppi musicali della scuola e l'avventura artistica di David ebbe inizio.

### Gli anni pre-Deram (1962-1966)
(David Bowie, 1993)
A metà del 1962 David e Underwood si unirono ad alcuni studenti che avevano formato un gruppo chiamato The Kon-rads, che era stato fondato da Neville Wills e Dave Crook, allievi della Bromley Technical High School, all'inizio del 1962; Underwood si offrì di cantare per loro e, a giugno portò con sé David per cantare A Picture of You di Joe Brown e dare una mano con la voce per una cover di Hey! Baby di Bruce Channel. David cominciò ad utilizzare il suo sax tenore e i Kon-rads ebbero un rilancio. Il primo concerto documentato si tenne il 16 giugno a una festa della scuola. «I Kon-rads facevano cover di tutte le canzoni entrate in classifica», raccontò David trent'anni dopo. «Eravamo una delle migliori cover band della zona e lavoravamo un sacco».
Alla fine dell'anno Underwood lasciò il gruppo e fu sostituito da un nuovo cantante, Roger Ferris, mentre David Crook fu sostituito alla batteria da Dave Hadfield. I ranghi del gruppo furono accresciuti dall'arrivo di Rocky Shahan al basso, del chitarrista Alan Dodds e delle coriste Christine e Stella Patton. «All'inizio entrai come sassofonista», disse David, «ma poi il nostro cantante Roger Ferris venne picchiato da alcuni greaser al Civic di Orpington e allora mi misi a cantare io». I Kon-rads suonavano nelle associazioni giovanili, nelle sale parrocchiali e avevano anche un'uniforme di velluto a coste marrone. David cominciò a sperimentare con il suo atteggiamento sul palco e ad introdurre nuove idee per rendere la band più "attraente", cambiò il nome in Dave Jay, ispirato dal gruppo beat Peter Jay and the Jaywalkers, e cominciò anche a comporre brani suoi, alcuni dei quali furono aggiunti al repertorio del gruppo che comprendeva canzoni come In the Mood, China Doll e Sweet Little Sixteen. Fu in questo periodo che Underwood, durante un litigio a scuola a causa di una ragazza di nome Carol Goldsmith, lo colpì con un pugno nell'occhio sinistro e con l'anello che portava al dito gli causò una midriasi traumatica cronica. Il risultato fu la dilatazione permanente della pupilla, che avrebbe caratterizzato per sempre il suo sguardo e che lo avrebbe lasciato con una percezione alterata della profondità e della luce.
Nell'agosto 1963 il manager della Decca Records Eric Easton invitò i Kon-rads per un'audizione dopo averli visti in concerto a Orpington. Il 30 agosto, negli studi Decca di West Hampstead il gruppo decise di eseguire I Never Dreamed, un brano che David aveva scritto basandosi sulla notizia di un incidente aereo. Oltre ad aver scritto il testo della canzone, il sedicenne David appare come voce d'accompagnamento e suona il sassofono in quella che viene considerata la sua prima registrazione in studio di cui si abbia notizia. In ogni caso l'audizione non ebbe buon esito e contribuì alla sua uscita dai Kon-rads. Nel giro di poco tempo i Kon-rads divennero troppo limitanti per David: «Volevo passare al rhythm and blues», raccontò più tardi, «ma loro non erano d'accordo. Volevano limitarsi alla Top 20. Così me ne andai».
Lasciata la Bromley Technical High School, David iniziò a lavorare come apprendista illustratore per l'agenzia pubblicitaria americana J. Walter Thompson. «Ero un junior visualizer», racconterà nel 1993, «era una qualifica importante ma in realtà facevo solo dei collage. E non ho mai avuto l'occasione di dimostrare quanto valevo veramente perché l'agenzia pullulava di talenti». Un lato positivo di quel lavoro fu l'incontro con Ian, un collega appassionato di John Lee Hooker: «In un negozio di Soho trovai l'album di John Lee Hooker e uno di Bob Dylan. Acquistai due copie di entrambi e, dato che Ian mi aveva fatto scoprire John, gli regalai l'album di Dylan. Scoprii questi due artisti in un giorno solo. Fu qualcosa di magico... » L'influenza della musica del bluesman statunitense è evidenziata dal nome del trio che David avrebbe formato dopo i Kon-rads con George Underwood a chitarra e armonica e con il batterista Viv Andrews, The Hooker Brothers (anche se in alcune occasioni si facevano chiamare con altri nomi come The Bow Street Runners e Dave's Reds & Blues). La band eseguiva cover e si guadagnò alcune serate al Bromel Club di Peter Melkin e al Ravensbourne College of Art, ma ebbe vita breve e dopo alcuni concerti Andrews se ne andò. David e Underwood gettarono così le basi per il trio con il quale avrebbero inciso il primo disco, i King Bees, un 45 giri intitolato Liza Jane. Il nome del gruppo era stato ispirato da un brano del bluesman Slim Harpo, I'm a King Bee. Gli altri componenti, oltre a David e Underwood, erano Roger Bluck, Dave "Frank" Howard e Bob Allen, rispettivamente chitarra, basso e batteria. «Non mi ricordo nemmeno come si chiamavano» confesserà nel 1993, «erano della zona nord di Londra ed erano quasi dei professionisti. Piuttosto spaventoso». Tuttavia lui e Underwood, come ha confidato quest'ultimo, assunsero presto il controllo della band: «Imponemmo i nostri gusti agli altri».
Nella primavera del 1964 David entrò in contatto con il manager Leslie Conn, che procurò ai King Bees un'audizione con la Decca e la possibilità di registrare il singolo, nonché una serata al Marquee Club e la partecipazione ai programmi televisivi della BBC Juke Box Jury e The Beat Room. 
Inizialmente Conn procurò ai King Bees un concerto alla festa dell'anniversario di matrimonio di Bloom a Soho. «Fu tutto piuttosto imbarazzante» raccontò David anni dopo. Ebbero il tempo di suonare Got My Mojo Working e Hoochie Coochie Man prima che Bloom urlasse: "Fateli scendere! Mi stanno rovinando la festa!". 
L’audizione con la Decca si rivelò più soddisfacente e poco tempo dopo permise loro di registrare finalmente Liza Jane. Così, il 5 giugno 1964 uscì il primo 45 giri ufficiale di Bowie, anche se accreditato a Davie Jones with the King Bees, e il cantante abbandonò il suo lavoro all'agenzia pubblicitaria. Per promuovere il singolo, Conn procurò al gruppo una serie di apparizioni in svariati locali londinesi. David ebbe l’occasione di fare la sua prima apparizione al Marquee Club, e nei programmi della BBC Juke Box Jury (6 giugno) e The Beat Room (27 giugno). Tuttavia, lo scarso successo di Liza Jane, che vendette pochissime delle 3500 copie stampate, decretò la fine della sua militanza nel gruppo.
Ad agosto si unì ai Manish Boys, già attivi da quattro anni e considerati all'avanguardia nel cosiddetto Medway beat, e alla fine dell'anno concesse la sua prima intervista televisiva: accompagnato da una fluente chioma bionda, nel tentativo di farsi pubblicità sostenne di aver fondato un'associazione chiamata "Lega Internazionale per la Salvaguardia del Crine Animale". Già attivi da quattro anni, Johnny Flux, Paul Rodriguez, Woolf Byrne, Johnny Watson, Mick White e Bob Solly non furono proprio entusiasti dell'arrivo di David, come ha affermato lo stesso Solly nel 2000 al mensile inglese Record Collector: «All'inizio non volevamo, ma Conn replicò "Ha un contratto discografico, ha appena fatto uscire un disco e per voi potrebbe rappresentare un vantaggio"». David assunse una posizione di predominio e fece virare il gruppo verso il rhythm and blues. Il 18 agosto il Chatham Standard annunciò: « [...] un'altra novità da parte dei ragazzi è che ora accompagnano la stella della Decca Davie Jones, il cui gruppo, i King Bees, l'ha abbandonato». Il giorno seguente David suonò per la prima volta con i Manish Boys all'Eel-Pie Island, celebre locale jazz di Twickenham.
L'uscita di Can't Help Thinking About Me fruttò a David la sua prima intervista ufficiale su una rivista musicale, dal titolo A Message to London from Dave: «Senza dubbio David Bowie ha talento. E senza dubbio lo sfrutterà», riportò Melody Maker descrivendolo come un "colto studente di astrologia" che oltre a cantare e scrivere musica disegnava camicie e abiti per John Stephen di Carnaby Street e stava progettando uno show televisivo. Dal canto suo Bowie anticipò due degli interessi che sarebbero diventati più evidenti nell'immediato futuro, la recitazione e il buddhismo. «Voglio recitare, mi piacerebbe interpretare dei ruoli... e voglio andare in Tibet, è un luogo affascinante. Mi piacerebbe fare una vacanza e dare un'occhiata all'interno dei monasteri».
Il 6 ottobre il gruppo fece la sua prima incisione ai Regent Sound Studios, dove vennero registrate le cover di Hello Stranger di Barbara Lewis, Duke of Earl di Gene Chandler e Love is Strange di Mickey & Sylvia. Anche se per il primo pezzo si pensò alla possibilità di farne un 45 giri, nessuno dei brani venne pubblicato. Un mese dopo Bowie concesse la sua prima importante intervista televisiva anche se ebbe ben poco a che fare con la sua musica. Ormai accompagnato da una fluente chioma bionda, nel tentativo di farsi pubblicità il cantante sostenne di aver fondato un'associazione chiamata "Lega Internazionale per la Salvaguardia del Crine Animale", e fu proprio in veste di "presidente" che si ritrovò intervistato dal romanziere Leslie Thomas nell'edizione del 2 novembre dei quotidiani inglesi Evening News e Star (il titolo dell'articolo era "Chi c'è dietro la frangia?"). Il 1º dicembre il gruppo iniziò una tournée di sei date nelle quali suonarono come band di supporto a Gene Pitney, i Kinks, Marianne Faithfull e Gerry and the Pacemakers. Ad eccezione di Liza Jane e Last Night (scritta dai Manish Boys e usata come apertura dei concerti) il sound delle loro performance si basava soprattutto sul blues e il soul americano spaziando tra James Brown, Ray Charles e gli Yardbirds.
La carriera discografica dei Manish Boys ebbe una svolta all'inizio del 1965 quando il gruppo venne notato dal produttore statunitense Shel Talmy, noto per aver arrangiato e prodotto You Really Got Me dei Kinks e, poco più tardi, l'album di debutto degli Who. Come risultato, il 5 marzo la band pubblicò per la Parlophone il 45 giri I Pity the Fool, al quale contribuì anche l'allora sconosciuto turnista Jimmy Page. La registrazione e il missaggio del singolo non incontrarono però il gradimento degli altri componenti e il risultato finale scontentò gran parte del gruppo. Quando l'8 marzo Leslie Conn riuscì a procurare loro un passaggio televisivo sulla BBC per il programma Gadzooks! It's All Happening, David si trovò coinvolto nella seconda campagna pubblicitaria improntata sulla lunghezza dei suoi capelli. Il Daily Mirror pubblicò un articolo intitolato "Guerra per i capelli di David" e il giorno seguente il Daily Mail riferì che la band era stata cacciata dal programma e che David aveva affermato: «Non mi farei tagliare i capelli nemmeno se me lo chiedesse il Primo ministro, figuriamoci per la BBC». Il giorno della trasmissione, l'Evening News pubblicò una foto del più pubblicizzato cantante pop della settimana nell'atto di farsi tagliare i capelli per partecipare al programma.
I Pity the Fool non ricevette beneficio né dall'apparizione televisiva né dalla pubblicità che ne era derivata e David si separò dal gruppo dopo un litigio sulla comparsa del suo nome sul singolo (il brano era stato attribuito semplicemente ai Manish Boys nonostante all'inizio si fossero messi d'accordo per farla apparire come opera di Davie Jones and the Manish Boys). Nonostante il fallimento di I Pity the Fool, il produttore Shel Talmy riuscì ad ottenere un contratto con la Parlophone. Ad aprile David era già alla guida dei Lower Third. La band, che proveniva da Margate e si era formata nel 1963, aveva bisogno di nuovi membri dopo l'abbandono di tre dei suoi componenti e David fece un'audizione a La Discotheque di Soho insieme a Steve Marriott, che se ne andò subito per formare gli Small Faces. In quei giorni Bowie fece audizioni (soprattutto al Marquee Club) anche per altri gruppi tra cui gli High Numbers, che di lì a poco sarebbero esplosi come gli Who. Il 17 maggio 1965, con una esibizione al Grand Hotel di Littlestone nacquero ufficialmente Davy Jones and the Lower Third che comprendevano Denis "Tea-Cup" Taylor alla chitarra, Graham "Death" Rivens al basso e Les Mighall alla batteria (sostituito poi da Phil Lancaster). «Credo di aver voluto che diventasse un gruppo rhythm and blues», ha affermato Bowie nel 1983. «Facevamo un sacco di pezzi di John Lee Hooker e cercavamo di adattare le sue cose al big beat, senza riscuotere un gran successo. Ma allora era di moda: tutti si sceglievano un musicista blues... il nostro era Hooker».
Il gruppo pubblicò il 20 agosto il singolo You've Got a Habit of Leaving, registrato agli IBC Studios durante una sessione in cui vennero messi su nastro, oltre al lato B Baby Loves That Way, altri due demo (ascoltabili nella raccolta Early On del 1991): I'll Follow You e Glad I've Got Nobody. Lo stesso giorno dell'uscita del singolo, i Lower Third aprirono il concerto degli Who al Bournemouth Pavilion e David incontrò per la prima volta Pete Townshend, altra grande fonte d'ispirazione per il cantante inglese. Poco dopo lasciò Leslie Conn per il suo primo manager a tempo pieno, Ralph Horton. Anche questo 45 giri si rivelò un insuccesso e David scaricò Leslie Conn per il suo primo manager a tempo pieno Ralph Horton, la cui prima decisione fu quella di supervisionare la trasformazione dei quattro adolescenti capelloni: addobbati con pantaloni all'ultima moda e cravatte a fiori di Carnaby Street, li costrinse ad un taglio di capelli in stile mod e incoraggiò l'uso della lacca. Quest'ultima novità turbò alcuni membri del gruppo ma non David, che era già infatuato dall'immagine dandy dei mods e dei loro nuovi portavoce, gli Who. Horton assicurò ai Lower Third una serie di concerti estivi e la band cominciò a comportarsi come il gruppo di Roger Daltrey e Pete Townshend sfasciando gli strumenti alla fine delle esibizioni. «Eravamo conosciuti come il secondo gruppo più casinista di Londra», raccontò Denis Taylor anni dopo. Il 31 agosto i Lower Third registrarono il demo di due brani, Baby That's a Promise e Silly Boy Blue, in cui si continuava a notare l'influenza di gruppi come Kinks e Small Faces ma anche quella del r&b della Motown.
In questo periodo il cantante adottò ufficialmente il nome d'arte "David Bowie", per evitare di essere confuso con Davy Jones dei Monkees. In seguito raccontò di aver scelto quel nome ispirandosi agli omonimi coltelli da caccia: «Volevo qualcosa che esprimesse un desiderio di tagliare corto con le bugie e tutto il resto». A quanto pare, l'ispirazione venne a David dopo aver visto il film La battaglia di Alamo del 1960, nel quale il creatore dei coltelli Jim Bowie era interpretato da Richard Widmark.
Ralph Horton non si dimostrò l'acquisto migliore dei Lower Third in quanto ad abilità e capacità finanziarie tanto che fu lui stesso, consapevole dei propri limiti, a contattare Kenneth Pitt, manager di Manfred Mann (e di Bob Dylan quando era in tour in Gran Bretagna) e chiedergli di assistere i Lower Third. Pitt rifiutò, ma consigliò a David di cambiare nome per evitare di essere confuso con il Davy Jones che stava diventando celebre con i Monkees. Qualche giorno dopo, il 17 settembre 1965, David annunciò al resto della band che da quel momento in poi si sarebbe chiamato David Bowie. Poco dopo Bowie e i Lower Third si assicurarono un contratto con la Pye Records che di lì a poco avrebbe fruttato il primo disco con il produttore Tony Hath.
Il 2 novembre la band fallì un'audizione per un programma televisivo della BBC in cui suonò una versione rock di Chim Chim Cheree (canzone del film Mary Poppins), Out of Sight (cover di James Brown) e Baby That's a Promise. «Un tipo cockney, non particolarmente originale, un cantante privo di personalità che canta le note sbagliate e in modo stonato», fu uno dei lapidari commenti della commissione a proposito di Bowie.
Il 1965 si chiuse con la registrazione di tre canzoni ai Pye Studios di Marble Arch: Now You've Met The London Boys (rielaborata e pubblicata un anno dopo come The London Boys), e quelli che sarebbero stati il lato A e lato B del nuovo 45 giri: Can't Help Thinking About Me e And I Say To Myself. A capodanno il gruppo suonò con Arthur Brown a Parigi e vi restò un paio di giorni. Era imminente la pubblicazione del singolo ma il trattamento preferenziale riservato a David durante la campagna pubblicitaria fu determinante nel creare una frattura tra lui e il resto del gruppo. I nodi vennero al pettine il 29 gennaio 1966 al Bromel Club di Bromley, quando i Lower Third si rifiutarono di suonare dopo aver saputo da Horton che quella sera non sarebbero stati pagati. Lo scioglimento della band lasciò Bowie con un singolo da promuovere e senza un gruppo che lo accompagnasse. Malgrado alcune recensioni incoraggianti il disco (il primo pubblicato anche negli Stati Uniti) fu un flop come quelli che lo avevano preceduto ma suscitò sufficiente interesse da far guadagnare al cantante la sua prima intervista su Melody Maker, il 26 febbraio, e la partecipazione al programma Ready Steady Go! di ITV, dove il 4 marzo eseguì il brano accompagnato da una nuova band, The Buzz.
David Bowie e i Buzz, ovvero John Hutchinson (chitarra), Derek Fearnley (basso), John Eager (batteria) e Derek Boyes (tastiere), avevano tenuto la prima di una serie di esibizioni dal vivo alla Leicester University il 10 febbraio 1966. A proposito del suo incontro con Bowie, Hutchinson ha dichiarato anni dopo: «L'ho incontrato la prima volta dopo che avevo trascorso un anno a suonare rhythm and blues con gli Apaches a Göteborg, nel 1965. Mi presentai a un'audizione molto professionale al Marquee Club di Wardour Street, a Londra, un sabato mattina e mi andò bene. Credo che David mi abbia scelto perché indossavo abiti svedesi, una giacca scamosciata, jeans e zoccoli blu, nessuno in Inghilterra aveva visto roba del genere fino ad allora e credo che Bowie rimase impressionato. Ero anche il migliore dei chitarristi che si erano presentati all'audizione in ogni caso!».
Tre giorni dopo l'apparizione televisiva a Ready, Steady, Go! la band registrò Do Anything You Say, che il 1º aprile sarebbe stata pubblicata come 45 giri e accreditata al solo David, evitando così gli equivoci presenti nei gruppi precedenti. «Fin dal primo giorno», disse il batterista John Eager, «ci rendemmo conto che in realtà eravamo David e il suo gruppo spalla». Ralph Horton contattò nuovamente Kenneth Pitt e nel frattempo la band cominciò una serie di concerti al Marquee Club, chiamati "Bowie Showboat", che si sarebbero tenuti la domenica pomeriggio fino al 12 giugno. Dopo aver assistito al secondo di questi concerti Pitt divenne ufficialmente il manager di Bowie e Horton assunse il ruolo di assistente e di organizzatore dei concerti.
Il 15 giugno John Hutchinson decise di lasciare i Buzz a causa di mancati pagamenti e nelle settimane successive Bowie fu costretto a fare un paio di concerti senza chitarrista prima di ingaggiare l'ex Anteeeks Billy Gray. In ogni caso, il produttore Tony Hatch decise di escludere ciò che rimaneva della band dalla registrazione del nuovo singolo I Dig Everything, programmato per essere pubblicato il mese successivo, e di utilizzare alcuni turnisti. Il 45 giri uscì il 19 agosto e si rivelò l'ennesimo insuccesso commerciale nonostante alcune recensioni incoraggianti sulla stampa specializzata, così che a settembre Tony Hatch e la Pye liberarono Bowie dal suo contratto. il nuovo manager riuscì a suscitare l'interesse della Deram Records e del produttore Mike Vernon, con il quale avrebbe presto registrato il suo album di debutto intitolato semplicemente David Bowie.
La nuova direzione narrativa in cui si muovevano le canzoni di Bowie fu all'origine di alcune controversie con i Buzz: «Trovo incredibile che il 99% dei nostri pezzi dal vivo fossero soul, e che io scrivessi in uno stile così da musical/vaudeville», ha osservato il cantante nel 1999. Il gruppo cessò di esistere il 2 dicembre, anche se partecipò alla registrazione dell'album e dei singoli Rubber Band e The Laughing Gnome, e alla fine dell'anno David scrisse la canzone Over the Wall We Go, pubblicata nel gennaio 1967 come singolo dall'attore e cantante inglese Paul Nicholas. A metà del 1966 David era quindi un cantante che era stato in una manciata di band, con 6 singoli fallimentari all'attivo e, soprattutto, senza un contratto. L'unico aspetto positivo era che Kenneth Pitt si stava impegnando nel promuovere la sua carriera nella giusta direzione e riuscì a suscitare l'interesse della Deram Records, una controllata di nuova costituzione della Decca per la quale Bowie avrebbe presto registrato il suo album di debutto. Insieme al bassista Derek Fearnley, pensò di recuperare alcuni dei suoi vecchi pezzi e Pitt permise loro di registrarli con l'intenzione di avere abbastanza materiale per un EP. Il 18 ottobre, agli R.G. Jones Studios di Londra furono incise Rubber Band, The Gravedigger (che poi sarebbe diventata Please Mr. Gravedigger) e The London Boys. Sia il capo della promozione della Decca, Tony Hall, che il manager Hugh Mendl furono abbastanza colpiti dal risultato: quattro giorni dopo Pitt incontrò il produttore Mike Vernon e riuscì ad assicurarsi il primo album per David Bowie, di cui Rubber Band sarebbe stato il primo singolo estratto.
Ma nei Buzz le cose non andavano bene, soprattutto per la nuova direzione narrativa in cui si muovevano le canzoni di Bowie. Il gruppo cessò di esistere il 2 dicembre dopo un concerto a Shrewsbury, lo stesso giorno della pubblicazione di Rubber Band, anche se Boyes, Fearnley e Eager continuarono a partecipare alle registrazioni di David Bowie (e di altri brani non inclusi nell'album come The Laughing Gnome) fino al febbraio del 1967.
Alla fine dell'anno, durante le sessioni dell'album David scrive anche una canzone per l'attore e cantante inglese Paul Nicholas, alla quale contribuisce anche con i cori. Quello che nel giugno 1967 sarà il terzo singolo di Oscar (il nome d'arte usato da Nicholas) si intitola Over the Wall We Go e parla con tono scherzoso di detenuti evasi e poliziotti incapaci.

### Space Odditye i primi successi (1967-1969)

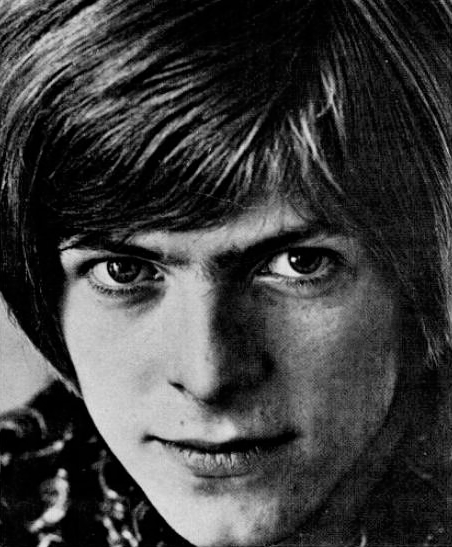
David Bowie nel 1967

Sempre più orientato verso una carriera da solista, nel 1967 fece parte per brevi periodi di più formazioni e, con i Riot Squad, incise Little Toy Soldier, una canzone a tema sadomasochistico con evidenti richiami a Venus in Furs dei Velvet Underground. La vena decadente di Lou Reed lascia però il posto a un'atmosfera da music-hall arricchita da schiamazzi, colpi di tosse, molle scricchiolanti, esplosioni e altri rumori opera dell'ingegnere del suono e futuro produttore di Space Oddity, Gus Dudgeon.
Nell'aprile successivo uscì il nuovo 45 giri, The Laughing Gnome, definito da Roy Carr e Charles Shaar Murray di NME «senza dubbio l'esempio più imbarazzante dei iuvenalia di Bowie», e, dal biografo David Buckley, «completamente stupida, anche se perversamente accattivante». Malgrado lo scarso successo del singolo, nel giugno del 1967 uscì il suo primo album, David Bowie, che ebbe scarsi riscontri commerciali nonostante avesse ricevuto alcune critiche positive. Nel frattempo vennero registrate altre tracce per la Deram, che però rifiutò di pubblicarle, anche per le scarse vendite dell'album. L'attore e mimo Lindsay Kemp in seguito affermò: « [...] l'ho ascoltato fino a consumarlo.» Nell'autunno dello stesso anno furono registrate Let Me Sleep Beside You e Karma Man. Anche queste non vennero pubblicate dalla Deram, ma la prima delle due rappresentò l'inizio di una delle collaborazioni fondamentali di Bowie, quella con Tony Visconti, conosciuto negli studi del proprio editore David Platz.
In questo stesso periodo ebbe inizio la sua esperienza cinematografica con la partecipazione al cortometraggio di Michael Armstrong, The Image; riparlandone nel 1983, Bowie lo descrisse come « [...] roba d'avanguardia underground in bianco e nero, fatta da un certo tizio... Voleva fare un film su un pittore che fa un ritratto ad un teenager, ma il ritratto prende vita e, in pratica, si scopre che è il cadavere di qualcuno. Non ricordo bene la trama... era terribile».
Dopo l'esecuzione del nuovo singolo Love You Till Tuesday nel programma televisivo olandese Fanclub e l'esibizione allo Stage Ball di Londra, ballo per l'organizzazione di beneficenza British Heart Foundation, dove cantò accompagnato dalla Bill Savill Orchestra, il 18 dicembre 1967 si esibì in una "BBC session" per il programma radiofonico Top Gear di John Peel, nella quale Bowie fu accompagnato dai sedici elementi dell'orchestra di Arthur Greenslade. Poi, il 28 dicembre, alla Oxford Playhouse, si concluse una prima serie di repliche dello spettacolo Pierrot in Turquoise, imperniato su un triangolo amoroso tra Pierrot, Colombina e Arlecchino. Il ruolo di Cloud, interpretato da Bowie, fu quello di una sorta di personaggio-narratore, i cui continui mutamenti erano impegnati a illudere e ingannare lo sfortunato protagonista. Durante lo spettacolo interpretò When I Live My Dream e Sell Me a Coat, insieme a tre composizioni scritte appositamente per l'occasione (Threepenny Pierrot, Columbine e The Mirror), tutte accompagnate al piano da Michael Garrett. Il locale quotidiano Oxford Mail scrisse: «David Bowie ha composto alcune affascinanti canzoni, che canta con una splendida voce da sogno», pur trovando che lo spettacolo nel suo insieme «riesce solamente ad accennare alle verità universali che Marcel Marceau riesce ad esprimere».
Alla fine del 1967 l'interesse di Bowie per la dottrina tibetana raggiunse il suo apice, incoraggiato da Visconti e dall'amicizia con il rifugiato Chime Tulku Rinpoche, tant'è che trascorse un periodo d'isolamento monastico con quattro Lama tibetani in Scozia, insieme alla compagna Hermione Farthingale. Bowie continuerà ad essere attratto dalle filosofie orientali anche in seguito e nel 1996 dichiarò a Mick Brown del Daily Telegraph: «Molto di quello che all'inizio mi aveva attratto del buddhismo è rimasto con me, l'idea della transitorietà e che non c'è niente cui aggrapparsi pragmaticamente, che ad un certo punto dobbiamo lasciare andare ciò che consideriamo a noi più caro, perché la vita è molto breve. La lezione che ho probabilmente imparato più di qualsiasi altra cosa è che la mia soddisfazione viene da quel tipo di investigazione spirituale. E questo non significa che voglio trovare una religione a cui aggrapparmi, significa cercare di trovare la vita interiore delle cose che mi interessano».
Il 27 febbraio 1968 Bowie si recò ad Amburgo per registrare tre canzoni per il programma 4-3-2-1 Musik Für Junge Leute della rete ZDF. Al suo ritorno registrò con Visconti In the Heat of the Morning e London Bye Ta-Ta, ma l'ennesimo rifiuto della Deram alla pubblicazione spinse il cantante a lasciare definitivamente la casa discografica.
Nella primavera proseguirono con un certo successo le rappresentazioni di Pierrot in Turquoise al Mercury Theatre e all'Intimate Theater di Londra. Bowie registrò quindi una seconda sessione di brani alla BBC, seguita da un concerto al Middle Earth Club di Covent Garden, dove fece da supporto ai T. Rex, e uno alla Royal Festival Hall. In entrambe le apparizioni eseguì il breve brano di mimo Jetsun and the Eagle, che diede origine a Wild Eyed Boy from Freecloud, ispirato al religioso e poeta tibetano Milarepa e recitato con un sottofondo musicale che incluse Silly Boy Blue.
Dopo una fugace apparizione in The Pistol Shot, sceneggiato della BBC basato sulla vita del poeta russo Puškin, Bowie andò a vivere con la compagna Hermione a Londra, a South Kensington, e cominciò a progettare un one-man show pensato appositamente per il circuito dei cabaret mettendo insieme un repertorio che alternava le sue canzoni (When I'm Five, Love You Till Tuesday, The Laughing Gnome, When I Live My Dream, Even a Fool Learns to Love) a cover dei Beatles come Yellow Submarine e All You Need Is Love; nell'estate tenne due audizioni per proporre il suo spettacolo ma entrambe non ebbero successo. Mise quindi in piedi il trio acustico Turquoise insieme a Hermione e a Tony Hill, ex chitarrista dei Misunderstood, con un repertorio che incluse alcune delle sue composizioni più bizzarre, tra cui l'inedita Ching-a-Ling e una selezione di cover che rappresentarono la prima sortita di Bowie nell'opera di Jacques Brel.
Il primo vero concerto di Bowie si tenne il 14 settembre alla Roundhouse di Londra; dopo poche date il chitarrista Tony Hill se ne andò e venne sostituito da John Hutchinson. Ribattezzato Feathers, il gruppo debuttò il 17 novembre al Country Club di Haverstock Hill. Oltre alle canzoni i componenti del trio si alternarono nel recitare poesie mentre Bowie interpretò il suo brano di mimo The Mask.
Mentre i due gruppi Slender Plenty e The Beatstalkers pubblicarono il brano che Bowie aveva scritto l'anno precedente, Silver Tree Top School for Boys, gli ultimi impegni dell'anno furono entrambi per la televisione tedesca: la seconda apparizione in 4-3-2-1 Musik Für Junge Leute e quella a Für Jeden Etwas Musik, dove Bowie recitò un pezzo per mimo e cantò una canzone.

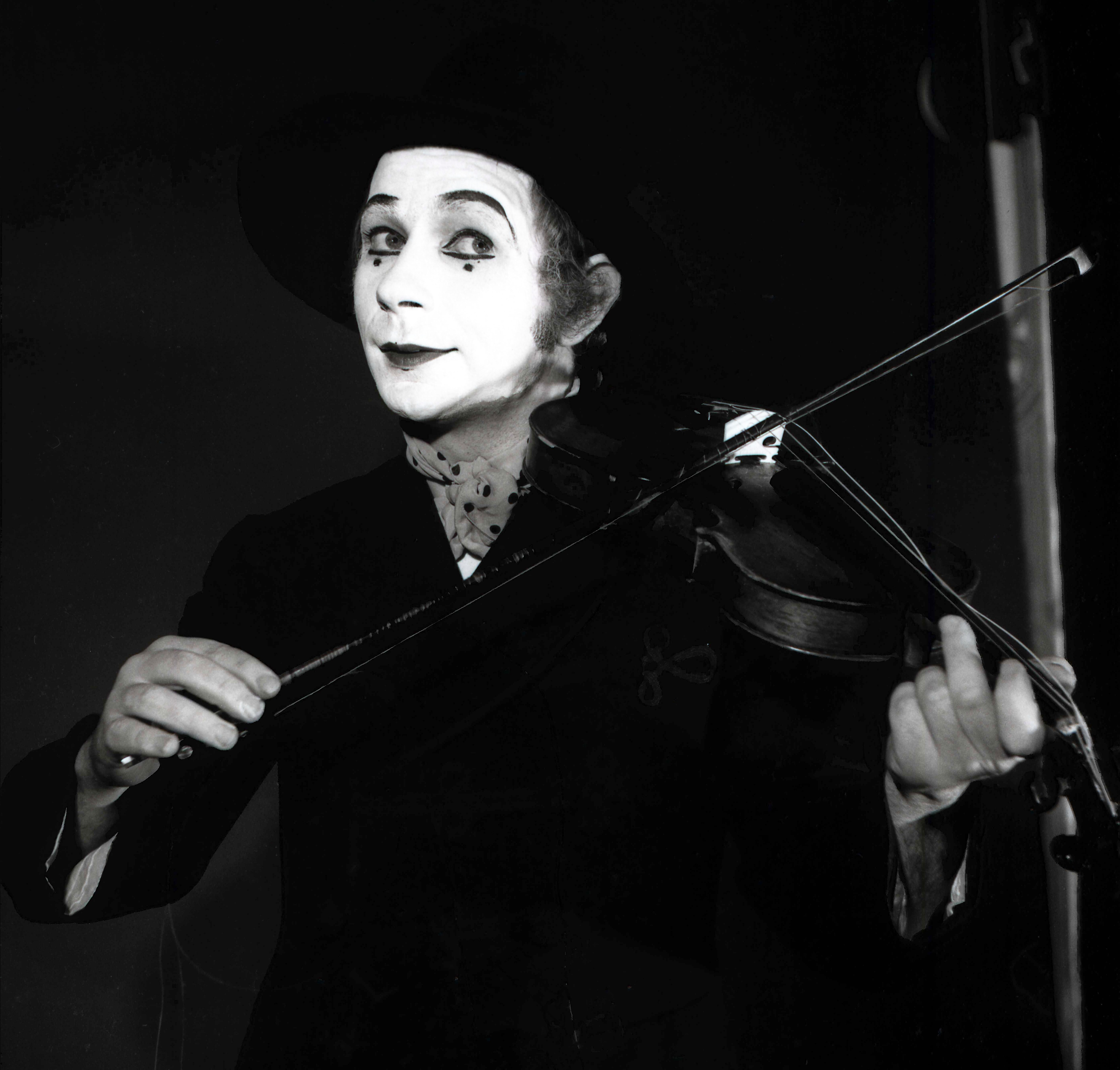
L'attore e regista Lindsay Kemp. «Da lui ho appreso il linguaggio del corpo», ha dichiarato Bowie, «ho imparato a controllare ogni gesto, a caricare di intensità drammatica ogni movimento, ho imparato insomma a stare su un palco».

All'inizio del 1969 avvenne un altro incontro importante per Bowie, quello con la diciannovenne statunitense Mary Angela Barnett, che quattro mesi più tardi divenne la sua compagna e poi sua moglie nel marzo 1970; ma l'incontro con Barnett fu legato soprattutto alla frequentazione comune di Calvin Mark Lee, direttore per l'Europa della divisione A&R della Mercury Records di New York, che Bowie conobbe già nel 1967, all'incontro con il direttore generale Simon Hayes. Stando a quanto dichiarato dai biografi Peter e Leni Gillman, sembra inoltre che Calvin Mark Lee fosse coinvolto con il cantante in un rapporto che andasse al di là della semplice amicizia e sarebbe forse stato questo il "rapporto a tre" a cui fece riferimento Bowie molti anni più tardi quando affermò, in modo provocatorio, in un'intervista di aver conosciuto la futura moglie quando «entrambi uscivamo con lo stesso uomo».
Il 22 gennaio Bowie registrò uno spot pubblicitario per il gelato Luv della Lyons Maid, diretto da Ridley Scott e quattro giorni dopo cominciò le riprese del videoalbum Love You Till Tuesday. In questo periodo eseguì insieme a John Hutchinson la sua prima performance dal vivo dell'anno all'Università del Sussex. Partecipò anche ad alcune date del tour dei Tyrannosaurus Rex, interpretando sequenze di mimo, e tentò senza successo un provino per il musical Hair allo Shaftesbury Theatre di Londra.
Negli stessi giorni Bowie e Hutchinson abbandonarono mimo e poesia e si concentrarono su sonorità folk più sofisticate, basate su due chitarre acustiche gemelle e sulle armonie vocali. Registrarono un demo con dieci pezzi acustici, che costituì la base per il nuovo album.
Prima dell'estate il cantante e la sua nuova compagna, la giornalista del Sunday Times Mary Finnigan, fondarono un club folk al pub Three Tuns di Beckenham e cominciarono a organizzare riunioni settimanali alle quali parteciparono sempre più persone tra intellettuali, poeti, studenti di cinema e altri creativi. Questa nuova realtà venne battezzata Growth.
Il 14 giugno Bowie e Visconti furono ospiti degli Strawbs nel programma Colour Me Pop della BBC e pochi giorni dopo ai Trident Studios di Soho iniziarono le registrazioni del nuovo LP, dove l'ingegnere del suono Dudgeon supervisionò le due tracce che costituirono il primo 45 giri estratto dall'album, Space Oddity e Wild Eyed Boy from Freecloud. Queste sessioni rappresentarono per Bowie l'occasione per suonare con nuovi musicisti che in seguito lavorarono ancora con lui: il bassista Herbie Flowers, che avrebbe suonato anche nell'album del 1974, Diamond Dogs, e Rick Wakeman, che partecipò alla lavorazione dell'album del 1971, Hunky Dory, e lo stesso Visconti.

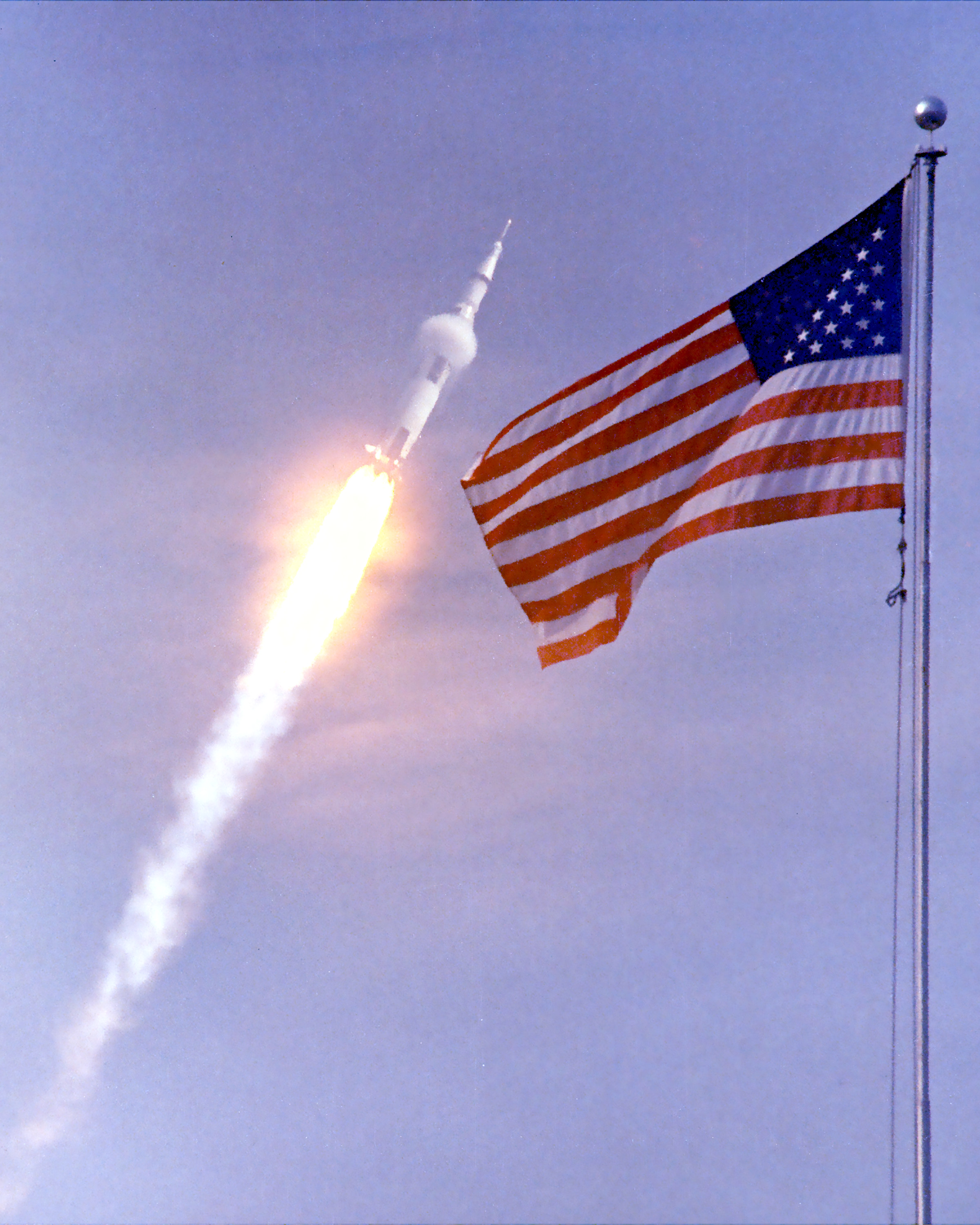
Il 16 luglio 1969 Space Oddity venne usata dalla BBC nei servizi dedicati al lancio dell'Apollo 11

Dopo sole tre settimane dall'incisione e in tempo per il primo allunaggio dell'Apollo 11, il 45 giri Space Oddity venne pubblicato l'11 luglio 1969 in due versioni differenti, sia nel Regno Unito che negli USA, con una buona accoglienza da parte della stampa specializzata.
Alla fine del mese si recò con Pitt a La Valletta per il festival della canzone di Malta, dove Bowie eseguì When I Live My Dream e l'inedita No-One; Someone, mentre pochi giorni dopo vi fu la sua prima esibizione in Italia a Monsummano Terme, per il Premio Internazionale del Disco, dove vinse il suo primo riconoscimento per When I Live My Dream.
Le registrazioni dell'album proseguirono per tutta l'estate e Visconti reclutò per l'occasione vari altri musicisti e il chitarrista dei Rats, Mick Ronson, che fece il suo esordio ufficiale con il cantante inglese suonando un breve assolo di chitarra nella sezione centrale di Wild Eyed Boy from Freecloud. A metà agosto si tenne un festival gratuito organizzato dal Growth, il laboratorio artistico di Bowie, al Beckenham Recreation Ground, dove si esibirono anche gli Strawbs; si contarono circa 3 000 partecipanti e l'evento venne immortalato nel brano Memory of a Free Festival, anche se pare che quel giorno l'umore di Bowie fosse in contrasto con i sentimenti nostalgici espressi nella canzone, forse per via della morte di suo padre, scomparso pochi giorni prima a causa di una polmonite. Il festival di Beckenham rappresentò tuttavia il commiato di Bowie dal movimento hippy, disgustato dalla mediocrità e indolenza di molti dei suoi aderenti, nonché l'ultimo atto del laboratorio artistico Growth, frequentato essenzialmente da spettatori apatici anziché da attivi collaboratori come si era prefisso.
Alla fine di agosto, dopo aver registrato una versione di Space Oddity per il programma televisivo olandese Doebidoe, riuscì a ottenere da Pitt un contratto con la Mercury Records per un nuovo disco da distribuire nel Regno Unito dall'affiliata Philips. La scelta del produttore inizialmente cadde su George Martin ma poi venne scelto Tony Visconti.
Dopo un'esibizione dal vivo ai Library Gardens di Bromley, in ottobre registrò la sua prima partecipazione al programma della BBC Top of the Pops dove eseguì Space Oddity che, nel frattempo, raggiunse la 5ª posizione nella classifica inglese rappresentando il suo primo vero e proprio successo. Seguì una registrazione alla BBC con i Junior's Eyes per il Dave Lee Travis Show. Nello stesso periodo Bowie e Barnett si trasferirono a Beckenham in un edificio di Haddon Hall che negli anni successivi diventò lo studio di registrazione non ufficiale, nonché studio fotografico e area comune per l'entourage del cantante. In questo periodo eseguì in diverse occasioni il pezzo del momento, Space Oddity, tra le quali i programmi Hits à gogo della televisione svizzera e 4-3-2-1 Musik für Junge Leute della ZDF.
In novembre ebbe inizio un primo breve tour scozzese che coincise con l'uscita del suo secondo album, distribuito nel Regno Unito col titolo David Bowie, ovvero lo stesso titolo del primo LP, e negli Stati Uniti come Man of Words/Man of Music; soltanto nel 1972 venne ripubblicato dalla RCA col titolo Space Oddity, con il quale venne poi per sempre conosciuto. Il vinile si aggiudicò nel 2016 il titolo di disco più costoso in assoluto venduto sulla piattaforma Discogs. Bowie, che interpretò una serie di brani estratti dal nuovo LP alternati ad alcune cover, non aveva ancora molte esperienze dal vivo e quelle poche si limitavano soprattutto al rhythm and blues amplificato, pertanto non fu pronto alla fredda accoglienza riservata a quel suo nuovo stile acustico: « [...] non mi ero reso conto di com'era il pubblico a quei tempi. C'era un revival mod che poi si era trasformato nel movimento skinhead. Mi trovavano insopportabile».
In questo periodo, dopo aver avuto i capelli con il taglio militare dovuto alla partecipazione qualche mese prima al film The Virgin Soldiers nel quale interpretava il ruolo di un soldato, si presentò con una disordinata permanente riccia, che avrebbe continuato a sfoggiare fino ai primi anni settanta.
Verso la fine del 1969 partecipò a un concerto di grande successo alla Royal Festival Hall anche se l'assenza di giornalisti impedì di far conoscere l'evento alla stampa nazionale. Tra i pochi che recensirono il concerto vi fu Tony Palmer dell'Observer che lo definì «rovente» e disse che Space Oddity fu «spettacolarmente bella», anche se altre esibizioni come An Occasional Dream vennero da lui definite come «cupe, monotone e piene di autocommiserazione».
Il 1969 si concluse con la registrazione di Ragazzo solo, ragazza sola, la versione italiana di Space Oddity, seppur con un testo non attinente all'originale, e di Hole in the Ground, che venne eseguita al concerto di beneficenza Save Rave '69. Nonostante il secondo album si fosse rivelato un fallimento commerciale, con le vendite che nel marzo 1970 avevano superato di poco le 5 000 copie nel Regno Unito, Bowie venne votato miglior artista emergente in un sondaggio fra i lettori di Music Now!, mentre Penny Valentine di Disc and Music Echo nominò Space Oddity album dell'anno.

### La metamorfosi: dal «folk» al «glam rock» (1970-1971)

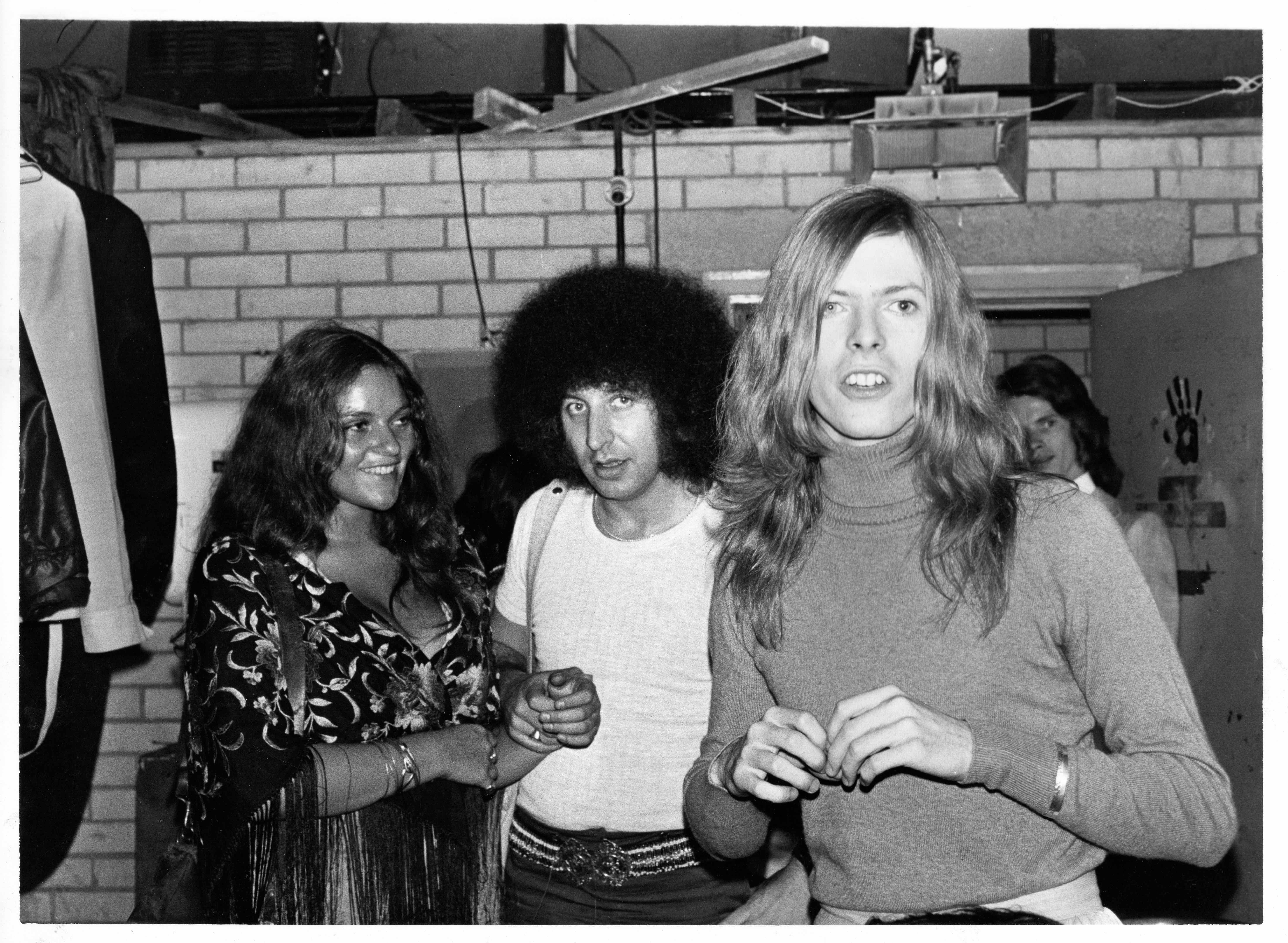
Dana Gillespie, Tony Defries e David Bowie nel 1971

I primi impegni del 1970 furono la registrazione di The Looking Glass Murders, adattamento televisivo di Pierrot in Turquoise, le cui riprese si tennero al Gateway Theatre di Edimburgo, e l'incisione di The Prettiest Star, con la partecipazione di Marc Bolan alla chitarra solista. Le carriere delle due future stelle, entrambe prodotte da Visconti, si incrociarono più volte nel corso degli anni settanta. Nel frattempo, a un concerto al Marquee Club ci fu un nuovo incontro con Mick Ronson, che divenne a tempo pieno il chitarrista di Bowie, affiancando Visconti e il batterista dei Junior's Eyes, John Cambridge. Il nuovo gruppo fu chiamato Hype, abbreviazione di hypocritical (ipocriti), ironia di Bowie sull'ipocrisia che circondava il mondo della musica alternativa. «Ho scelto deliberatamente quel nome perché volevo qualcosa che apparisse un po' forte, così ora nessuno può dire di essere stato tratto in inganno», racconterà Bowie a Melody Maker. Il nuovo quartetto debuttò alle BBC sessions del febbraio successivo. Poco dopo gli Hype esordirono in concerto alla Roundhouse di Londra e qui, dopo mesi di esperimenti personali con costumi e trucco, avvenne la metamorfosi: Bowie costrinse il gruppo a indossare gli stravaganti abiti cuciti dalla moglie e dalla fidanzata di Visconti. Ciascun componente assunse anche l'identità di un personaggio dei fumetti e Bowie, in calze di lurex multicolore, stivali alti e mantello azzurro, divenne "Rainbowman". Il concerto è considerato l'atto di nascita del glam rock, ma l'accoglienza del pubblico fu fredda; gli stessi membri degli Hype apparirono scettici, tranne Bowie che sembrò non avere dubbi: « [...] dopo quel concerto mi fermai, non sperimentai altre cose perché sapevo che andava bene», raccontò su NME alcuni anni dopo, « [...] sapevo bene che cosa volevo fare ed ero certo che l'avrebbero fatto anche molti altri. Ma io sarei stato il primo».
Subito dopo Bowie tornò in Scozia, ospite del programma Cairngorm Ski Night di Grampian TV; accompagnato da una grande orchestra televisiva eseguì London Bye Ta-Ta e si esibì in un numero di danza con Angela e Lindsay Kemp.
Nel frattempo Visconti e Ronson allestirono uno studio di registrazione a Haddon Hall, dove venne realizzata buona parte del materiale di questo periodo. Frequenti furono le visite allo studio di Terry Burns, fratellastro di Bowie che, seppur residente volontario al Cane Hill Hospital, si intrattenne spesso con il gruppo: queste frequentazioni ebbero un'influenza fondamentale su alcune composizioni che finirono nel nuovo album.
Successivamente fu pubblicato il 45 giri The Prettiest Star, vera e propria dichiarazione d'amore alla Barnett, ricevendo considerevoli attenzioni da parte delle riviste musicali inglesi dal momento che uscì dopo il successo di Space Oddity. La buona accoglienza della stampa non trovò però riscontro commerciale e il singolo non superò le 800 copie vendute. Per il mercato americano la Mercury Records preferì invece puntare su una nuova registrazione più concisa ed energica di Memory of a Free Festival, ma l'operazione si rivelò un insuccesso.
Il 20 marzo del 1970 David Bowie e Angela Barnett si sposarono nel municipio di Bromley, con una cerimonia informale a cui parteciparono pochi amici e la madre di Bowie. Cinque giorni dopo gli Hype registrarono un'altra sessione alla BBC per lo show di Andy Ferris, dopodiché si sciolsero e il gruppo tenne l'ultimo concerto allo Star Hotel di Croydon. In quel periodo Angela lavorò duramente per aiutare David, tenendo ad esempio i contatti con i promoter e curando in genere le pubbliche relazioni, prenotando le sale dove il marito doveva esibirsi, controllando luci e audio per i concerti ecc. Avrebbe inoltre contribuito alla nuova immagine androgina del marito consigliandolo tra l'altro nella scelta di costumi, acconciature e atteggiamenti da tenere in pubblico.
Bowie continuò quindi ad esibirsi dal vivo come solista, proponendo soprattutto brani tratti da Space Oddity ma anche anticipazioni delle tracce che finirono negli album successivi. In questo periodo registrò anche il brano rimasto inedito Tired of my life, che secondo alcune fonti Bowie scrisse quando aveva 16 anni, e venne pubblicato The World of David Bowie, prima raccolta ufficiale contenente tracce dell'album d'esordio e alcuni brani inediti. Dal 18 aprile al 22 maggio ai Trident Studios iniziarono le sessioni di registrazione di The Man Who Sold the World. Cambridge venne sostituito alla batteria da Mick "Woody" Woodmansey, ex collega di Ronson nei Rats, mentre Visconti trascorse la maggior parte delle sessioni cercando di stimolare il novello sposo, combattendo contro la sua apparente apatia per il progetto. Gli elementi del gruppo diventarono cinque con l'arrivo del tastierista Ralph Mace, un dirigente della Philips Records diventato il riferimento di Bowie all'interno dell'etichetta all'inizio dell'anno, durante la registrazione di The Prettiest Star.
Finite le registrazioni, l'attività di Bowie subì un rallentamento e, scontento della direzione che Pitt tentò di imprimere al suo lavoro, si presentò con il giovane consulente legale Tony Defries a casa del manager, che acconsentì a sciogliere ogni obbligo professionale. I due si separarono amichevolmente e Defries divenne il manager dell'artista a tempo pieno. Pitt rimase comunque uno dei personaggi più influenti del periodo d'esordio del cantante inglese, con notevoli investimenti personali anche se decisamente inferiori ai fondi resi disponibili dal collega di Defries, Laurence Myers, con cui aveva appena creato il Gem Music Group; l'ultimo impegno con Pitt fu la cerimonia degli Ivor Novello Awards, svoltasi il 10 maggio al Talk Of the Town di Londra: Bowie cantò Space Oddity e vinse un premio. La canzone fu eseguita con un ampio arrangiamento orchestrale organizzato da Paul Buckmaster e diretto da Les Reed, e l'esibizione venne trasmessa via satellite in Europa e negli Stati Uniti, mentre in Inghilterra venne diffusa soltanto alla radio.
Nel frattempo il successo ottenuto l'anno prima con lo stesso brano andò esaurendosi e quindi a ottobre Defries trattò un'offerta con la Chrysalis Records, riuscendo ad ottenere un accordo ed un anticipo di 5 000 sterline, mentre Bowie canalizzò le sue energie in un periodo di scrittura intensiva. Il 4 novembre 1970 The Man Who Sold the World uscì negli Stati Uniti e ricevette una buona accoglienza da parte della critica nonostante le scarse vendite. La chitarra hard rock di Ronson rappresentava una vistosa novità rispetto alle atmosfere prevalentemente folk e acustiche dell'album precedente. I testi apparvero più complessi e meno lineari rispetto al passato e i più profondi temi affrontati sarebbero stati ripresi nelle opere successive di Bowie: ambiguità sessuale, sdoppiamento di personalità, isolamento, pazzia, falsi guru, totalitarismi. Bowie pensò presto all'album successivo. Bob Grace, general manager della Chrysalis, affittò gli studi londinesi di Radio Luxembourg dove il cantante iniziò a registrare nuovo materiale, tra cui il brano Oh! You Pretty Things.
L'anno successivo venne pubblicato il nuovo 45 giri, Holy Holy, malgrado il ritardo di sei mesi dalla registrazione causato da trattative contrattuali. Pochi giorni dopo il brano venne eseguito nel programma Six-O-One: Newsday di Granada TV, ma senza riscuotere successo. Il 1971 rappresentò per la carriera di Bowie un momento cruciale, nel quale Defries fu fondamentale per realizzare e promuovere le idee partorite dal genio del cantante; il manager stava rivoluzionando radicalmente tutta l'organizzazione che ne aveva contraddistinto la carriera fino ad allora e lo convinse a interrompere il rapporto con Tony Visconti, reo di mantenere i rapporti con Marc Bolan, che a quel punto contendeva a Bowie il ruolo di primadonna del glam rock. Visconti se ne andò e si concentrò sulla produzione di Marc Bolan e dei T. Rex, mantenendo il nome Hype e ingaggiando il cantante dei Rats, Benny Marshall, che andò ad aggiungersi a Ronson e Woodmansey. Avrebbe ripreso la collaborazione con Bowie nel 1974, quando i rapporti tra il cantante e Defries si stavano deteriorando.
Dopo il tour promozionale negli Stati Uniti del febbraio 1971, oltre a lavorare al nuovo album, Bowie registrò anche le prime versioni di Moonage Daydream e Hang On to Yourself con Mick Ronson, Trevor Bolder e Mick Woodmansey e con il chitarrista Mark Carr Prichard, uno studente di Dulwich. Il general manager della Chrysalis, Bob Grace, propose di pubblicarle come 45 giri per recuperare le spese di registrazione e, per aggirare il contratto con la Mercury , venne deciso di farlo sotto falso nome. Nacquero così The Arnold Corns, a quanto pare da Arnold Layne, la canzone dei Pink Floyd preferita da Bowie e il singolo venne pubblicato a maggio dalla B&C Records. Anche se il progetto non ebbe nessun impatto commerciale, diede modo a Bowie di indulgere in un episodio "warholiano". Freddie Burretti, vero nome Frederick Barrett, è un diciannovenne disegnatore di moda, dichiaratamente omosessuale, che Bowie incontrò al Sombrero, il locale gay all'epoca più in voga a Londra. Burretti, che fornì a Bowie e Angela alcuni dei suoi vestiti, venne rinominato "Rudi Valentin" e presentato come voce solista del gruppo, sebbene non avesse mai partecipato alle incisioni. Di fatto il progetto Arnold Corns non andò più in là di altre due canzoni, Man in the Middle, che sarà il lato B di Hang On to Yourself, di nuovo pubblicata nell'agosto 1972 e Looking For a Friend, nelle quali Burretti partecipò ai cori.
A febbraio Bowie affrontò il suo primo viaggio negli Stati Uniti per il breve tour promozionale di The Man Who Sold the World. Nonostante il matrimonio con Angela gli avesse permesso di ottenere la green card, Bowie non poté esibirsi a causa degli accordi sindacali dell'American Federation of Musicians e la promozione si limitò soltanto ad apparizioni personali e a qualche intervista a Washington, New York, Chicago, Filadelfia, San Francisco e Los Angeles. In una di queste interviste annunciò a John Mendelsohn di Rolling Stone di voler «introdurre il mimo in un tradizionale ambiente occidentale, per attirare l'attenzione del pubblico con una serie di movimenti molto stilizzati, molto giapponesi». Nella stessa occasione dichiarò anche che la musica rock «dovrebbe essere agghindata come una prostituta, come una parodia di sé stessa, dovrebbe essere una specie di clown, di Pierrot. La musica è la maschera che nasconde il messaggio. La musica è il Pierrot e io, l'artista, sono il messaggio».
Dopo questa breve parentesi americana Bowie tornò ai Trident Studios per completare il nuovo album Hunky Dory, realizzando nuovi brani tra cui Changes e Life on Mars?. Tra gli strumentisti impiegati inizialmente vi furono alcuni studenti di Dulwich che si erano dati il nome Runk, tra cui il chitarrista Mark Carr Pritchard, che era negli Arnold Corns, il bassista Polak de Somogyl e il batterista Ralph St. Laurent Broadbent. Per le successive registrazioni vennero presi in considerazione anche altri musicisti con cui aveva già collaborato nei mesi precedenti tra cui Terry Cox, il batterista di Space Oddity, e Tony Hill, che Bowie conosceva dal 1968.
L'album The Man Who Sold the World vide la luce anche in Gran Bretagna quasi un anno dopo la fine delle registrazioni, ma nonostante le critiche favorevoli, così come era accaduto oltreoceano, le vendite furono disastrose. Il contratto che legava Bowie alla Mercury stava per scadere, ma la compagnia sarebbe comunque stata intenzionata a rinnovarlo per un altro album. Il mese successivo il rappresentante della casa discografica Robin McBride arrivò a Londra da Chicago per offrirgli un nuovo contratto di tre anni. Defries rispose che se la Mercury si fosse avvalsa dell'opzione di rinnovo per avere un nuovo disco, gli avrebbero consegnato «la più grande schifezza che avessero mai avuto», informandolo che in nessun caso Bowie avrebbe registrato un'altra nota con la Mercury, che acconsentì a rescindere il contratto.
Bowie stava preparando il materiale del nuovo album a un ritmo forsennato e richiamò Ronson e Woodmansey; Ronson accettò e coinvolse il bassista Trevor Bolder per sostituire Visconti. Si cominciò così a delineare la formazione dei futuri Spiders from Mars.

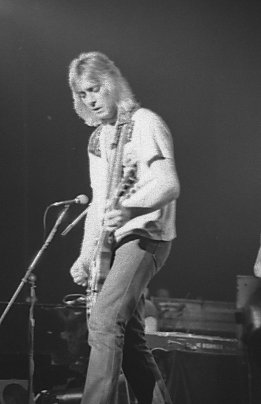
Mick Ronson, uno dei futuri Spiders from Mars. Dopo alcune collaborazioni occasionali, a partire dal 1971 il chitarrista divenne una figura chiave del successo di Bowie.

La band si trasferì a Haddon Hall per provare le nuove composizioni e Bowie decise di sfruttare l'imminente sessione alla BBC del 3 giugno come vetrina per la sua rinnovata cerchia di musicisti, tra cui gli amici Dana Gillespie, George Underwood e Geoffrey Alexander, per esibirsi con alcune nuove canzoni tra cui Kooks, composta per il figlio Zowie. Il 23 giugno Bowie partecipò al Glastonbury Fayre durante il quale si esibirono, tra gli altri, gli Hawkwind, i Traffic, Joan Baez e i Pink Floyd. La scaletta della sera precedente era stata allungata a dismisura e il concerto di Bowie era stato cancellato perché le autorità avevano insistito per concludere l'evento entro le 22:30; imperterrito, Bowie cominciò a suonare alle 5 di mattina con qualche inconveniente che interruppe Oh! You Pretty Things e proseguì con altri sei brani tra cui Memory of a Free Festival.
L'incisione di Hunky Dory proseguì ai Trident Studios per tutta l'estate e ad agosto Defries volò a New York con 500 copie promozionali di un vinile chiamato BOWPROMO 1A1/1B1, con canzoni di Dana Gillespie da un lato e alcune nuove registrazioni di Bowie dall'altro, tra cui Andy Warhol, Queen Bitch e l'inedita Bombers. Dopo pochi giorni il manager tornò con un contratto con la RCA.
Durante l'ultima fase di lavorazione di Hunky Dory comparve un altro elemento cruciale per la futura carriera di Bowie. Nell'estate del 1971 alla Roundhouse di Londra andò in scena la produzione statunitense intitolata Pork, un adattamento di Andy Warhol d'una raccolta di conversazioni registrate negli ambienti equivoci di New York, che metteva insieme il travestito Wayne County, le disinibite Geri Miller e Cherry Vanilla con Tony Zanetta nella parte dello stesso Warhol. Per il pubblico britannico le scene di masturbazione, omosessualità, droga e aborti di Pork rappresentarono un inaccettabile affronto al buon gusto. Lo spettacolo ebbe un'immensa pubblicità gratuita dai commenti scandalizzati della stampa, mentre per Bowie il contatto con la bizzarria di Warhol rappresentò un nuovo punto di svolta. Questo evento e l'incontro con l'artista americano che avvenne il mese successivo contribuirono a far nascere in lui l'intuizione della fusione tra musica e messa in scena, cambiando il proprio look e sfruttando i media per creare la nuova immagine da rock-star. Il suo ruolo sulla scena non si limitò più a quello di cantante-musicista con un buon uso delle movenze del corpo, bensì quello di attore-musicista.
Attratto dalla loro sfacciataggine, dalla torbida sessualità, dallo stile da strada tipicamente newyorchese e dai legami con Warhol, Bowie si affrettò a presentare i componenti del nuovo cast a Defries al suo ritorno dagli Stati Uniti. Quando nel 1972 Defries uscì dal Gem Music Group e fondò la MainMan Management, azienda di sua esclusiva proprietà con la quale gestì l'enorme mole di affari che Bowie sarebbe stato in grado di muovere, alcuni dei protagonisti di Pork furono assunti ed ebbero ruoli di rilievo nell'azienda.
Finito di incidere Hunky Dory, Bowie tornò in America con Angela, Defries e Ronson per firmare il nuovo contratto con la RCA. Come già accadde nel suo viaggio precedente, Bowie non riuscì a suonare, ma il soggiorno gli permise di conoscere personalmente Warhol, al quale fece ascoltare il brano a lui dedicato. Come rivelò Bowie nel 1997, Warhol non ebbe una reazione positiva: « [...] credo pensasse di essere stato umiliato dalla canzone o qualcosa del genere e davvero non era questa la mia intenzione, anzi, era un ironico omaggio. La prese molto male ma gli piacquero le mie scarpe... ne indossavo un paio che mi aveva regalato Marc Bolan, di un brillante giallo canarino, con tacco e punta arrotondata [...] siccome Warhol aveva anche il vezzo di disegnare scarpe, abbiamo avuto qualcosa di cui parlare». Negli stessi giorni avvennero altri due importanti incontri: Dennis Katz della RCA gli presentò Lou Reed in un ristorante e la stessa sera, a una festa al Max's Kansas City, conobbe Iggy Pop, un incontro che in futuro si sarebbe rivelato fondamentale per la carriera di entrambi.

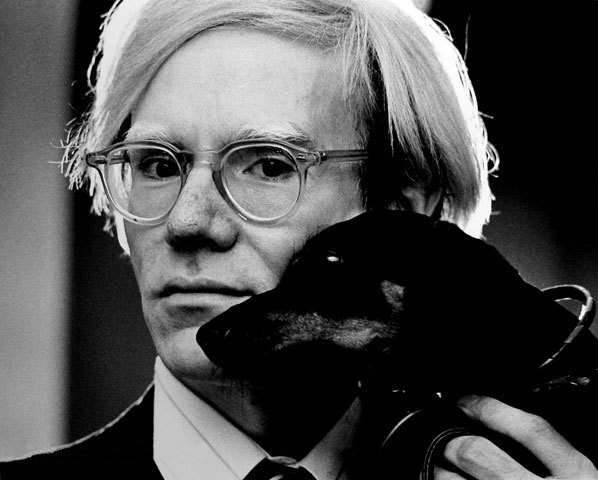
Nel settembre 1971, durante il tour promozionale negli Stati Uniti, Bowie incontrò Andy Warhol, a cui dedicò uno dei brani inclusi nell'album Hunky Dory.

Al ritorno in Europa gli impegni di Bowie proseguirono sia dal vivo che in studio, con le registrazioni di The Rise and Fall of Ziggy Stardust and the Spiders from Mars, che iniziarono il 9 settembre con la cover di It Ain't Easy del cantautore statunitense Ron Davies. Il 21 settembre vi fu una nuova sessione alla BBC per Sounds of the 70s con "Whispering" Bob Harris, nella quale Bowie e Ronson interpretarono Amsterdam di Brel. Quattro giorni dopo vi fu la prima esibizione dal vivo con i futuri Spiders from Mars, con l'aggiunta di Tom Parker al pianoforte, al Friars Club di Aylesbury.
L'8 novembre ebbe inizio la prima vera sessione che produsse molte delle tracce destinate al nuovo album. Tra queste figurarono le nuove versioni di Moonage Daydream e Hang On to Yourself, la celebre Ziggy Stardust e Lady Stardust; le ultime due erano già state incise in un demo acustico agli studi di Radio Luxembourg alcuni mesi prima. Tra i brani scartati vi furono Shadow Man, Sweet Head, Velvet Goldmine, una nuova versione di Holy Holy e un'interpretazione del brano Around and Around di Chuck Berry, reintitolato Round and Round.
Hunky Dory venne pubblicato il 17 dicembre 1971, quando Bowie era già a metà strada nella registrazione dell'album successivo e stava lavorando a un ulteriore cambio d'immagine e di stile. La nuova opera vide il ritorno a sonorità più folk dominate dal pianoforte di Rick Wakeman e dagli arrangiamenti operistici di Mick Ronson e soprattutto mise in luce l'abilità acquisita da Bowie come autore di canzoni ma, nonostante le brillanti recensioni della stampa specializzata e la pubblicazione del singolo Changes, la campagna promozionale risultò inadeguata e le vendite scarse. Negli Stati Uniti si fermò alla posizione n. 93 della Billboard 200 mentre nel Regno Unito si dovette addirittura attendere l'uscita di Ziggy Stardust per vederlo in classifica. Hunky Dory venne comunque considerato con gli anni il suo primo, autentico album "classico".

### L'epoca di Ziggy Stardust (1972-1973)
Nell'intervista comparsa su Rolling Stone nel 1973, Bowie raccontò a William S. Burroughs che, contrariamente all'opinione comune, Ziggy Stardust non era un extraterrestre ma un umano che casualmente entrava in contatto con forze da un'altra dimensione attraverso la sua radio e che, scambiando i loro messaggi per rivelazioni spirituali, adottò sulla Terra un ruolo messianico, mentre gli "infiniti", creature aliene prive di passioni, lo utilizzarono come tramite per un'invasione che distruggerà il mondo. «La fine arriva quando arrivano gli "infiniti". Ziggy è consigliato in un sogno dagli "infiniti" di scrivere la venuta di un uomo delle stelle, così ha scritto Starman, che è la prima notizia di speranza che le persone ricevono... Nello spettacolo teatrale, uno di loro assomiglia a Brando, un altro è un newyorchese di colore».

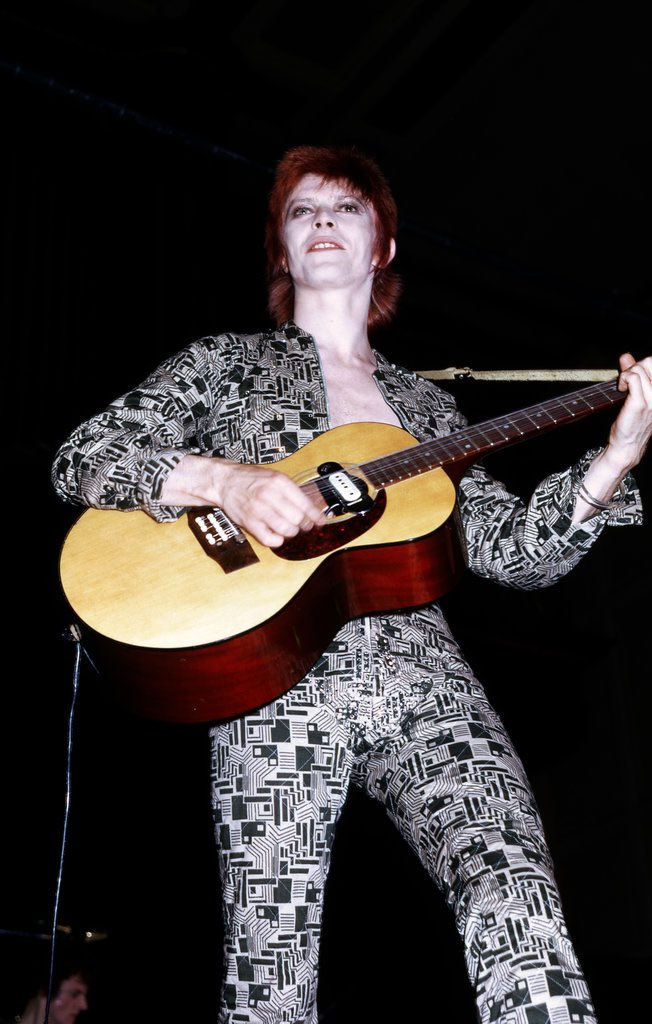
Come rivelò Bowie nel 1974: «Ziggy Stardust non è l'uomo delle stelle ma solo il suo messaggero terreno, contrariamente all'opinione secondo cui spesso si dipinge Ziggy come un extraterrestre». Nonostante le molte interpretazioni che il brano generò, stando alle parole di Bowie, l'idea di base era che « [...] le creature dello spazio sono abbastanza reali, umane e la prospettiva di incontrare altri esseri dovrebbe renderci felici».

Ancora, «quando gli infiniti arrivano, prendono pezzi di Ziggy per renderli reali, perché nel loro stato originale sono anti-materia e non possono esistere nel nostro mondo. E lo fanno a pezzi sul palco durante Rock 'n' Roll Suicide. Appena Ziggy muore sul palco, gli infiniti prendono i suoi elementi e diventano visibili».
Se poco di questa storia risultò chiaro nell'album, c'è da considerare che, lungo la sua carriera, Bowie ha spesso reinterpretato il proprio lavoro per adattarlo alla tendenza del momento, come suggerì nella stessa intervista: «[...] quando un artista ha completato la sua opera essa non gli appartiene più... guardo semplicemente ciò che ne fa la gente».
La vera consacrazione avvenne nel 1972, con l'album The Rise and Fall of Ziggy Stardust and the Spiders from Mars, in cui fu accompagnato dal gruppo musicale eponimo The Spiders from Mars e che contiene gran parte dei suoi classici, che continuarono a essere ripetuti in qualunque suo concerto anche a trent'anni di distanza: da Starman a Moonage Daydream, da Rock 'n' Roll Suicide a Ziggy Stardust Nello stesso anno, per fare conoscere al mercato americano il suo primo grande successoSpace Oddity(1969), Bowie eseguì la canzone nel suo primo videoclip, girato agli RCA studios di New York.
Fra il 1972 e il 1973, portò in tournée uno show dove il vero Bowie e il personaggio di Ziggy Stardust finivano per confondersi. Vestito in attillate calzamaglie colorate, costumi sgargianti e capelli tinti rosso fuoco, Bowie diede il via al primo show di Ziggy nell'ambiente raccolto del Toby Jug Pub di Tolworth il 10 febbraio 1972. Lo spettacolo, presentato in seguito a platee più numerose, catapultò definitivamente Bowie sotto la luce dei riflettori dei media britannici nel corso dei successivi sei mesi di tour, facendogli conquistare enorme popolarità e un crescente successo di pubblico e di critica. Frotte di ragazzini e ragazzine si affollarono ai suoi concerti colpiti dallo sferzante e melodico glam rock e dall'atteggiamento di libertà sessuale che traspariva dall'efebo Ziggy. The Rise and Fall of Ziggy Stardust and the Spiders from Mars, combinando gli elementi hard rock di The Man Who Sold the World con l'approccio maggiormente pop e sperimentale di Hunky Dory, fu pubblicato nel giugno 1972: raggiunse il quinto posto nel Regno Unito e rimase in classifica per circa due anni trainando anche al successo il precedente Hunky Dory, ormai vecchio di sei mesi, che rientrò in classifica. Questo successo fu dovuto in gran parte all'apparizione di Bowie a Top of the Pops, in cui aveva presentato il singolo (tratto dal nuovo album) Starman che raggiunse a sua volta il decimo posto in classifica. Nel giro di poche settimane fu pubblicato anche il singolo John, I'm Only Dancing, non contenuto nell'album, e All the Young Dudes, canzone scritta e prodotta per i Mott the Hoople, che divennero successi nel Regno Unito. Lo Ziggy Stardust Tour proseguì negli Stati Uniti d'America.
Sul numero del 22 gennaio 1972 della rivista musicale britannica Melody Maker comparve un'intervista a Bowie destinata a creare scandalo. L'articolo, intitolato "Oh! You Pretty Thing", descrisse il nuovo look di Bowie e riportò il suo ultimo exploit:
«Sono gay, lo sono sempre stato [...]», rivelò al giornalista Michael Watts, «[...] anche quando ero David Jones».
L'intervista creò un certo clamore in un'epoca nella quale affermare la propria omosessualità non era cosa abituale. In pochi allora pensarono a una tattica sensazionalistica pianificata dal cantante alle porte del lancio di Ziggy Stardust, tranne forse lo stesso Watts che notò «una maliziosa allegria in quello che dice, un sorriso segreto agli angoli della bocca... se non è di sfida, è quantomeno divertito». Del resto era lo stesso Bowie che, nella stessa intervista, provava a confondere le acque: «La mia natura sessuale è irrilevante. Sono un attore, recito una parte, frammenti di me stesso». Il movimento gay britannico elesse Bowie a suo simbolo, mentre i più conservatori accolsero scandalizzati la dichiarazione.
In questo periodo, Bowie contribuì in veste di produttore e musicista, insieme a Ronson, al più grande successo commerciale della carriera di Lou Reed, l'album Transformer, considerato una pietra miliare del glam rock.
Il successivo lavoro in studio fu l'album Aladdin Sane, che divenne il primo album di Bowie a raggiungere la vetta della classifica britannica. Descritto da Bowie stesso come «Ziggy va in America», per sottolineare l'americanizzazione del sound glam dell'anno precedente, il disco contiene brani scritti durante il viaggio attraverso gli Stati Uniti per le prime date dello Ziggy Tour, che proseguì in Giappone. Da Aladdin Sane furono estratti due singoli di successo, che raggiunsero i primi posti della classifica inglese: The Jean Genie e Drive-In Saturday.
Il titolo nasce dal gioco di parole che riflette la doppia personalità di Bowie di quel periodo: da una parte il soprannaturale e sano Aladdin (Aladdin Sane) e dall'altra il ragazzo folle (A lad insane). Celebre divenne l'iconica immagine di copertina del disco, una foto a mezzo busto di Bowie truccato da Aladdin Sane, con un fulmine rosso che gli attraversa il viso, una delle raffigurazioni più riconoscibili ed emblematiche dell'artista nel corso dei decenni.
L'amore di Bowie per la recitazione e la teatralità lo portarono a un'immersione totale nel suo androgino alter ego musicale. A posteriori il musicista affermò: «Sul palco ero un robot mentre fuori dal palco invece provavo emozioni. È probabilmente per questo che preferivo vestirmi come Ziggy piuttosto che essere David». Con il successo arrivarono però anche difficoltà personali: recitare lo stesso ruolo in continuazione rese sempre più difficile a Bowie scindere i suoi personaggi dalla sua vera personalità; «Ziggy», disse Bowie, «non mi avrebbe abbandonato per anni. Quello fu il punto in cui tutto si spinse troppo in là [...] . La mia intera personalità ne risentì. Divenne molto pericoloso. Iniziai a dubitare seriamente della mia sanità mentale».
Gli ultimi concerti di Ziggy, che inclusero canzoni sia da Ziggy Stardust sia da Aladdin Sane, furono di una teatralità assoluta e compresero momenti studiati di pathos sul palco alternati a gesti sconcertanti, con Bowie che simulava una fellatio con la chitarra di Ronson. L'artista diede fine a questo periodo con il drammatico annuncio del ritiro dalle scene del personaggio Ziggy durante il concerto all'Hammersmith Odeon di Londra, il 3 luglio 1973, proprio all'apice del successo.
Dopo aver sciolto gli Spiders from Mars, Bowie cercò di allontanarsi definitivamente dal personaggio di Ziggy. A conferma del grande successo del momento, anche tutti gli album del suo catalogo passato vendevano bene: The Man Who Sold the World venne ristampato nel 1972 insieme a Space Oddity. Il brano Life on Mars? venne pubblicato su singolo nel giugno 1973 e raggiunse la terza posizione in classifica nel Regno Unito. Pin Ups, una raccolta di cover di brani degli anni sessanta preferiti da Bowie, venne pubblicato in ottobre, raggiungendo il primo posto della classifica britannica. Nel 1973 erano sei gli album di Bowie presenti nella classifica britannica, il successo commerciale, almeno in patria, era ormai ampiamente raggiunto.
Verso fine anno Bowie intrecciò un intenso quanto breve legame con Amanda Lear, che scoprì vedendola sulla copertina dell'album For Your Pleasure dei Roxy Music. Fu lo stesso Bowie a convincerla a tralasciare la professione di modella per abbracciare la carriera di cantante, finanziandole anche alcuni corsi di canto e danza.

### Il funk, il «plastic soul» eDiamond Dogs(1974-1975)

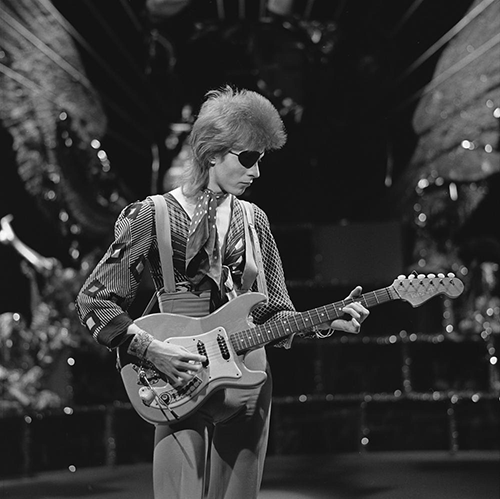
David Bowie nei panni di "Halloween Jack" esegue Rebel Rebel a Top Pop nel febbraio 1974.

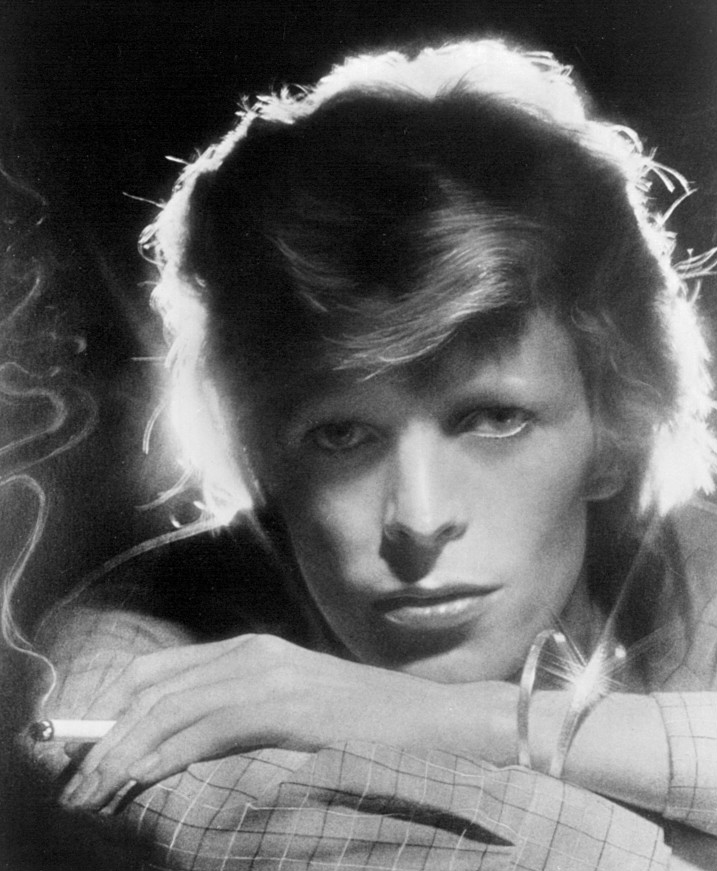
Bowie nel 1975 all'epoca di Young Americans

Nel marzo del 1974 Bowie si imbarcò sul transatlantico SS France, per raggiungere gli Stati Uniti il 1º aprile, stabilendosi inizialmente a New York.
L'album Diamond Dogs dello stesso anno fu il risultato di due differenti idee: un abortito musical basato sul futuro apocalittico descritto nel romanzo di George Orwell 1984 e le prime influenze soul e funk che iniziarono a insinuarsi nella musica di Bowie.
Con brani di successo come Rebel Rebel e Diamond Dogs, il disco diventò numero uno in Gran Bretagna e numero cinque negli Stati Uniti. Per promuoverlo, Bowie diede il via allo spettacolare Diamond Dogs Tour, presenziando nelle maggiori città del Nord America tra giugno e dicembre del 1974. Il tour, fortemente scenografico e teatrale, coincise con l'aumento della dipendenza da cocaina del cantante, che gli causò svariati problemi fisici dovuti alla debilitazione. Nell'aprile del 1975 si trasferì in California, in una casa sulle colline di Los Angeles; qui Bowie trascorse uno dei periodi più negativi della sua vita, ossessionato dalla sua passione per l'occultismo e debilitato dall'abuso di droghe pesanti. Tuttavia questo periodo cupo contribuì in parte alla nascita del suo prossimo personaggio.
Bowie stesso, dato il suo precario stato di salute, commentò il successivo album dal vivo, David Live, dicendo ironicamente che avrebbe dovuto intitolarsi «David Bowie is alive and well but living only in theory». Tuttavia David Live solidificò lo status di Bowie come rockstar, raggiungendo la seconda posizione in Inghilterra e l'ottava negli Stati Uniti. Dopo una pausa a Filadelfia, dove Bowie incise nuovo materiale, il tour proseguì con maggior enfasi sulla musica soul, ultima grande passione del cantante.

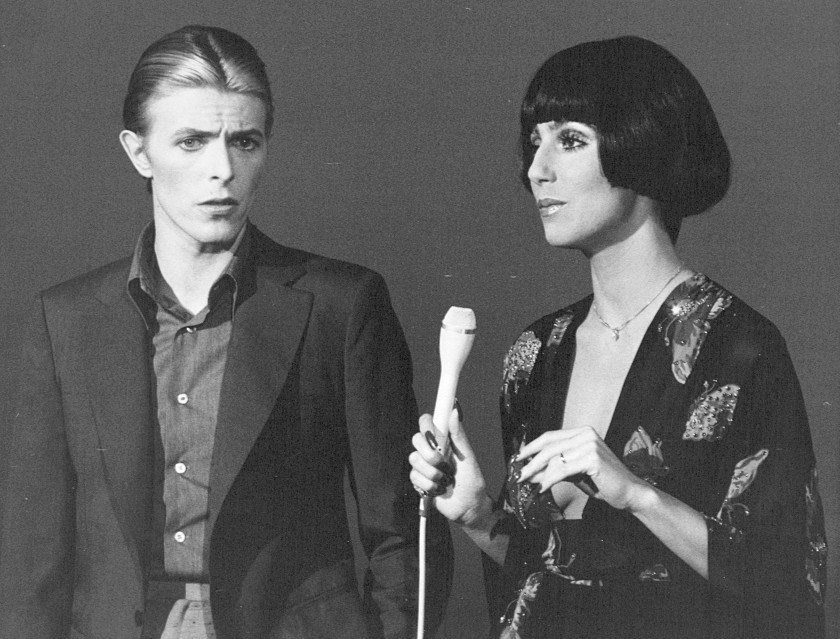
La nuova immagine di Bowie nel 1975 durante una partecipazione allo show televisivo della cantante Cher

Il frutto delle sessioni a Filadelfia fu l'album Young Americans edito nel 1975, nel quale l'artista, smessi definitivamente i variopinti panni dell'eroe glam rock, si gettò a capofitto nella black music americana. Il biografo Christopher Sandford scrisse: « [...] nel corso degli anni, molti musicisti britannici avevano cercato di diventare "neri" scimmiottando la musica nera statunitense ma pochi ci erano riusciti con successo come Bowie».
Il particolare e artificioso sound dell'album, che Bowie stesso descrisse come "plastic soul", costituì una nuova e radicale svolta nel suo stile musicale. Da Young Americans fu estratto il singolo Fame, composto con John Lennon e Carlos Alomar, che valse a Bowie la prima posizione in classifica, per due settimane, negli Stati Uniti. L'album segnò una fase importante per l'evoluzione musicale dell'artista: fu il primo dei suoi album ad abbandonare quasi del tutto il rock in favore di sonorità più funky e soul dando vita a una sorta di "R&B bianco".

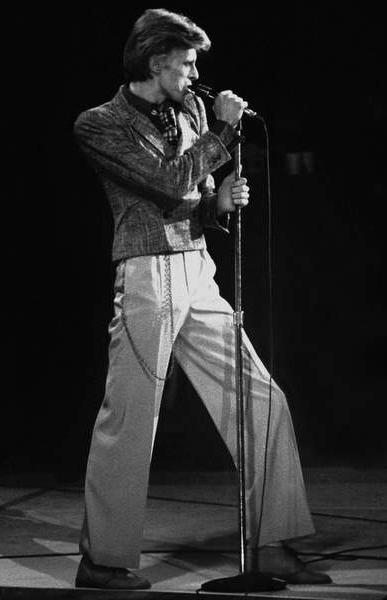
Bowie durante lo Young Americans Tour

In quel periodo ebbe fine il rapporto tra Defries e Bowie, che era stato superficiale nel firmare il contratto con la MainMan, non lo aveva letto con attenzione e si era fidato di quanto gli aveva raccontato Defries. Convinto di essere comproprietario dell'azienda al 50% e di aver diritto a metà dei guadagni, solo nel 1974 fu informato che l'azienda era al 100% di Defries. Il contratto prevedeva 50% dei ricavi lordi a Defries e 50% a Bowie, il quale doveva però sobbarcarsi per intero il totale delle ingentissime spese e delle tasse.
Quando Bowie venne a sapere tali dettagli, la MainMan era oberata da debiti, sia nel Regno Unito sia negli Stati Uniti molte fatture non erano state pagate e le spese erano aumentate, assieme agli investimenti sbagliati di Defries. Bowie si sentì tradito e sfruttato; la prima reazione fu di tagliare le esorbitanti spese per i concerti e adottare costumi e ambientazioni più sobrie, rinominando la tournée "Philly Dogs Tour". Il 29 gennaio 1975 andò negli uffici della RCA e annunciò la sua uscita dalla MainMan, ottenendo un anticipo per Young Americans di imminente pubblicazione. Il giorno dopo la lettera di rescissione dal contratto arrivò alla MainMan.
Dopo la risoluzione del contratto nel 1975, Bowie avrebbe dichiarato di essere stato trattato come uno schiavo da Defries e di non essere riuscito a fare soldi. Le trattative per la risoluzione del contratto furono lunghe e difficili e alla fine Bowie fu costretto a riconoscere a Defries il 50% delle royalty dei lavori realizzati da Hunky Dory fino a quel momento e il 16% su quelle di tutte le proprie attività fino al 1982. Defries continuò a mantenere una parte del copyright sui dischi di Bowie fino al 1997, quando il cantante riscattò le quote dell'ex manager e divenne proprietario al 100% di tali diritti. Nuovo manager di Bowie, nonché suo avvocato, fu per breve tempo Michael Lippman.

### Gli anni del «Duca Bianco» e la trilogia di Berlino (1976-1979)

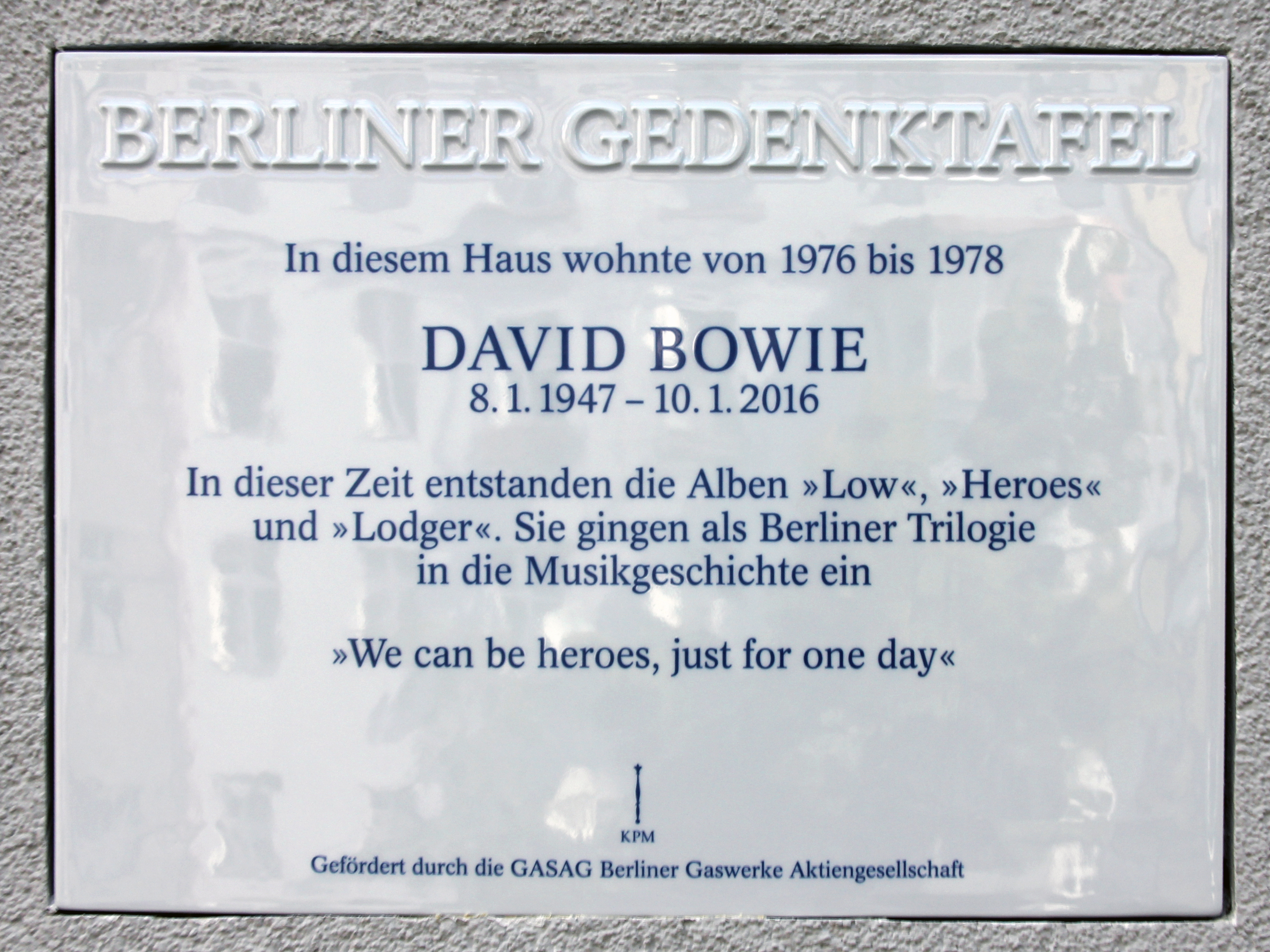
Targa posta all'esterno del palazzo al n. 155 Hauptstrasse, Berlino Schöneberg, che fu dimora di Bowie e Iggy Pop dal 1976 al 1978

Alla pubblicazione del successivo album Station to Station nel gennaio 1976, fece seguito in febbraio una tournée di tre mesi e mezzo in Europa e Stati Uniti per promuovere l'album e le drammatiche performance del nuovo personaggio di Bowie, il thin White Duke, ovvero lo "snello Duca Bianco".
Questo nuovo alter ego segnò una delle tante svolte artistiche nella sua carriera, ormai lontana dal chiassoso clamore multicolore del glam rock di pochi anni prima. Il "Duca Bianco" impersonava un aristocratico personaggio con un abbigliamento sobrio ed elegante, ipotetiche simpatie destrorse e una forte infatuazione per l'occultismo. Seppur molti di questi elementi furono soltanto trovate sceniche del poliedrico artista, il nome "White Duke" entrò nell'immaginario collettivo del pubblico, divenendo presto il suo più consueto soprannome per il resto della carriera.
I brani più significativi di questo periodo furono la title track del disco, influenzata dal sound di gruppi tedeschi krautrock, le ballate Word on a Wing e Wild Is the Wind, cover di un brano reso famoso da Nina Simone, e i brani funky TVC 15 e Stay. La band che accompagnò Bowie sul palco comprendeva il chitarrista Carlos Alomar, il bassista George Murray e il batterista Dennis Davis, sezione ritmica che lo avrebbe affiancato fino alla fine del decennio. Il tour riscosse grande successo, ma generò anche polemiche di natura politica, come quella sorta durante una data a Stoccolma, in cui Bowie fu accusato di aver detto: «[...] la Gran Bretagna trarrebbe beneficio dall'avvento di un leader fascista [...]»; inoltre poco dopo la polizia di frontiera lo fermò sul confine russo-polacco per possesso di alcuni cimeli nazisti.
La controversa vicenda culminò a Londra nel maggio seguente in quello che divenne noto come "l'incidente della Victoria Station". Nel pomeriggio del 2 maggio 1976, tornato in Gran Bretagna dopo due anni di assenza, Bowie lasciò la stazione salutando la folla di fan adoranti con un gesto del braccio sinistro che venne scambiato per un saluto nazista, episodio fotografato e pubblicato su NME. Bowie dichiarò che il fotografo aveva semplicemente "congelato" il gesto del suo braccio a mezz'aria nel corso di un normale saluto. La maggior parte della stampa britannica ignorò l'incidente, tuttavia i vari tabloid scandalistici specularono non poco sulle presunte tendenze naziste del cantante, alimentando il tutto con citazioni riciclate dagli anni precedenti, come quella pronunciata da Bowie in un'intervista a Cameron Crowe dove affermava che «Adolf Hitler è stato una delle prime vere rockstar [...]», oppure citando la canzone Somebody Up There Likes Me contenuta nell'album Young Americans, in cui parlava del ritorno di Hitler. Successivamente Bowie si scusò pubblicamente per questi ambigui atteggiamenti, imputandoli alla sua dipendenza dalla cocaina e all'eccessiva immedesimazione nel personaggio del "Duca Bianco":« [...] ero fuori di testa, totalmente impazzito. Ero interessato principalmente alla mitologia più che all'intera faccenda su Hitler e il totalitarismo [...]».
Nell'aprile 1975, Bowie si trasferì a Los Angeles in una villa presa in affitto al 637 di North Doheny Drive.
All'epoca faceva un uso smodato di cocaina e sigarette e si sosteneva con una dieta esclusivamente a base di caffè, latte e peperoni verdi e gialli, trascorrendo la maggior parte del periodo "in uno stato di costante terrore psichico" e debilitazione psicofisica arrivando a pesare solo una quarantina di chili. Alcuni resoconti dell'epoca, principalmente derivanti da un'intervista fatta al cantante da Cameron Crowe, riportano che viveva in una casa piena di antichi manufatti egizi, candele nere sempre accese, circondato da varia iconografia nazista, intento a studiare trattati di magia nera e a conservare in frigorifero la propria urina imbottigliata, terrorizzato dal fatto che un gruppo di streghe volesse rubare il suo sperma per qualche rito oscuro. Sosteneva inoltre di ricevere messaggi segreti da parte dei Rolling Stones sulle copertine dei loro dischi e minacce da Jimmy Page dei Led Zeppelin (notoriamente adepto di Aleister Crowley). Questa ossessione per la magia, l'occulto e le teorie superomistiche del filosofo Friedrich Nietzsche non era nuova per Bowie che già ne aveva dato traccia in due canzoni presenti in Hunky Dory (1971), Oh! You Pretty Things e Quicksand, e in altri brani ancora precedenti come Cygnet Committee del '69 e The Supermen del 1970. Ma la scintilla di questo rinnovato interesse sembrò essere un incontro avvenuto a New York con il "regista maledetto" Kenneth Anger, autore del film satanista Lucifer Rising.
In questo periodo, Bowie ebbe anche la sua prima vera esperienza in campo cinematografico recitando come protagonista nel film di fantascienza L'uomo che cadde sulla Terra di Nicolas Roeg, regista che lo scritturò dopo averlo apprezzato nel documentario Cracked Actor inerente al Diamond Dogs Tour dell'anno precedente. Per l'occasione David iniziò anche a comporre alcuni brani strumentali che avrebbero dovuto costituire la colonna sonora del film ma che invece confluirono nei suoi successivi prodotti discografici.

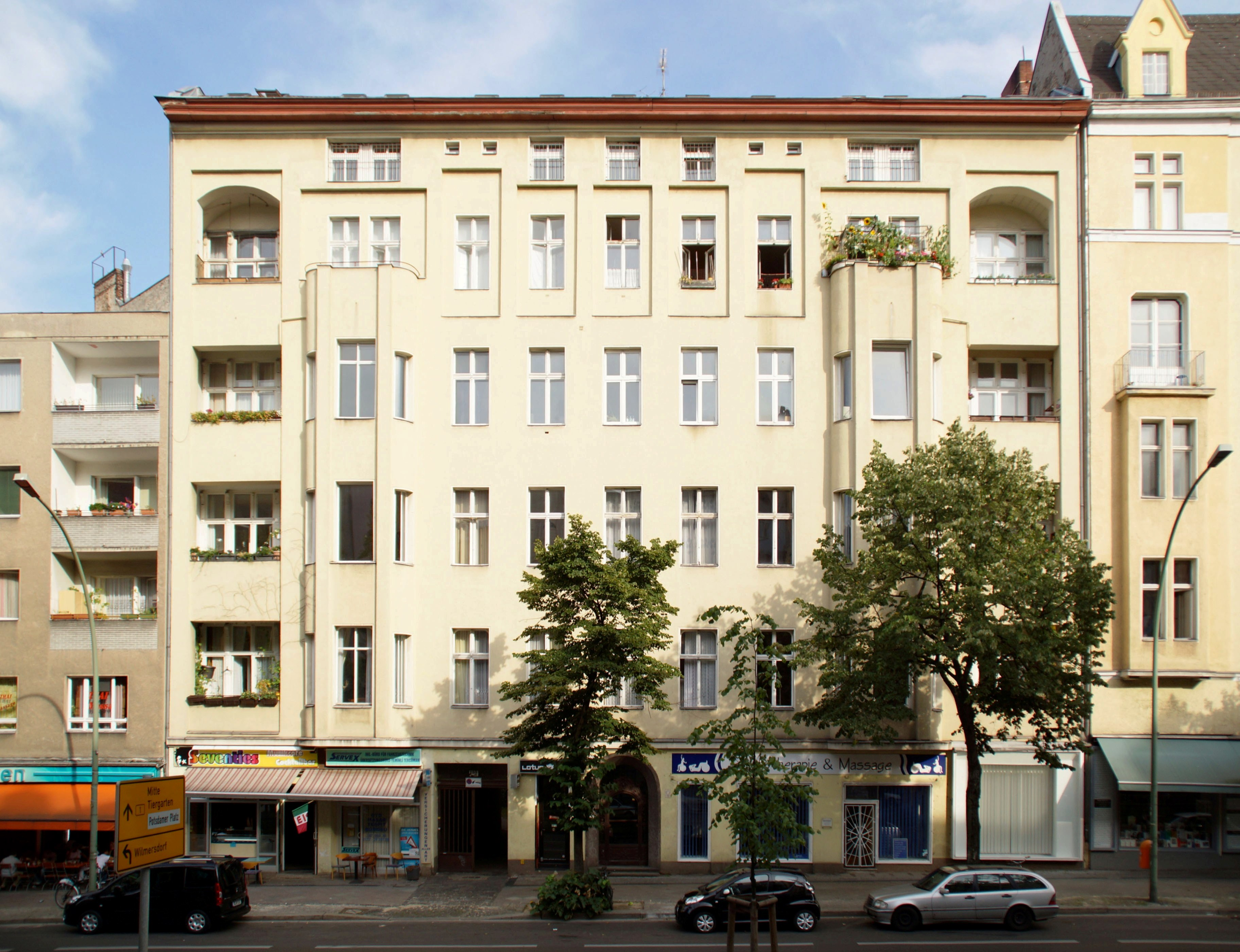
Il palazzo in Hauptstraße 155 a Berlino, dove abitarono Bowie e Iggy Pop.

Nel 1976 Bowie si trasferì in Svizzera, acquistando una grande villa a Blonay, sulle colline vicine a Montreux, sul Lago di Ginevra, dove il suo consumo di cocaina incrementò ulteriormente minacciando seriamente la sua salute. Determinato a disintossicarsi e per distrarsi dallo stress dell'ambiente musicale, Bowie iniziò a dipingere producendo svariate opere post-moderniste. Prese anche l'abitudine di portarsi in tour un blocco degli schizzi per disegnare quando si sentiva ispirato e iniziò a fotografare qualsiasi cosa colpisse la sua immaginazione. Il suo interesse verso la pittura crebbe notevolmente tanto da visitare le maggiori mostre europee e visitò anche molte gallerie d'arte a Ginevra, il Brücke-Museum di Berlino e divenne, nelle parole del biografo Christopher Sandford, «un prolifico produttore e collezionista d'arte contemporanea»; i suoi quadri furono esposti in molte mostre personali e alcuni acquistati da musei britannici e statunitensi. Attraverso il proprio sito internet Bowieart.com, si impegnò anche nel promuovere e favorire la visibilità di opere di giovani artisti.
Nel periodo delle sessioni per l'album Station to Station, Bowie si immerse in intense letture su Hitler e la storia del Terzo Reich. Iniziò quindi a definire il proprio nuovo personaggio, The Thin White Duke, come una sorta di "vero ariano fascista" e a rilasciare dichiarazioni alla stampa in cui prevedeva l'imminente avvento di un nuovo regime fascista in Inghilterra. Nel maggio 1976 vi fu l'incidente alla Victoria Station, dove fu fotografato nel gesto di fare un saluto nazista rivolto alla folla, circostanza che Bowie smentì. A posteriori avrebbe affermato di essere stato affascinato dal lato puramente teatrale ed esoterico del nazismo, considerando il suo approccio politico dell'epoca "molto immaturo". A questo periodo Bowie farà riferimento parlando di: "... Visioni di svastiche nella mia testa, piani per chiunque..." in China Girl dell'album Let's Dance del 1983 e, in riferimento a quanti lo avevano attaccato per le sue smentite in materia, scrisse: "essere insultato da questi fascisti è molto degradante", nel brano It's No Game presente in Scary Monsters (and Super Creeps) del 1980.
Prima della fine del 1976, l'interesse di Bowie per la scena artistica tedesca lo portò a trasferirsi a Berlino Ovest per disintossicarsi definitivamente e rivitalizzare la propria carriera. Qui iniziò la proficua collaborazione con Brian Eno e condivise un appartamento a Schöneberg con Iggy Pop e Corinne Schwab, sua assistente personale già a Los Angeles, a cui aveva affidato la maggior parte degli aspetti organizzativi e manageriali.
La Schwab fu oggetto di grande gelosia da parte di Angie, moglie di Bowie, che dopo avere trascorso qualche giorno a Berlino si ritrasferì negli Stati Uniti. Bowie le dedicò il brano Be My Wife incluso nell'album Low, invitandola invano a rimanere con lui in questa nuova avventura. Il matrimonio era entrato in crisi a partire dal 1973, con la passione sessuale tra i due che si era affievolita e le frequenti relazioni extra-coniugali di entrambi. In seguito, Angie avrebbe affermato di non aver più voluto vedere il marito dopo il ripetersi degli episodi filo-nazisti come quello della Victoria Station. Bowie sostenne invece che dal 1974 si vedevano occasionalmente e facevano vite separate. Ne seguì la definitiva separazione e il divorzio del 1980.
David iniziò a focalizzarsi sul minimalismo e sulla musica ambient, che caratterizzeranno gli album della cosiddetta "Trilogia di Berlino". In questo periodo aiutò anche a risollevare le sorti della carriera di Iggy Pop, producendone e scrivendone insieme il primo album solista The Idiot e il successivo Lust for Life. Nel tour di Iggy Pop in Europa e Stati Uniti nel marzo e aprile 1977, Bowie partecipò come tastierista.
L'album Low del 1977 fu parzialmente influenzato dal krautrock di Kraftwerk e Neu! ed evidenziò un passo avanti per Bowie come compositore e artista concettuale, distanziandosi dal semplice pop e rock per produrre un'ambiziosa musica più astratta, dove le liriche erano sporadiche e non indispensabili. Malgrado le iniziali critiche negative ricevute per la sua apparente complessità e la non commerciabilità, Low arrivò alla seconda posizione nella classifica britannica, producendo anche il singolo di successo Sound and Vision che arrivò a sua volta al terzo posto della classifica britannica.
A posteriori si rivelerà un album di culto e porterà compositori d'avanguardia come Philip Glass a descriverlo « [...] un'opera geniale di incomparabile bellezza». Lo stesso Glass comporrà un'intera sinfonia basata sulle musiche e le atmosfere dell'album, la Low Symphony del 1992.

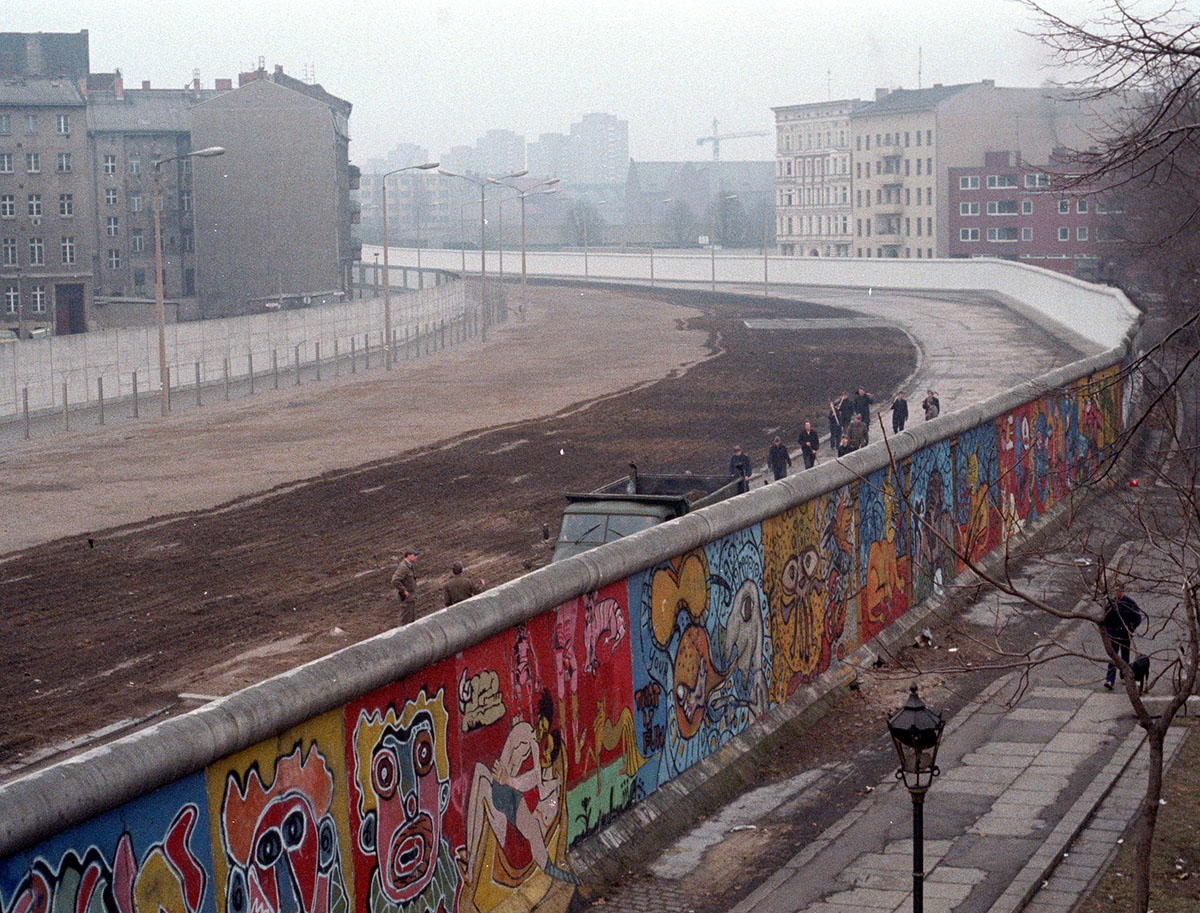
Il Muro di Berlino nel 1986, dipinto sul lato occidentale

Seguendo l'approccio minimalista di Low, il 23 settembre del 1977 uscì "Heroes" che include il celebre brano omonimo scritto insieme a Brian Eno; quest'album fuse pop e rock ampliandone i confini di genere e fu l'unico dei tre album della trilogia berlinese ad essere interamente registrato a Berlino. Come Low, anche "Heroes" risultò pervaso dallo zeitgeist della guerra fredda, stigmatizzato dal muro che divideva in due la città. Fu un altro grande successo, raggiungendo la terza posizione in classifica nel Regno Unito. La title track, che raggiunse all'epoca soltanto la 24ª posizione nella classifica britannica dei singoli, divenne forse il brano più celebre e rappresentativo dell'intera carriera di Bowie, capace di resistere nel corso degli anni come sua canzone simbolo.
Verso fine anno, Bowie eseguì il brano sia allo show televisivo di Marc Bolan che allo speciale televisivo natalizio di Bing Crosby, con il quale si esibì in una versione di Peace on Earth/Little Drummer Boy. Il duetto si rivelò un successo mondiale nel 1982, conquistando la terza posizione nel Regno Unito.
Dopo aver completato Low e "Heroes", Bowie promosse i due album passando la maggior parte del 1978 in una tournée a cui presenziarono un milione di spettatori nei 70 concerti che toccarono 12 nazioni. Dal tour venne ricavato l'album live Stage, pubblicato nel medesimo anno. Sempre nel '78 uscì il film Just a Gigolò, con Bowie nella parte del protagonista. La pellicola riscosse un mediocre riscontro di pubblico e pessime recensioni da parte della critica.
Il capitolo finale della trilogia fu l'album Lodger del 1979, che a sua volta mostrò un approccio alla musica minimalista, ambient e complessa dei precedenti due dischi ma con un parziale ritorno al rock convenzionale basato su percussioni e chitarre. Il risultato fu un complesso mix di elementi new wave e world music, con alcune influenze multietniche; alcune tracce furono composte utilizzando gli aforismi delle Strategie Oblique di Brian Eno e Peter Schmidt: Boys Keep Swinging nacque così, incoraggiando i musicisti a "percuotere" i propri strumenti, mentre per Move On si ricorse alla progressione di accordi di All the Young Dudes suonati al contrario e per Red Money utilizzando la traccia strumentale base di Sister Midnight, brano precedentemente composto insieme a Iggy Pop.
L'album venne registrato interamente nello studio privato di Bowie in Svizzera e segnò la temporanea interruzione del rapporto collaborativo tra Bowie e Brian Eno, che sarebbero tornati a lavorare insieme negli anni novanta. Lodger raggiunse la quarta posizione in Gran Bretagna e la numero 20 negli Stati Uniti e dal disco furono estratti i singoli Boys Keep Swinging e DJ. Anche se inizialmente fu recepito come una chiusura in tono minore della trilogia di Berlino, Lodger sarebbe stato rivalutato nel corso degli anni, anche in virtù del deludente risultato degli album di Bowie degli anni ottanta.

### Il successo commerciale e di massa (1980-1989)
(Simon Frith e Howard Horne, Art Into Pop, 1987)

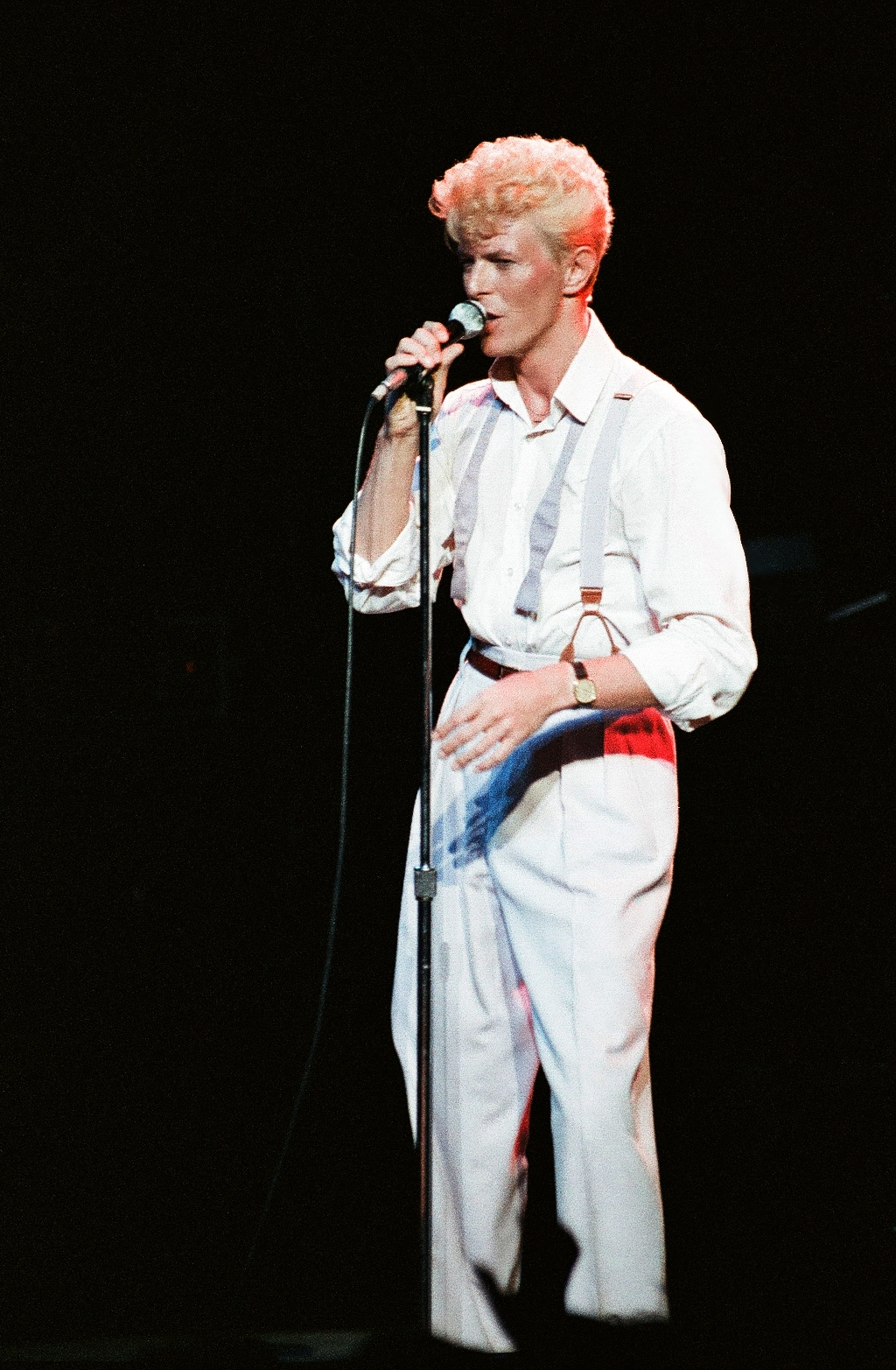
Bowie nel 1983 nel corso del Serious Moonlight Tour

Negli anni ottanta Bowie fu molto impegnato nel cinema e nel teatro e incrementò numero di tappe e grandiosità delle tournée, mentre la produzione discografica si basò su un raffinato quanto generico pop, con album contenenti alcune hits più commerciali, adatte a una massiccia trasmissione radiofonica. Il successo di questi singoli fu alimentato dai suggestivi video che li accompagnarono; un fenomeno, quello dei video, che Bowie già conosceva e che sfruttò nel modo migliore, da poliedrico artista quale si è sempre dimostrato.
L'album Scary Monsters (and Super Creeps) del 1980 ebbe un ottimo successo, raggiungendo la prima posizione nel Regno Unito, grazie anche ai contributi chitarristici di Robert Fripp, Pete Townshend e Tom Verlaine. Produsse la hit da primo posto in classifica Ashes to Ashes, che conferì visibilità internazionale al movimento dei New romantic, quando per realizzarne il videoclip Bowie reclutò al night club "Blitz" di Londra diverse comparse, tra le quali Steve Strange dei Visage. Nel video Bowie è vestito da inquietante Pierrot, in uno dei suoi travestimenti più famosi. Nel settembre del 1980 Bowie debuttò a Broadway nella pièce teatrale The Elephant Man interpretando la parte del deforme John Merrick, senza l'ausilio di nessun make up e riscuotendo critiche lusinghiere.
Lo stesso anno fece un'apparizione nel film tedesco Christiane F. - Noi, i ragazzi dello zoo di Berlino la cui colonna sonora, composta esclusivamente dai suoi brani tratti da Station to Station, Low, Heroes e Lodger, fu pubblicata pochi mesi dopo e riscosse un buon successo. Nel 1981 Bowie collaborò con i Queen per il loro album Hot Space, duettando nella traccia Under Pressure con Freddie Mercury. Il brano si rivelò un grande successo, divenendo il terzo singolo numero 1 di Bowie nel Regno Unito. Nel 1982 fu il protagonista nell'adattamento televisivo della BBC dell'opera di Bertolt Brecht Baal. Cinque dei brani tratti dal lavoro teatrale, incisi a Berlino, furono pubblicati nell'omonimo EP.
Grandissimo successo ebbe l'album Let's Dance del 1983, co-prodotto insieme a Nile Rodgers degli Chic, che divenne disco di platino su entrambe le sponde dell'Atlantico. Furono estratte la title track Let's Dance, Modern Love e China Girl, che raggiunsero i primi posti in classifica in tutto il mondo e furono accompagnate da acclamati video clip che rappresentano bene l'estetica degli anni '80.
L'uscita di Let's Dance fu seguita dal Serious Moonlight Tour, con la partecipazione del chitarrista Earl Slick e dei coristi Frank e George Simms. Il tour mondiale durò sei mesi e riscosse un enorme successo, anche se alcuni critici sottolinearono che la musica di Bowie aveva subito un'involuzione troppo "commerciale". Durante il tour si esibì con un nuovo look dai capelli iper-ossigenati e fisico abbronzato, proponendo un accessibile dance-rock non scevro da passaggi con tematiche disturbanti e testi impegnati.

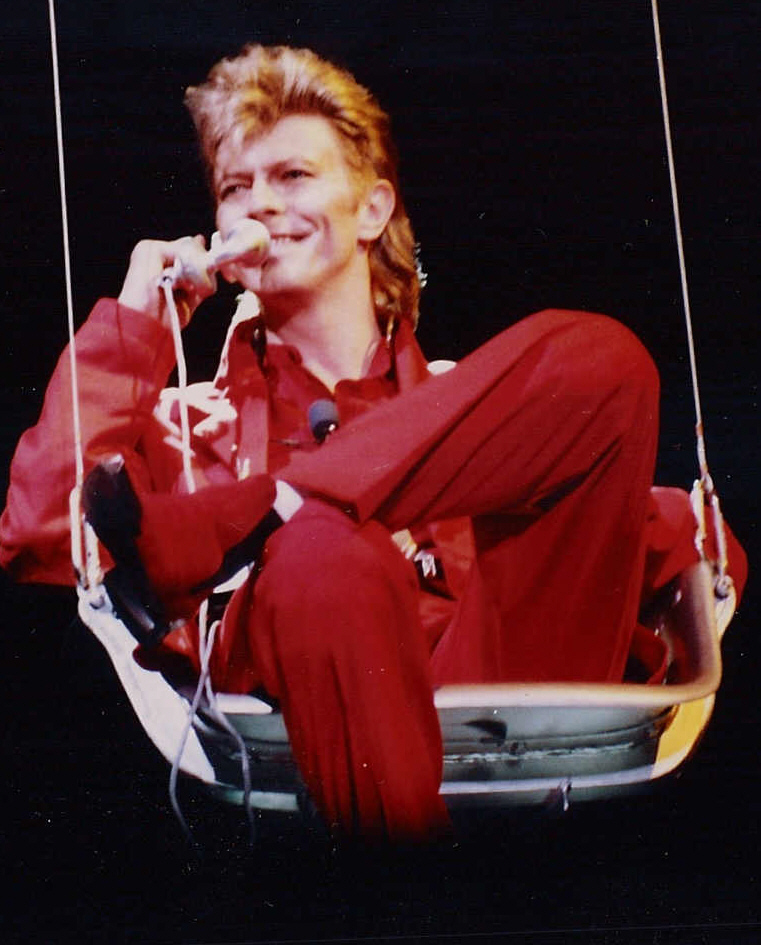
Bowie durante il Glass Spider Tour del 1987.

Sempre nel 1983 Bowie fu il protagonista del film Furyo, conosciuto anche con il titolo originale Merry Christmas Mr. Lawrence, diretto da Nagisa Ōshima e basato sul romanzo The Seed and the Sower di Laurens van der Post. La sua interpretazione fu lodata dalla critica e il film riscosse un buon successo di pubblico. Nel 1984 fu pubblicato Tonight, altro album dall'impronta dance e fortemente commerciale, che raggiunse la prima posizione nel Regno Unito, al quale collaborarono Tina Turner e Iggy Pop. Tra le varie cover del disco vi è una criticatissima versione del classico dei Beach Boys del 1966 God Only Knows. Vi era però la hit Blue Jean, che sarebbe stata inserita nel cortometraggio musicale Jazzin' for Blue Jean vincitore del Grammy Award for Best Short Form Music Video.
Nel 1985 Bowie si esibì al Live Aid nel vecchio stadio di Wembley a Londra. Durante l'evento fu proiettato il video realizzato appositamente dove Bowie duetta con Mick Jagger nel brano Dancing in the Street, che successivamente arrivò al primo posto delle classifiche. In seguito recitò in Absolute Beginners e Labyrinth - Dove tutto è possibile, film usciti nel 1986 di cui curò anche la colonna sonora. Il singolo Absolute Beginners arrivò al secondo posto nel Regno Unito e al primo nella classifica europea Eurochart Hot 100 Singles. Nel 1987 pubblicò l'album Never Let Me Down, che fu giudicato dalla critica una prova scialba e commerciale ma che ebbe un buon successo nelle classifiche aiutato anche dal nuovo tour mondiale, il mastodontico e teatrale Glass Spider Tour.

### Il breve periodo con i Tin Machine (1988–1992)

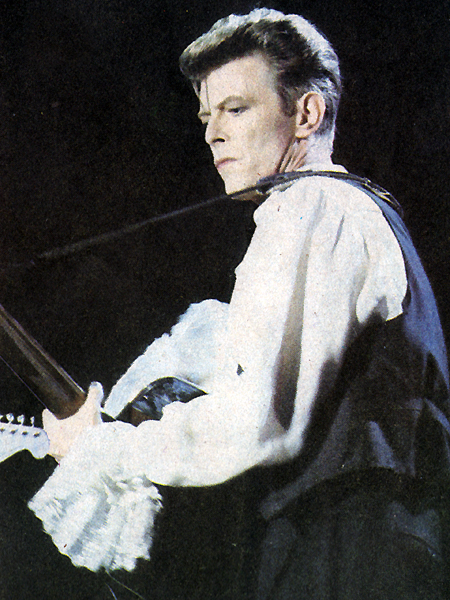
Bowie durante una data del Sound+Vision Tour del 1990

Nel 1989 prese parte come cantante, chitarrista e sassofonista nel gruppo rock Tin Machine, costituito insieme a Reeves Gabrels e i fratelli Tony e Hunt Sales, con i quali aveva già collaborato negli anni settanta all'album di Iggy Pop Lust for Life; inoltre suonò le tastiere nel tour documentato dall'album live Tv Eye (1978).
Sebbene all'interno dei Tin Machine vigesse una democrazia assoluta, ben presto la natura da leader di Bowie iniziò a prevalere nelle dinamiche di gruppo, sia come compositore che come leader. Nel 1989 l'album di debutto della band, Tin Machine, venne ben accolto da pubblico e critica, anche se l'eccessiva politicizzazione delle liriche provocò qualche perplessità. Il disco raggiunse la terza posizione in classifica nel Regno Unito e il primo tour mondiale del gruppo si rivelò un successo. Dopo però una serie di singoli fallimentari e un dissidio con la EMI, Bowie lasciò l'etichetta discografica e il gruppo si sciolse dopo la pubblicazione di un secondo album in studio (1991) e di uno dal vivo (1992), entrambi male accolti da pubblico e critica. Bowie era già tornato, prima della pubblicazione del secondo album del gruppo, all'attività da solista con il Sound+Vision Tour del 1990, che lo tenne impegnato per sette mesi nel portare in giro per il mondo i suoi vecchi successi, dopo la pubblicazione del cofanetto "Sound and Vision", riscuotendo ottimi consensi e lauti guadagni. Un terzo album di studio dei Tin Machine era stato programmato, ma Bowie preferì ritornare all'attività solista dopo avere reincontrato Nile Rodgers (il produttore di Let's Dance). Con Rodgers incise Real Cool World, title-track della colonna sonora del film Cool World, che fu pubblicata su singolo nell'estate 1992.

### Elettronica, nuove sperimentazioni e il ritorno al passato (1990-1999)

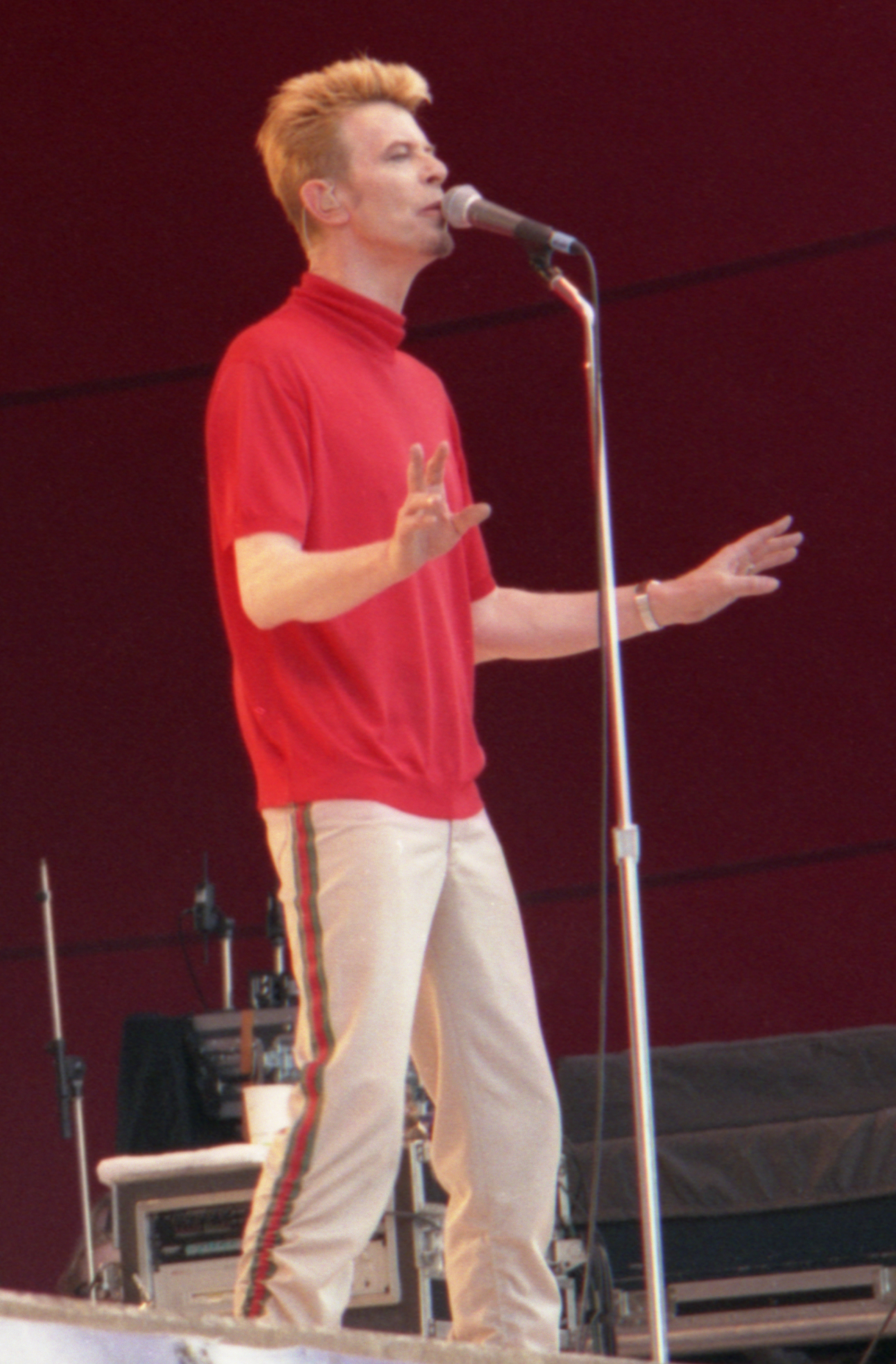
Bowie in concerto nel 1997

Nel 1990 si trasferì definitivamente a New York in un appartamento al 160 di Central Park South, al nono piano dell'Essex House, affacciato su Central Park e si dedicò alla sperimentazione progettando nuovi album, tutti molto diversi tra loro, che uscirono nei primi anni novanta. Per la loro realizzazione tornò ad avvalersi anche della collaborazione di Nile Rodgers e di Brian Eno, esplorando i generi e le tendenze musicali del periodo come l'hip hop, la jungle e il drum and bass. Sempre a New York fondò la Isolar Enterprises, una società per gestire il catalogo delle sue canzoni, i diritti d'autore, le proprietà e tutte le attività dell'ufficio stampa.
Nell'aprile 1992 apparve al Freddie Mercury Tribute Concert dove eseguì Heroes, All the Young Dudes e, insieme a Annie Lennox, Under Pressure. Il 6 giugno del 1992 sposò Iman Mohamed Abdulmajid, con una cerimonia privata celebratasi presso la chiesa episcopale americana di Saint James a Firenze.
Il 1993 pubblicò l'album Black Tie White Noise, con influenze soul, jazz e hip hop, e caratterizzato da un largo impiego di strumenti elettronici; l'album, prodotto da Nile Rodgers, raggiunse la vetta della classifica britannica e due singoli entrarono nella Top 40 e uno nella Top 10, ovvero il brano Jump They Say dedicato al fratellastro Terry. Bowie esplorò in seguito nuove tendenze musicali ambient con The Buddha of Suburbia, colonna sonora dell'omonima mini serie televisiva; l'album ricevette buone critiche ma fu un insuccesso commerciale, fermandosi alla posizione n. 87 della classifica britannica.
Dalla collaborazione con Brian Eno fu realizzato 1.Outside, un concept album per il quale crea nuovo alter ego, l'investigatore Nathan Adler, e altri ad ognuno dei quali viene affidata l'interpretazione delle tracce, sviluppando in tal modo la narrazione del racconto. Denigrato ed esaltato in egual misura, ma negli ultimi anni rivalutato molto positivamente, l'album riscosse consensi sia in America che in Europa e produsse anche alcuni dei singoli di maggior successo del periodo come la canzone Hallo Spaceboy, eseguita in seguito con i Pet Shop Boys. L'album doveva essere parte di una trilogia, ma il progetto venne accantonato dopo la conclusione dell'Outside Tour nel luglio 1996.

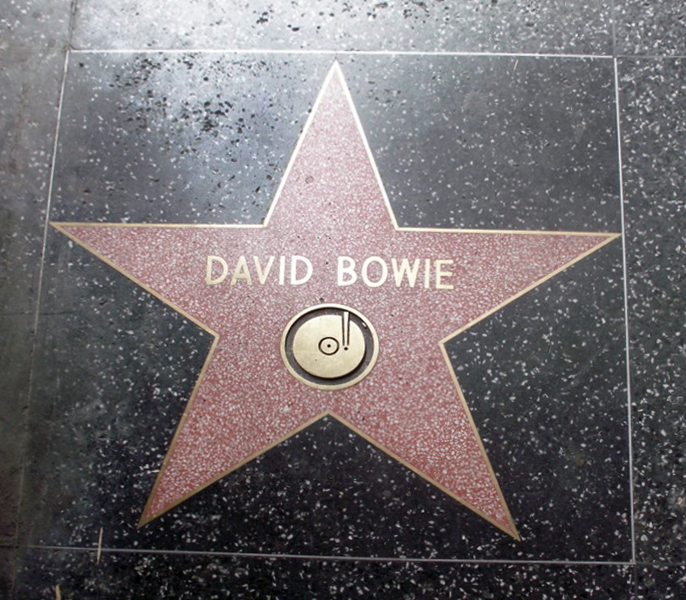
La stella di Bowie sulla Hollywood Walk of Fame

Il 17 gennaio 1996 Bowie venne introdotto nella Rock and Roll Hall of Fame, riconoscimento a cui si aggiunse la celebre stella sulla Hollywood Walk of Fame, posata nel febbraio 1997. Nel dicembre del 1996 Bowie divenne la prima rockstar quotata in borsa, offrendo agli investitori obbligazioni collocate sulla piazza di Wall Street. I Bowie Bonds ebbero una validità decennale, furono garantiti principalmente dai proventi di 287 canzoni contenute nei suoi 25 album registrati prima del 1990, per un valore complessivo di 55 milioni di dollari e furono interamente acquistati dalla Prudential Insurance Company di New York. Quest'operazione rese Bowie uno dei cantanti più ricchi del mondo e il suo esempio venne presto seguito anche da artisti come Elton John, James Brown, Ashford & Simpson e The Isley Brothers.
Nello stesso periodo Bowie intuì le grandi potenzialità del web e, oltre al suo personale sito web www.davidbowie.com, nella primavera del 1996 inaugurò il BowieNet, primo portale tematico creato da un cantante, attraverso cui era possibile collegarsi al web ma anche scaricare legalmente i suoi brani musicali. in seguito il BowieNet fu candidato al Wired Award 1999 come miglior sito di intrattenimento dell'anno e rimase attivo fino al 2012.
Nel 1997 uscì il nuovo album Earthling, che comprende nuove sperimentazioni di musica jungle e drum and bass; fu un successo più di pubblico che di critica e produsse la hit Little Wonder, brano con cui si esibì anche al 47º Festival di Sanremo in qualità di ospite. Nel 1999 in occasione del nuovo album 'hours...', Bowie cambiò nuovamente look abbandonando i capelli corti ramati alla volta di un look "capellone" analogo a quello degli esordi. L'album, caratterizzato dal singolo di successo Thursday's Child, è stato definito da Rolling Stone una sintesi della carriera di Bowie, in cui i suoi fan possono trovare tracce di album precedenti quali Hunky Dory, Ziggy Stardust, Aladdin Sane, Heroes e Low.

### Heathen,Realitye il ritiro dalle scene (2000-2013)
Nel 2000 ebbero luogo alcune sessioni per il progettato album intitolato Toy, che avrebbe dovuto essere una compilation di nuove versioni di alcuni dei primi brani di Bowie con l'aggiunta di tre nuove canzoni ma che rimase inaspettatamente inedito.
Il 15 agosto dello stesso anno nacque Alexandria Zahra "Lexie" Jones, figlia di David e Iman.

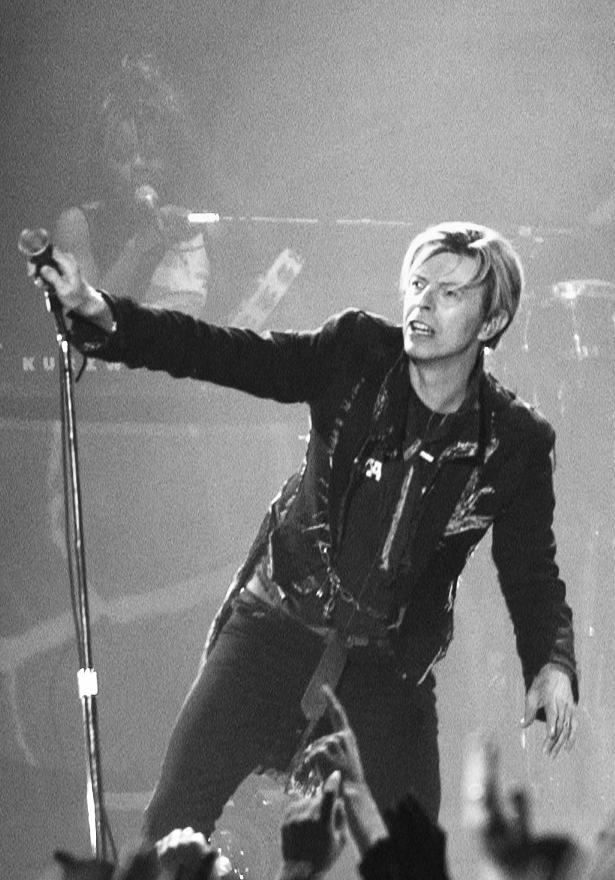
Bowie durante un concerto nel 2003

Nell'ottobre 2001, Bowie aprì il Concerto per New York City, un evento di beneficenza in favore delle vittime degli attentati terroristici dell'11 settembre 2001, con una performance minimalista del brano America di Simon & Garfunkel, seguita dalla classica "Heroes".
Sempre nel 2001 interpretò una versione di Nature Boy per la colonna sonora del film Moulin Rouge!.
La collaborazione di Bowie con Tony Visconti proseguì nel 2002 con la produzione di Heathen, un album di brani inediti seguito dal lungo tour americano ed europeo del 2002 che prese il via dal Meltdown Festival di Londra, del quale Bowie fu quell'anno il curatore, invitando grandi artisti come Philip Glass, i Television e i The Dandy Warhols.

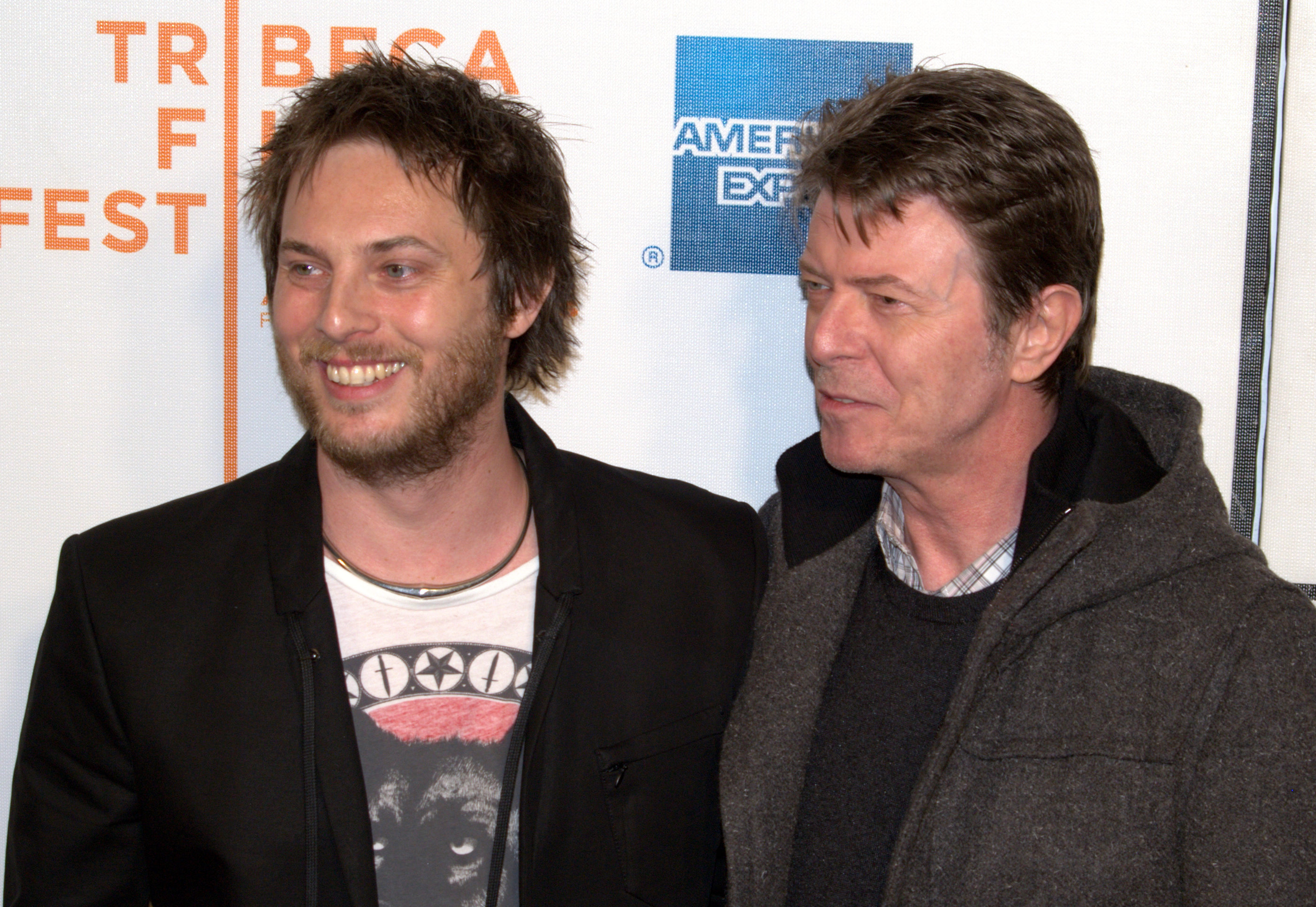
David Bowie con il figlio primogenito Duncan Jones

L'anno successivo invece pubblicò l'album Reality e il tour promozionale ottenne un grande successo di pubblico, ma fu interrotto drammaticamente il 25 giugno del 2004 quando, dopo il concerto all'Hurricane Festival di Scheeßel, Bowie venne ricoverato d'urgenza ad Amburgo per il grave blocco di una coronaria, i cui sintomi erano stati avvertiti già giorni prima. A seguito dell'operazione di angioplastica coronarica Bowie rientrò a New York, ma le restanti undici date del tour furono cancellate.
Negli anni successivi Bowie rimase lontano dalle scene, se si eccettuano alcune rare apparizioni, tuttavia si dedicò alla registrazione di alcuni pezzi per il cinema, come il suo vecchio successo Changes in duetto con Butterfly Boucher per il film animato Shrek 2 del 2004 e scrisse il brano (She Can) Do That del 2005, realizzato con Brian Transeau, per il film Stealth - Arma suprema.
Tornò a esibirsi dal vivo l'8 settembre 2005 con gli Arcade Fire, per l'evento televisivo statunitense Fashion Rocks e si unì nuovamente alla band canadese una settimana dopo per la CMJ Music Marathon. Alcuni mesi dopo cantò in un brano dell'album Return to Cookie Mountain dei TV on the Radio,
L'8 febbraio 2006 gli fu assegnato il premio Grammy Award alla carriera e, dopo aver annunciato in aprile che sarebbe rimasto lontano dalle scene per un anno, il 29 maggio comparve a sorpresa al concerto di David Gilmour alla Royal Albert Hall di Londra.
Alcune delle canzoni dell'evento furono incise per il DVD Remember That Night: Live at the Royal Albert Hall.
Il suo ultimo concerto dal vivo fu quello del novembre 2006 con Alicia Keys per uno spettacolo di beneficenza alla Black Ball di New York. Nello stesso anno, partecipò come attore al film The Prestige di Christopher Nolan nel ruolo di Nikola Tesla.
Nel 2007 registrò uno spot pubblicitario con Snoop Dogg per l'emittente americana XM Satellite Radio e collaborò con Lou Reed nell'album No Balance Palace del gruppo rock danese Kashmir. Tuttavia i suoi impegni artistici proseguirono e nel medesimo anno Bowie fu scelto come direttore artistico dell'High Line Festival di Manhattan, e collaborò nell'album di Scarlett Johansson Anywhere I Lay My Head, che contiene cover di Tom Waits. Nel 40º anniversario dell'allunaggio dell'Apollo 11, la EMI pubblicò nel 2009 le tracce della registrazione originale di Space Oddity in una competizione a cui fu invitato il pubblico per registrarne un remix.
Nel gennaio del 2010 uscì il doppio album live A Reality Tour, contenente materiale registrato durante l'ultima tournée del 2003 e del 2004.
Il 21 gennaio 2009, su alcuni blog si diffuse la notizia secondo la quale Bowie era a Berlino per la registrazione di un nuovo album, ma arrivò subito la smentita pubblicata anche sul sito ufficiale dell'artista.
Nel marzo 2011, fu possibile scaricare da internet l'album inedito Toy, la cui pubblicazione era stata annullata nel 2001, che contiene alcuni dei brani usati per Heathen e la maggior parte dei lati B dei singoli provenienti dallo stesso disco.
Nel 2012 la Louis Vuitton lo ingaggiò come nuovo testimonial per la nuova campagna americana del 2013.

### Il ritorno conThe Next Day(2013-2015)

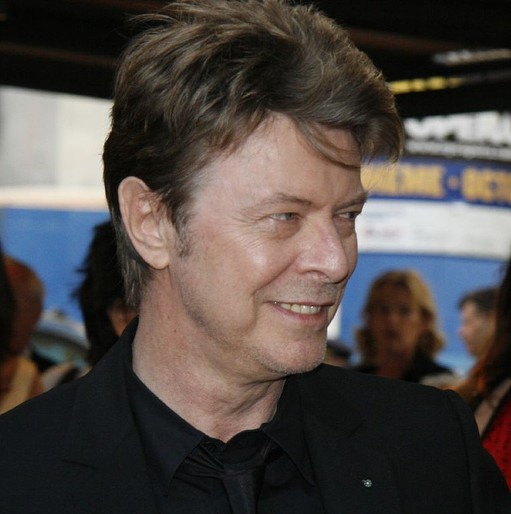
David Bowie nel 2006

Dopo dieci anni di assenza (di cui un paio trascorsi con Visconti a lavorare in segreto a nuovi brani), l'8 gennaio 2013, giorno del suo 66º compleanno, Bowie annunciò il nuovo album, The Next Day; anticipato lo stesso giorno dal singolo e il relativo video di Where Are We Now? realizzato da Tony Oursler, seguito da The Stars (Are Out Tonight), che fu pubblicato il 25 febbraio. L'album uscì il 12 marzo successivo ottenendo un ottimo successo di pubblico e di critica, piazzandosi in vetta alle classifiche in tutto il mondo. Il 5 novembre uscì The Next Day Extra, una speciale versione dell'album contenente anche un DVD con i videoclip di Where are we now?, The Stars are out Tonight, The Next Day e Valentine's Day e quattro canzoni inedite in aggiunta all'edizione standard.
Nell'autunno 2014 Bowie pubblicò una nuova antologia, Nothing Has Changed; fu pubblicata in diversi formati e contiene un brano inedito, Sue (In the Season of Crime), pubblicato anche come singolo. L'album ottenne un notevole successo, soprattutto in Europa e in particolar modo nel Regno Unito, dove Bowie da sempre ha lo "zoccolo duro" dei suoi fan. Raggiunse il nono posto nelle classifiche inglesi e si aggiudicò, dopo qualche mese, un disco d'oro per avere venduto oltre 100 000 copie.
Nell'ottobre 2015 John Giddins, storico organizzatore di concerti londinesi, rivelò che Bowie non si sarebbe più esibito dal vivo e non avrebbe intrapreso più alcun tour, neanche per la promozione di The Next Day.

### L'ultimo albumBlackstare la morte (2015-2016)

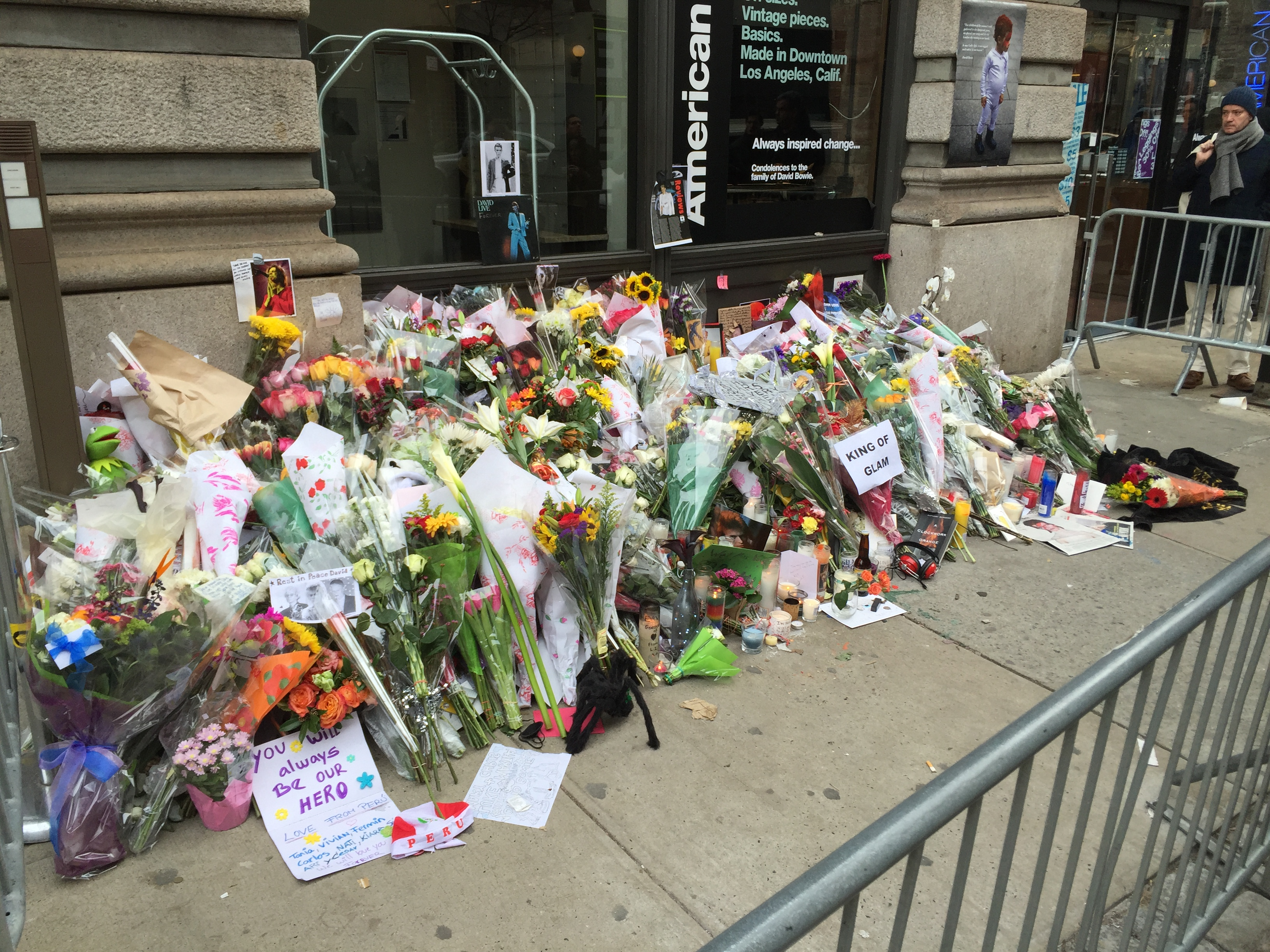
Il memorial spontaneo organizzato dai fan a New York, sotto l'attico del cantante al 285 di Lafayette Street, Manhattan.

Il 19 novembre 2015 Bowie lanciò il suo nuovo singolo Blackstar, il primo estratto dall'album omonimo e, in seguito, Lazarus, anch'esso accompagnato dal relativo videoclip trasmesso in rete tre giorni prima della morte. Con lo stesso titolo il 12 dicembre debuttò l'omonimo musical scritto e prodotto per Broadway da Robert Fox, per la cui prima teatrale Bowie ha presenziato, compiendo la sua ultima apparizione pubblica. L'8 gennaio 2016, giorno del suo 69º compleanno, uscì l'album in studio Blackstar (stilizzato come ★).
Due giorni dopo, nella notte tra il 10 e l'11 gennaio, il cantante morì improvvisamente, all'età di 69 anni, nel suo attico al 285 di Lafayette Street, a New York, dove si ipotizza si sia avvalso di una programmata pratica di eutanasia a causa dell'irrimediabile aggravarsi di un tumore al fegato, contro il quale aveva combattuto segretamente per circa 18 mesi. La notizia fu divulgata nel suo profilo Facebook ufficiale, mentre nei giorni successivi lo stesso produttore Robert Fox, amico di Bowie, rivelò che l'artista gli aveva confidato di voler intraprendere una nuova cura sperimentale contro il cancro. Egli raccontò inoltre che solo pochi amici e i familiari erano a conoscenza della sua malattia, ma che altrettante persone, tra coloro addette alla registrazione dell'album, non erano a conoscenza della diagnosi fino al decesso dell'artista.
Secondo quanto affermato dal produttore Tony Visconti durante un'intervista concessa ad RS America, Bowie avrebbe tratto ispirazione dall'album To Pimp a Butterfly del rapper Kendrick Lamar e subìto l'influenza di gruppi come i Death Grips e i Boards of Canada. Visconti avrebbe inoltre dichiarato la vera natura della gran parte dei testi dei brani inediti contenuti in Blackstar, i quali farebbero riferimento alla malattia di Bowie e all'eventualità di una morte imminente, tanto da portare il pubblico a concepire l'intero progetto come il suo testamento spirituale, una sorta di ultimo commiato al suo pubblico.
(Tony Visconti)
Il 12 gennaio 2016, Blackstar debuttò in cima alla Official Albums Chart del Regno Unito, vendendo oltre 146 000 copie e venendo certificato disco d'oro in poco meno di un giorno dalla sua pubblicazione. L'album in poco tempo si impose sulle principali classifiche mondiali, raggiungendo la prima posizione in 35 Paesi, tra cui Australia, Belgio, Francia, Germania, Irlanda, Paesi Bassi, Svezia, Danimarca, Canada, Finlandia, Argentina, Italia, Nuova Zelanda e Stati Uniti, dove esordì alla posizione numero 1 della Billboard 200 con 130 000 copie vendute nel corso della prima settimana, risultato mai ottenuto in precedenza da Bowie in così poco tempo. Il catalogo di tutti i video di Bowie ricevette l'11 gennaio su Vevo oltre 51 milioni di visualizzazioni in ventiquattr'ore, superando il primato detenuto da Adele il giorno dell'uscita di Hello, mentre alcuni giorni dopo Amazon.com rivelò di avere esaurito ogni edizione, sia in vinile che in formato CD dei suoi album, e di non aver registrato mai un tale numero di vendite in così poco tempo.
Molte personalità del mondo della musica hanno partecipato al lutto: il 13 gennaio, durante un suo concerto a Los Angeles, Elton John ha interrotto la scaletta dello spettacolo per rendere omaggio alla rockstar. Il 12 gennaio anche Madonna, nella tappa di Houston del suo Rebel Heart Tour, ha voluto ricordarlo con una cover di Rebel Rebel.
Mick Jagger ha ricordato a nome dei Rolling Stones su Twitter quello che Bowie fu per lui e per il gruppo: un uomo "meraviglioso e gentile":
Il giorno della sua morte Facebook, Instagram e Twitter registrarono in poco tempo un forte flusso di informazioni e scambi di messaggi. Milioni di fan ma anche molti esponenti della musica, dello spettacolo e della politica (tra i quali David Cameron, Brian Eno, Ariana Grande, Brian May, Bryan Adams, Bruce Springsteen, J.K. Rowling, gli U2, Kanye West, Paul McCartney, Martin Scorsese, Barack Obama) si sono detti addolorati per la morte del cantante, lasciando dediche, messaggi di cordoglio ai familiari, fotografie e video sul web.
Il 14 gennaio alcuni tra i maggiori quotidiani statunitensi diffusero la notizia che le spoglie di Bowie erano state cremate due giorni prima nel New Jersey, secondo le sue disposizioni, ossia senza alcun rito di suffragio né la presenza di familiari e amici. In seguito, attraverso un comunicato su Facebook, la famiglia, i figli e gli amici più stretti del cantante ringraziarono i fan per la solidarietà e l'affetto mostrati e annunciarono che avrebbero organizzato una personale cerimonia di commemorazione strettamente privata.
Effettivamente, malgrado le numerose iniziative spontanee in tutto il mondo, non vi fu alcuna commemorazione pubblica ufficiale, a esclusione di un grande concerto previsto alla Carnegie Hall, già programmato prima della sua scomparsa, ma divenuto ormai un tributo alla memoria e i cui biglietti, esauriti rapidamente, raggiunsero cifre incredibili. Tuttavia la famiglia del cantante ha precisato che tale evento non è stato da loro proposto od organizzato, continuando a mantenere il più stretto riserbo sull'accaduto. Vista la grande affluenza prevista, gli organizzatori del tributo hanno aggiunto alla prevista data del 31 marzo anche quella del 1º aprile; a questo doppio tributo di Bowie hanno partecipato molti artisti tra cui: Michael Stipe, Blondie, Cyndi Lauper, Mumford & Sons, Pixies e il suo amico Tony Visconti.
Il 29 gennaio 2016 alcuni quotidiani resero noti i termini del testamento olografo di Bowie, da lui depositato presso il noto avvocato Herbert E. Nass e firmato «David Robert Jones». Esso disponeva la cremazione della salma e la dispersione delle ceneri, per quest'ultima indicando come luogo l'isola di Bali, che Bowie visitò più volte, oppure altro luogo a scelta più vicino purché venisse rispettato il rituale buddista. Il testamento stabiliva inoltre la suddivisione del patrimonio di circa 100 milioni di dollari, metà del quale fu destinata alla vedova Iman, comprendendo anche la maggioranza delle quote della Isolar Enterprises e il grande attico al 285 di Lafayette Street, e la restante metà, un quarto ciascuno, al primogenito Duncan e alla seconda figlia Lexie, alla quale fu anche destinata la grande proprietà alle Catskills. A beneficiare dell'eredità furono anche Corinne "Coco" Schwab, sua assistente personale da oltre trent'anni, a cui andarono 2 milioni di dollari e parte delle quote della Isolar Enterprises, e Marion Skene, l'anziana tata, cui fu versato un milione di dollari e che morì nel marzo del 2017.
Lo staff dell'etichetta discografica di Bowie ha inoltre comunicato che i ricavi di Blackstar incassati durante tutto il mese di gennaio 2016 sono stati devoluti interamente alla ricerca contro il cancro.
Un EP, intitolato No Plan, è stato pubblicato l'8 gennaio 2017, giorno nel quale Bowie avrebbe compiuto settant'anni. Eccezion fatta per Lazarus, l'EP include tre canzoni registrate da Bowie durante le sessioni per l'album Blackstar, ma lasciate fuori dal disco e successivamente incluse nella colonna sonora del musical Lazarus nell'ottobre 2016. Per la title track è stato realizzato un videoclip.

## Stile musicale
Sebbene venga spesso collocato fra gli artisti glam rock, art rock, e new wave, lo stile di David Bowie è assai difficile da classificare in maniera univoca.
Inizialmente, la produzione musicale di Bowie si basò su sonorità nostalgiche influenzate dalla beat generation con brani acustici folk rock, cui sarebbe seguita la metamorfosi degli anni settanta, che portò Bowie a diventare uno dei primi e più importanti esponenti del glam rock con album come The Rise and Fall of Ziggy Stardust and the Spiders from Mars (1972) e Aladdin Sane (1973).
Durante gli anni settanta, lo stile di Bowie cambiò innumerevoli volte, diventando più intimista e ispirato a più riprese al rock progressivo, al dance rock, di cui fu anticipatore e al proto-punk. A conferma dell'eclettismo di questi anni vi sono i cupi The Man Who Sold the World (1970) e Station to Station (1976), il più pop Hunky Dory (1971), Young Americans (1975) che, con un repentino cambiamento di stile, sposta l'attenzione sul genere soul con la creazione del soul bianco, e la "Trilogia di Berlino" (composta da Low, "Heroes" e Lodger), considerata la sua fase più sperimentale e d'avanguardia. Durante quest'ultima, Bowie subì anche l'influenza del krautrock e del rock sperimentale, interpretando le tendenze, i disagi e i fermenti tipici del tempo, ma anticipando anche la "new wave" degli anni a venire.
Dopo il grande successo pop degli anni ottanta ben rappresentato da Let's Dance del 1983, lo stile di Bowie ritornò a nuove sperimentazioni, innanzitutto con la formazione del gruppo Tin Machine, avviato sul finire degli anni ottanta, in cui Bowie propose un hard rock che è stato definito "metallico". Più in là, con incursioni sperimentali di elettronica e di industrial nell'album 1.Outside del 1995, fino a spaziare allo stile jungle e techno nell'album Earthling del 1997.
Dagli anni duemila lo stile musicale di Bowie tornò ad essere un raffinato rock, pur senza tradire le sonorità tipicamente brit pop delle origini; tuttavia negli ultimi album non mancano brani più introversi dal vago stile new wave. L'ultimo album, Blackstar (2016), vede infatti l'artista cimentarsi in brani quasi d'avanguardia, fattore forse dovuto anche alla formazione jazzistica e sperimentale del complesso con cui è stato realizzato il disco.

## Collaborazioni

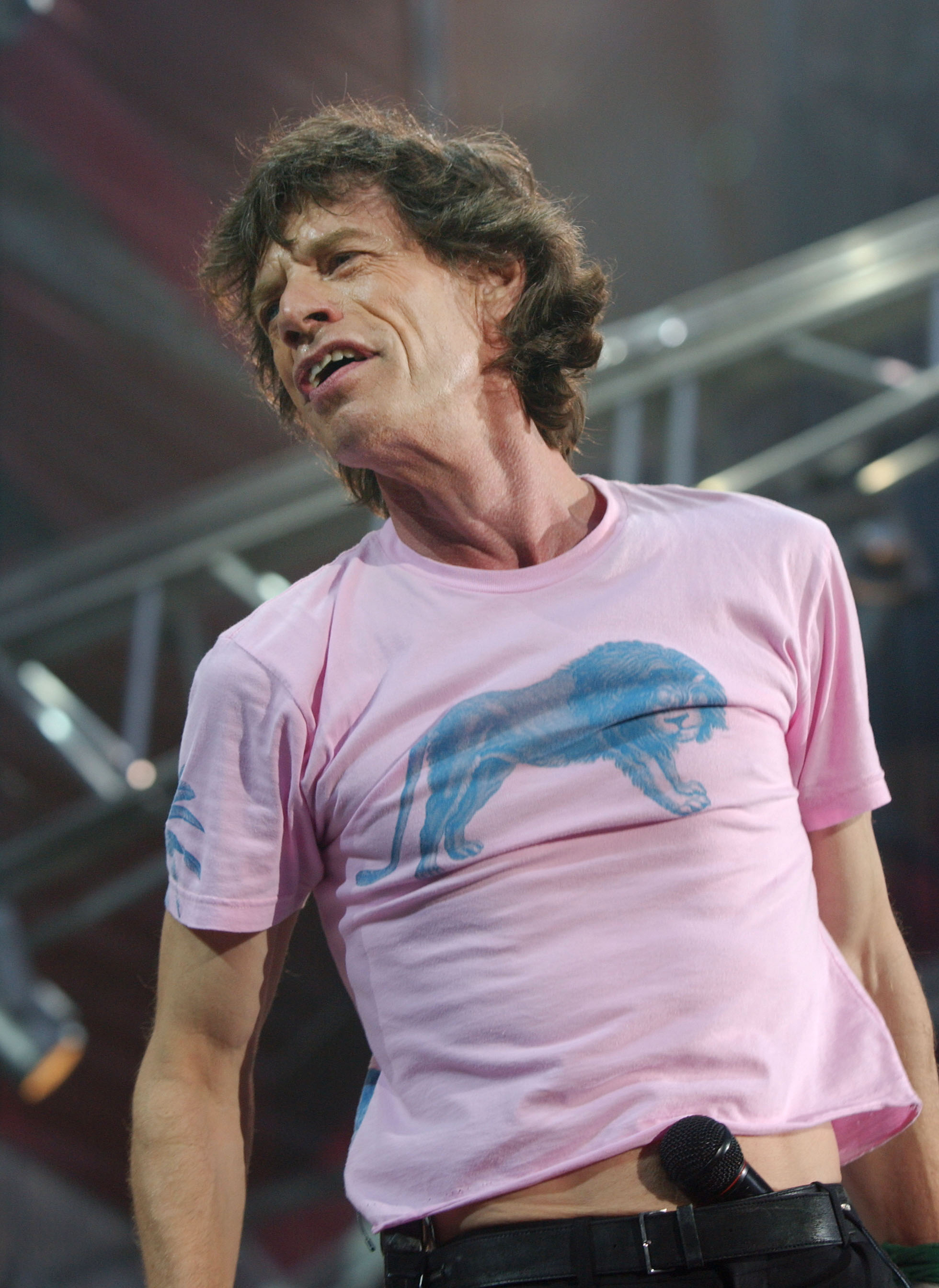
Mick Jagger (2003)

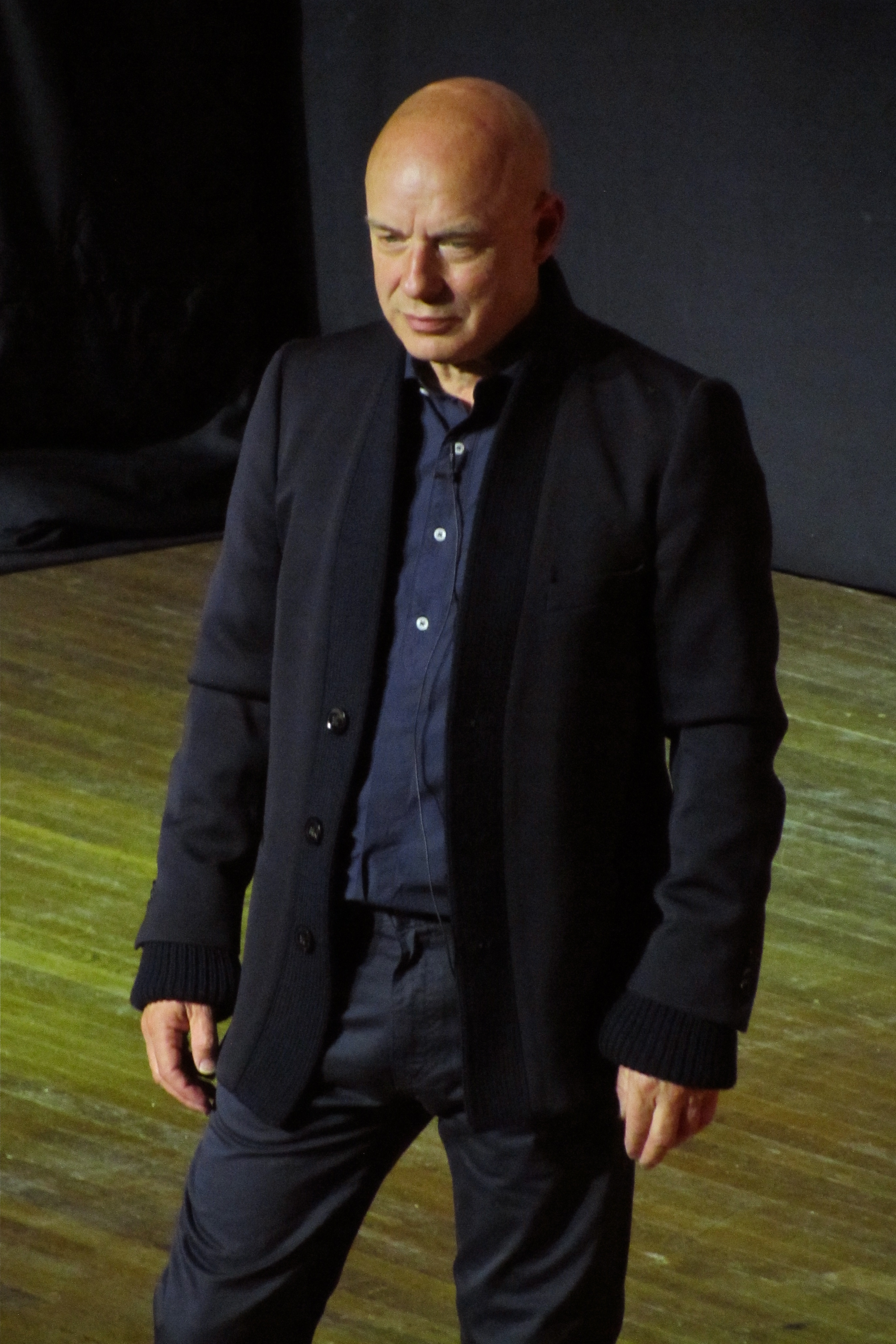
Brian Eno (2011)

Oltre alle già citate collaborazioni con Lou Reed, Iggy Pop e Brian Eno, Bowie collaborò con Bing Crosby in un duetto natalizio cantando Peace on Earth/Little Drummer Boy per il programma televisivo Merrie Olde Christmas del 1977. Il brano fu però tenuto negli archivi dalla RCA, all'epoca l'etichetta discografica di cui faceva parte Bowie, finché nel 1982, prima che Bowie abbandonasse RCA per la EMI, fu pubblicato come singolo.
Il disco raggiunse il terzo posto delle classifiche del Regno Unito diventando, col passare degli anni, un classico natalizio, sia come canzone sia come video.
Significativa fu anche la collaborazione con John Lennon per la cover del brano Across the Universe dei Beatles e per Fame, uno dei brani di maggior successo di Bowie, inserito nell’album Young Americans del 1975.
Nel 1981, Bowie collaborò con i Queen per registrare una versione quasi sconosciuta e inedita del brano Cool Cat e per la creazione di Under Pressure, nella quale duettò con il gruppo rock inglese e che cantò anche al Freddie Mercury Tribute Concert insieme ad Annie Lennox e agli stessi Queen, orfani di Mercury. La canzone, inizialmente chiamata People on Streets, fu composta basandosi su un "riff" dal bassista John Deacon e accreditata ai Queen e Bowie; fu poi inserita nell'album Hot Space del 1982.
Fra le altre collaborazioni del "Duca Bianco" vi fu anche quella col leader dei Rolling Stones, Mick Jagger. Insieme, nel 1985, a supporto del progetto Live Aid, realizzarono una versione della canzone di Martha & the Vandellas Dancing in the Street di cui si ricorda il videoclip. Si dice anche che fra le due rockstar il legame fosse più che professionale e che la celebre canzone Angie, che gli Stones realizzarono nel 1973, fosse ispirata ad Angela Bowie e indirettamente riferita a un'orgia a quattro fra lei, David, Mick e l'allora sua moglie Bianca Pérez-Mora Macias. Nel medesimo anno Bowie incise insieme a Tina Turner il brano Tonight, title track dell'omonimo album del 1984. I due, inoltre, duetteranno insieme durante una data del Private Dancer Tour di Tina Turner del 1985.
Con NIN, Bowie aprì l'Outside tour negli Stati Uniti dove eseguirono insieme sia brani dell'artista, sia brani della band. La collaborazione con Trent Reznor, leader della band col quale Bowie strinse un forte legame di amicizia, vide la produzione di diversi remix, tra i quali I'm Afraid of Americans, nel cui video Reznor compare come coprotagonista.
Altra collaborazione fu quella con i Pet Shop Boys nel 1996, per il brano Hallo Spaceboy: forte del successo del brano, che venne lanciato come singolo, Bowie si esibì con i Pet Shop Boys sia in programmi musicali come Top of the Pops sia ai prestigiosi BRIT Awards del 1996.
Dopo aver collaborato all'esordio dei Placebo portandoli in tour come suoi sostenitori, Bowie collaborò con loro in due occasioni: per il singolo Without you I'm nothing, estratto dall'omonimo album, realizzarono una versione a due voci, mentre nel febbraio 1999 si esibirono insieme ai Brit Awards per una cover di 20th Century Boy, che i Placebo tra l'altro interpretarono anche nel film Velvet Goldmine, come membri della band immaginaria Malcolm & The Flaming Creatures. Lo stretto legame tra la band e Bowie fu testimoniato da vari episodi: l'omaggio tributatogli con una versione acustica di Five Years realizzata nel 2004, durante un programma televisivo francese e la toccante lettera d'addio scritta da Brian Molko poco dopo la morte di Bowie e pubblicata sul sito ufficiale della band.

## Vita privata
Nel 1970 si sposò con Mary Angela Barnett con cui ebbe nel 1971 un figlio, Duncan Zowie Haywood Jones; i due divorziarono nel 1980. Nel 1992 sposò la modella somala Iman Mohamed Abdulmajid nella chiesa di Saint James a Firenze. Da lei nel 2000 ebbe una figlia, Alexandria "Lexie" Zahra.

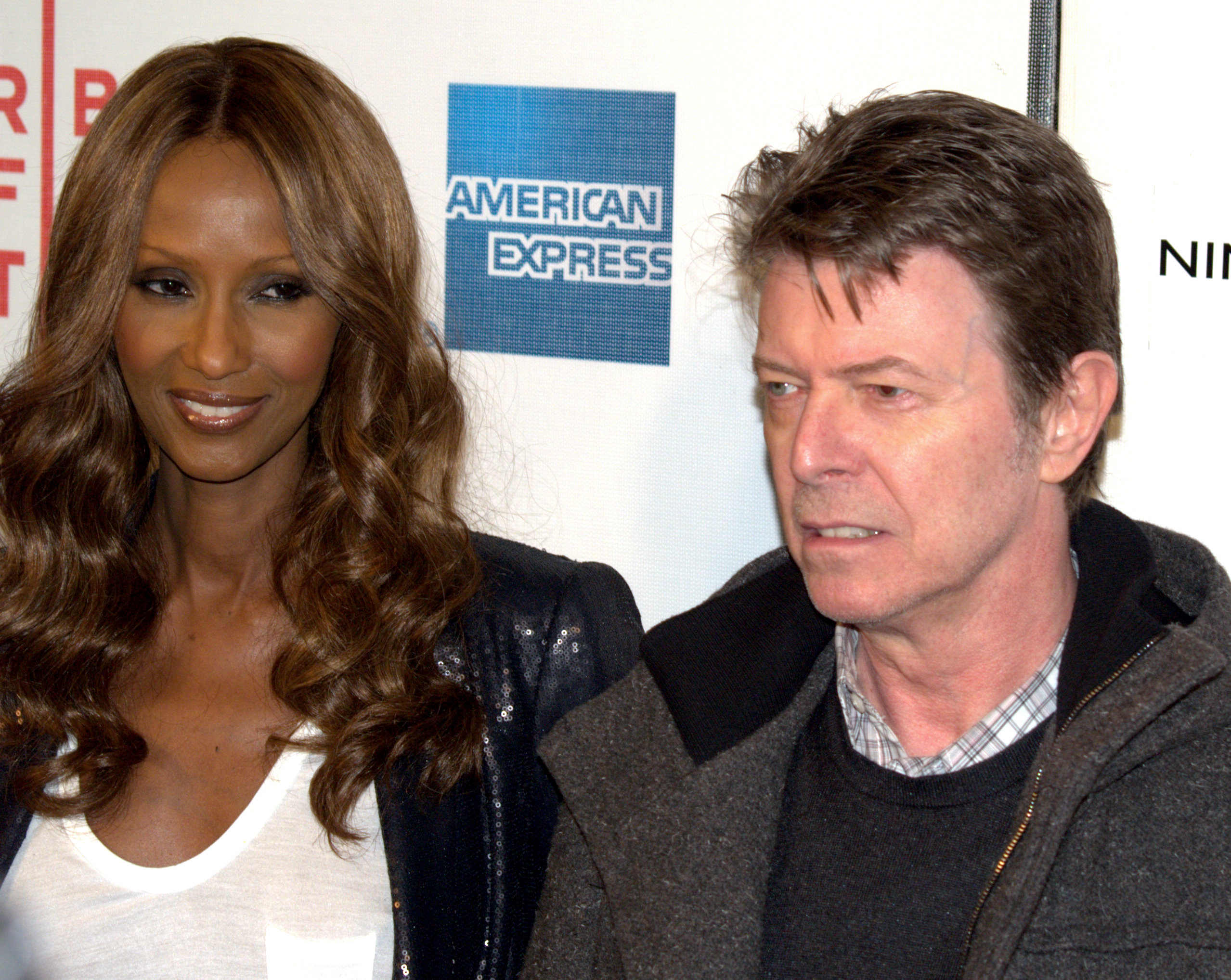
Bowie con la moglie Iman all'High Line Festival di Manhattan nel 2009

Possedeva una grande collezione di opere d'arte.

### Il dibattito sulla sessualità
Alla fine del 1964, quando faceva parte dei Manish Boys, il gruppo fece un'audizione alla BBC per una serie di concerti allo Star Club di Amburgo. Il cantante si assicurò l'ingaggio giurando all'organizzatore tedesco di essere gay. In seguito, malgrado i suoi ostentati atteggiamenti ambigui e trasgressivi portassero a ipotizzarne l'omosessualità, Bowie, 16enne, incontrò la 14enne Dana Gillespie, che divenne la sua ragazza e che continuò a frequentare fino agli anni settanta. Nel gennaio 1972 fu pubblicata un'intervista su Melody Maker in cui ammise di essere gay; questo creò un certo clamore e venne ipotizzato un intento promozionale in vista della pubblicazione del nuovo album The Rise and Fall of Ziggy Stardust and the Spiders from Mars. Nonostante ciò, il movimento gay britannico elesse David a suo simbolo. Del resto i tabù esercitarono sempre una forte attrazione su Bowie e il suo anticonformismo lo spinse verso la sottocultura omosessuale. Malgrado ciò i commenti di David sull'argomento formulati negli anni successivi furono tutt'altro che chiarificatori: « [...] è vero, sono bisessuale», disse alla rivista Playboy nel settembre 1976, tranne poi rispondere poco tempo dopo alla domanda di un altro intervistatore affermando il contrario: « [...] era solo una bugia, mi appiccicarono quell'immagine e io mi ci adeguai piuttosto bene per alcuni anni». Durante il tour in Nuova Zelanda del 1978 dichiarò nuovamente di essere bisessuale, invece nel 1983, quando Bowie stava diventando una superstar a livello internazionale, ritrattò le sue affermazioni precedenti, dicendo alla rivista Time che era stato «un grande equivoco» e su Rolling Stone lo definì «il più grande errore che abbia mai fatto». Nel 1987, incalzato sull'argomento da Smash Hits, sottolineò divertito l'intera faccenda, consentendo alla rivista di pubblicare: «Non dovreste credere a tutto quel che leggete». Nel 1993, sempre sulla rivista Rolling Stone, smentì la voce riguardante la sua bisessualità: « [...] non mi sono mai sentito un vero bisessuale ma ero magnetizzato dalla scena gay underground. Era come un'altra realtà di cui volevo acquistare una quota. Questa fase durò solo fino al 1974 e morì più o meno con Ziggy. Davvero, avevo solo fatto mia la condizione di bisessuale, l'ironia è che non ero gay»..

## Discografia
La discografia di David Bowie consiste in 25 album in studio come solista e due con il gruppo dei Tin Machine di cui ha fatto parte in qualità di cantante, chitarrista e sassofonista. Lo stesso Bowie prima di morire, in una lettera a Brian Eno, si è riferito al suo ultimo lavoro come il suo 25º album. Comprende inoltre quattro colonne sonore, cinque EP, 15 album dal vivo, 50 raccolte e 113 singoli. Una stima ha valutato la sua produzione in circa 720 canzoni, per un totale di 147 milioni di album venduti in tutto il mondo.
Album in studio
- 1967 - David Bowie
- 1969 - Space Oddity
- 1970 - The Man Who Sold the World
- 1971 - Hunky Dory
- 1972 - The Rise and Fall of Ziggy Stardust and the Spiders from Mars
- 1973 - Aladdin Sane
- 1973 - Pin Ups
- 1974 - Diamond Dogs
- 1975 - Young Americans
- 1976 - Station to Station
- 1977 - Low
- 1977 - "Heroes"
- 1979 - Lodger
- 1980 - Scary Monsters (and Super Creeps)
- 1983 - Let's Dance
- 1984 - Tonight
- 1987 - Never Let Me Down
- 1993 - Black Tie White Noise
- 1995 - 1.Outside
- 1997 - Earthling
- 1999 - 'hours...'
- 2002 - Heathen
- 2003 - Reality
- 2013 - The Next Day
- 2016 - Blackstar
- 2021 - Toy (postumo)

Con i Tin Machine
- 1989 - Tin Machine
- 1991 - Tin Machine II

Album dal vivo
- 1974 - David Live
- 1978 - Stage
- 1983 - Ziggy Stardust - The Motion Picture
- 1992 - Tin Machine Live: Oy Vey, Baby (con i Tin Machine)
- 1999 - LiveAndWell.com
- 2008 - Live Santa Monica '72
- 2009 - VH1 Storytellers
- 2010 - A Reality Tour
- 2017 - Live Nassau Coliseum '76
- 2017 - Cracked Actor (Live Los Angeles '74)
- 2018 - Welcome to the Blackout (Live London '78)
- 2018 - Glastonbury 2000
- 2019 - Serious Moonlight (Live '83)
- 2019 - Glass Spider (Live Montréal '87)
- 2019 - Ouvre le Chien (Live Dallas 95)
- 2020 - Something in the Air (Live Paris 99)
- 2020 - I'm Only Dancing (The Soul Tour 74)
- 2020 - No Trendy Réchauffé (Live Birmingham 95)

Colonne sonore
- 1980 - Christiane F. - Noi, i ragazzi dello zoo di Berlino
- 1986 - Labyrinth
- 1986 - Absolute Beginners
- 1993 - The Buddha of Suburbia
- 2016 - Lazarus

### Videografia
Da sempre riconosciuto come uno dei pionieri del video musicale, già nel 1969 Bowie aveva al suo attivo un numero di promo sufficiente a mettere insieme un lungometraggio, prima ancora di avere ottenuto il suo primo successo da classifica con un singolo. Il suo primo videoclip fu quello della canzone Space Oddity, pubblicato nel 1972 e diretto da Mick Rock.
La videografia di Bowie comprende 71 videoclip promozionali da aggiungere ad altri quattro video di altri artisti a cui ha partecipato, 15 video album o compilation pubblicati in VHS, DVD, e 18 apparizioni come ospite in video di altri artisti.
Creazioni più recenti come The Hearts Filthy Lesson, Little Wonder e Survive hanno confermato che Bowie continua a esplorare i confini del video musicale. Nel nuovo millennio collaborazioni con registi come Floria Sigismondi e Johan Renck e attori hollywoodiani come Gary Oldman e Tilda Swinton hanno portato i videoclip di Bowie ad avvicinarsi a veri e propri cortometraggi cinematografici.

## Esibizioni dal vivo

### I tour
Anche se il primo tour ufficiale fu lo Ziggy Stardust Tour del 1972, l'attività live di Bowie cominciò con i Kon-rads, nel 1962, e proseguì con i diversi gruppi che lo accompagnarono fino al 1971. Dai King Bees ai Lower Third, fino a progetti più improvvisati come The Riot Squad, Turquoise e Feathers, i gruppi eseguirono cover di brani rock e R&B ma anche le prime composizioni originali di Bowie e il cantante alternò i concerti alla sua attività di mimo.
Dal 1972 al 2004, anno in cui realizzò la sua ultima tournée, Bowie ha collezionato 16 tour con i quali ha attraversato i cinque continenti.

## Filmografia

### Attore
Cinema
- The Image, regia di Michael Armstrong (1969) – Cortometraggio
- The Virgin Soldiers, regia di John Dexter (1969) – Non accreditato
- L'uomo che cadde sulla Terra (The Man Who Fell to Earth), regia di Nicolas Roeg (1976)
- Gigolò (Schöner Gigolo, armer Gigolo), regia di David Hemmings (1978)
- Christiane F. - Noi, i ragazzi dello zoo di Berlino (Christiane F. - Wir Kinder vom Bahnhof Zoo), regia di Ulrich Edel (1981) – Cameo
- Il pupazzo di neve (The Snowman), regia di Dianne Jackson (1983) – Cortometraggio animato[332]
- Miriam si sveglia a mezzanotte (The Hunger), regia di Tony Scott (1983)
- Furyo (Merry Christmas Mr. Lawrence), regia di Nagisa Ōshima (1983)
- Barbagialla, il terrore dei sette mari e mezzo (Yellowbeard), regia di Mel Damski (1983) – Non accreditato
- Tutto in una notte (Into the Night), regia di John Landis (1985)
- Absolute Beginners, regia di Julien Temple (1986)
- Labyrinth - Dove tutto è possibile (Labyrinth), regia di Jim Henson (1986)
- L'ultima tentazione di Cristo (The Last Temptation of Christ), regia di Martin Scorsese (1988)
- The Linguini Incident, regia di Richard Shepard (1991)
- Fuoco cammina con me (Twin Peaks: Fire Walk with Me), regia di David Lynch (1992)
- Basquiat, regia di Julian Schnabel (1996)
- Il mio West, regia di Giovanni Veronesi (1998)
- Everybody Loves Sunshine, regia di Andrew Goth (1999)
- Il segreto di Mr. Rice (Mr. Rice's Secret), regia di Nicholas Kendall (2000)
- Empty, regia di Tony Oursler (2000) – Cortometraggio
- Zoolander, regia di Ben Stiller (2001) – Cameo
- The Prestige, regia di Christopher Nolan (2006)
- Land Shark - Rischio a Wall Street (August), regia di Austin Chick (2008)
- Bandslam - High School Band (Bandslam), regia di Todd Graff (2009) – Cameo
- Twin Peaks: The Missing Pieces, regia di David Lynch (2014)

Televisione
- Theatre 625 (1968) – Serie tv, episodio The Pistol Shot
- The Looking Glass Murders, regia di Brian Mahoney (1970) – Cortometraggio
- Baal, regia di Alan Clarke (1982) – Film tv
- Dream On (1991) – Serie tv, episodio La realtà della finzione
- Full Stretch (1993) – Serie tv, episodio Ivory Tower (cameo)
- The Hunger (1999-2000) – Serie tv, episodio Sanctuary[333]
- The Rutles 2: Can't Buy Me Lunch, regia di Eric Idle (2002) – Film tv (cameo)
- Nathan Barley (2005) – Miniserie tv, episodio pilota (non accreditato)[334][335]
- Extras (2006) – Serie tv, episodio David Bowie

Spot pubblicitari
- Luv (gelato della Lyons Maid), girato il 22 gennaio 1969 da Ridley Scott.[336]
- Crystal Jun Rock (marca di sakè), trasmesso in Giappone nel 1980 con il brano Crystal Japan come sottofondo musicale.[337]
- Creation, spot della Pepsi girato con Tina Turner in uno studio televisivo di Amsterdam nella primavera del 1987.[338]

### Doppiatore
Cinema
- Arthur e il popolo dei Minimei (Arthur et les Minimoys), regia di Luc Besson (2006)[339]

Televisione
- Hollywood Rocks the Movies: The 1970s, regia di Patty Ivins Specht (2002) – Documentario[340]
- SpongeBob (2007) – Serie animata, episodio L'amuleto di Atlantide[341]

### Produttore esecutivo
- Büvös vadász, regia di Ildikó Enyedi (1994)
- Passaggio per il paradiso, regia di Antonio Baiocco (1998)
- Scott Walker: 30 Century Man, regia di Stephen Kijak (2006) – Documentario

## Teatro

### Autore
- Pierrot in Turquoise di Lindsay Kemp e David Bowie, regia di Lindsay Kemp. New Oxford Theatre di Oxford (1968)
- Lazarus, libretto di Enda Walsh, colonna sonora di David Bowie, regia di Ivo van Hove. New York Theatre Workshop di New York (2015)

### Attore
- Pierrot in Turquoise di Lindsay Kemp e David Bowie, regia di Lindsay Kemp. New Oxford Theatre di Oxford (1968)
- The Elephant Man di Bernard Pomerance, regia di Jack Hofsiss. Booth Theatre di Broadway (1980)

## Doppiatori italiani
Nelle versioni in italiano dei suoi film, David Bowie è stato doppiato da:
- Roberto Chevalier in L'uomo che cadde sulla Terra, Labyrinth - Dove tutto è possibile, The Prestige
- Michele Kalamera in Furyo, Zoolander
- Luciano Roffi in L'ultima tentazione di Cristo, Fuoco cammina con me
- Sergio Rossi in Miriam si sveglia a mezzanotte
- Gianni Williams in Tutto in una notte
- Roberto Del Giudice in Absolute Beginners
- Manlio De Angelis in Basquiat
- Roberto Pedicini in The Hunger (Introduzione agli episodi, 2ª stagione)
- Tonino Accolla ne Il mio West
- Angelo Maggi in Il segreto di Mr. Rice
- Massimo Lodolo in Extras
- Sergio Di Stefano in Bandslam - High School Band

## Filmografia su David Bowie

### Documentari
- Cracked Actor, regia di Alan Yentob (1975)
- Chameleon of Pop: David Bowie Story, regia di Rudi Dolezal e Hannes Rossacher (1993)
- David Bowie: An Earthling at 50, regia di Steven Lock (1997)
- Power Vision - Pop Galerie, regia di Rudi Dolezal e Hannes Rossacher (1997)
- À part ça...: David Bowie, regia di Pascal Duchène (1997)
- VH1 Legends: David Bowie, regia di Mary Wharton (1998)
- Hr. Vinterberg & Mr. Bowie, regia di Kasper Torsting (2002)
- David Bowie: Sound and Vision, regia di Rick Hull (2002)
- Biography: David Bowie, regia di Scott Engel (2008)
- David Bowie: Rare and Unseen, regia di Paul Clark (2010)
- The Genius of David Bowie, regia di James Hale (2012)
- David Bowie: Five Years, regia di Francis Whately (2013)
- Let's Dance: Bowie Down Under, regia di Rubika Shah (2015)
- David Bowie: The Last Five Years, regia di Francis Whately (2017)
- David Bowie: Finding Fame, regia di Francis Whately (2019)
- Moonage Daydream, regia di Brett Morgen (2022)

### Film biografico
- Stardust - David prima di Bowie (Stardust), regia di Gabriel Range (2020)

## Riconoscimenti
A partire dal 1970, Bowie ha collezionato 41 nomination e 16 premi (11 per l'attività musicale, 2 per quella cinematografica, 3 per l'attività multimediale). Tra i più importanti i 4 BRIT Awards (di cui 2 postumi), 7 Grammy (di cui 5 postumi), 3 MTV Europe Music Awards e 1 Saturn Award.
L'artista fu ammesso nella Rock and Roll Hall of Fame nel 1996 mentre l'anno successivo fu premiato per il suo contributo all'industria dell'intrattenimento con una stella sulla Hollywood Walk of Fame, all'esterno dell'Hollywood Galaxy Theatre.
Nel 2000 Bowie rifiutò il titolo di Commendatore dell'Ordine dell'Impero Britannico e nel 2003 il titolo di Cavaliere dello stesso ordine.

### Approfondimenti
1. ↑  In seguito si è diffusa l'erronea convinzione che l'occhio sinistro di David fosse affetto da eterocromia, anche se a causa della pupilla paralizzata si poteva avere l'impressione che l'occhio sinistro fosse verdastro, anziché azzurro come quello destro.

### Fonti
1. 1 2 3 4 5 6  (EN) David Bowie, su AllMusic, All Media Network.
2. 1 2 3  (EN) Jason Hanley, We Rock! (Music Lab): A Fun Family Guide for Exploring Rock Music History, Quarry Books, 2015,  p. 116.
3. ↑   Claudio Fabretti, David Bowie Il dandy che cadde sulla Terra, su ondarock.it, OndaRock. URL consultato il 24 giugno 2021.
4. ↑  (EN) How to say: Bowie, su bbc.co.uk. URL consultato il 3 gennaio 2017.
5. 1 2   Morto David Bowie, venerdì scorso aveva compiuto 69 anni, su rainews.it. URL consultato il 3 gennaio 2017 (archiviato dall'url originale il 29 dicembre 2016).
6. ↑  Buckley (2005), p. 18.
7. 1 2   Storia del rock - Glam-rock: All the young dudes - Di Mauro Vecchio, su ondarock.it. URL consultato il 3 gennaio 2017.
8. ↑  (EN) David Bowie: Friends and stars pay tribute, su bbc.com. URL consultato il 3 gennaio 2017.
9. ↑  Wilson (2015), p. 198.
10. ↑  Buckley (2005), p. 481.
11. ↑  (EN) Jody Thompson, Sixty things about David Bowie, su news.bbc.co.uk, BBC News, 8 gennaio 2007.
12. ↑   I 10 cantanti più ricchi del mondo, su rnbjunk.com. URL consultato il 3 gennaio 2017.
13. ↑   NME’s 100 Most Influential Artists, su davidbowie.com. URL consultato il 17 febbraio 2017 (archiviato dall'url originale l'11 dicembre 2015).
14. 1 2 3   David Bowie - Il dandy che cadde sulla Terra - Di Claudio Fabretti, su ondarock.it. URL consultato il 3 gennaio 2017.
15. ↑   Come David Bowie ha influenzato la musica, su Euronews, 11 gennaio 2016. URL consultato il 12 agosto 2024 (archiviato il 23 maggio 2024).
16. ↑  (EN) 100 Greatest Singers of All Time, su rollingstone.com. URL consultato il 3 gennaio 2017 (archiviato dall'url originale il 24 ottobre 2012).
17. ↑  (EN) The 500 Greatest Albums of All Time, su Rolling Stone, 22 settembre 2020. URL consultato il 15 dicembre 2020 (archiviato il 10 dicembre 2020).
18. ↑  (EN) Rania Aniftos, David Bowie Voted Greatest Entertainer of 20th Century In British Poll, su billboard.com, 18 gennaio 2019.
19. 1 2 3 4  Pegg (2002), p. 375.
20. ↑   David Bowie. Buon compleanno all’uomo delle stelle, su xl.repubblica.it. URL consultato il 3 gennaio 2017.
21. ↑  (EN) All the Madmen, su bowiesongs.wordpress.com. URL consultato il 3 gennaio 2017.
22. ↑  Pegg (2002), p. 20.
23. ↑  (EN) Jump They Say, su bowiesongs.wordpress.com. URL consultato il 3 gennaio 2017.
24. ↑  (EN) The Bewlay Brothers, su bowiesongs.wordpress.com. URL consultato il 3 gennaio 2017.
25. ↑  (EN) The Man Who Sold the World, su bowiesongs.wordpress.com. URL consultato il 3 gennaio 2017.
26. 1 2 3 4 5 6 7  Pegg (2002), p. 376.
27. 1 2 3 4 5   The Kon-rads, su britishmusicarchive.com. URL consultato il 16 luglio 2014 (archiviato dall'url originale l'8 agosto 2014).
28. 1 2 3 4   Nicholas Pegg, David Bowie. L'enciclopedia, Arcana, 2002,  p. 376, ISBN 88-7966-270-8.
29. ↑   I Never Dreamed, su exploringdavidbowie.com. URL consultato il 16 luglio 2014 (archiviato dall'url originale il 19 aprile 2014).
30. ↑  (EN) 1958-1969 - Concert Performances, su bowiewonderworld.com. URL consultato il 9 gennaio 2017.
31. 1 2  Pegg (2002), p. 377.
32. ↑  (EN) 20 March 2007 - George Underwood Interview In New Mojo Special, su davidbowie.com. URL consultato il 9 gennaio 2017 (archiviato dall'url originale il 12 novembre 2016).
33. ↑  «Quando guido non vedo le auto che vengono verso di me, le vedo solo diventare più grosse», ha affermato David Bowie nel 1999 (vedi Pegg, p. 377).
34. ↑   David Buckley, Strange Fascination: David Bowie, the Definitive Story, Virgin Books, 2005,  p. 19, ISBN 978-0-7535-1002-5.
35. ↑   David Bowie e George Underwood, su exploringdavidbowie.com. URL consultato il 16 luglio 2014 (archiviato dall'url originale il 19 aprile 2014).
36. 1 2   I Never Dreamed, su britishmusicarchive.com. URL consultato il 16 luglio 2014 (archiviato dall'url originale l'8 agosto 2014).
37. ↑  Pegg (2002), p. 96.
38. ↑  (EN) 29 August 2013 - First ever Bowie recording is fifty-years-old today, su davidbowie.com. URL consultato il 9 gennaio 2017 (archiviato dall'url originale l'11 gennaio 2017).
39. 1 2   Nicholas Pegg, David Bowie. L'enciclopedia, Arcana, 2002,  p. 377, ISBN 88-7966-270-8.
40. ↑   The Hooker Brothers, su bowiewonderworld.com. URL consultato il 16 luglio 2014.
41. ↑  Pegg (2002), pp. 377-378.
42. 1 2 3 4 5 6   Nicholas Pegg, David Bowie. L'enciclopedia, Arcana, 2002,  p. 378, ISBN 88-7966-270-8.
43. 1 2  Pegg (2002), p. 378.
44. ↑  Pegg (2002), p. 123.
45. ↑   The King Bees, su bowiewonderworld.com. URL consultato il 17 luglio 2014.
46. ↑   Nicholas Pegg, David Bowie. L'enciclopedia, Arcana, 2002,  p. 524, ISBN 88-7966-270-8.
47. ↑   The King Bees, su exploringdavidbowie.com. URL consultato il 17 luglio 2014 (archiviato dall'url originale il 20 aprile 2014).
48. ↑  (EN) Frequently Asked Questions, su bowiewonderworld.com. URL consultato il 9 gennaio 2017.
49. ↑  Pegg (2002), p. 379.
50. ↑   Nicholas Pegg, David Bowie. L'enciclopedia, Arcana, 2002,  pp. 378-379, ISBN 88-7966-270-8.
51. 1 2 3   Nicholas Pegg, David Bowie. L'enciclopedia, Arcana, 2002,  p. 379, ISBN 88-7966-270-8.
52. ↑  (EN) 26th February 1966 - Melody Maker - From Dave - Interview, su bowiewonderworld.com. URL consultato il 9 gennaio 2017.
53. ↑   The Manish Boys, su bowiewonderworld.com. URL consultato il 19 luglio 2014.
54. ↑   Il contributo di Jimmy Page, su bowiesongs.wordpress.com. URL consultato il 16 giugno 2014.
55. ↑   Nicholas Pegg, David Bowie. L'enciclopedia, Arcana, 2002,  pp. 96-97, ISBN 88-7966-270-8.
56. 1 2 3   Nicholas Pegg, David Bowie. L'enciclopedia, Arcana, 2002,  p. 380, ISBN 88-7966-270-8.
57. 1 2 3 4   Nicholas Pegg, David Bowie. L'enciclopedia, Arcana, 2002,  p. 381, ISBN 88-7966-270-8.
58. ↑   The Lower Third, su bowiewonderworld.com. URL consultato il 1º agosto 2014.
59. 1 2   Audizioni di David Bowie, aprile 1965, su bowiewonderworld.com. URL consultato il 1º agosto 2014.
60. ↑   You've Got a Habit of Leaving, su exploringdavidbowie.com. URL consultato il 1º agosto 2014 (archiviato dall'url originale il 16 luglio 2014).
61. ↑   David Bowie e Pete Townshend, su exploringdavidbowie.com. URL consultato il 1º agosto 2014 (archiviato dall'url originale il 14 luglio 2014).
62. ↑   Registrazione demo di Baby That’s a Promise e Silly Boy Blue, su exploringdavidbowie.com. URL consultato il 1º agosto 2014 (archiviato dall'url originale l'8 agosto 2014).
63. ↑  Pegg (2002), pp. 381-382.
64. ↑  (EN) The Story Behind David Bowie's Name Change, su time.com. URL consultato il 9 gennaio 2017.
65. 1 2   Audizione BBC del 2 novembre 1965, su exploringdavidbowie.com. URL consultato il 1º agosto 2014 (archiviato dall'url originale l'8 agosto 2014).
66. 1 2   Registrazioni ai Pye Studios 1965, su exploringdavidbowie.com. URL consultato il 1º agosto 2014 (archiviato dall'url originale l'8 agosto 2014).
67. 1 2   Nicholas Pegg, David Bowie. L'enciclopedia, Arcana, 2002,  p. 382, ISBN 88-7966-270-8.
68. ↑   Ready, Steady, Go!, 4 marzo 1966, su allmusic.com. URL consultato il 28 luglio 2014.
69. ↑  Pegg (2002), pp. 47-48.
70. ↑   Dichiarazione di John Hutchinson, su themarqueeclub.net. URL consultato il 6 settembre 2014 (archiviato dall'url originale il 7 settembre 2014).
71. ↑   Pubblicazione di Do Anything You Say, su exploringdavidbowie.com. URL consultato il 6 settembre 2014 (archiviato dall'url originale il 9 agosto 2014).
72. ↑   Billy Gray accompagna Bowie e i Buzz per alcuni concerti, su exploringdavidbowie.wordpress.com. URL consultato il 7 settembre 2014.
73. ↑   Registrazione di I Dig Everything con musicisti di sala, su exploringdavidbowie.wordpress.com. URL consultato il 7 settembre 2014.
74. ↑   La Pye Records rescinde il contratto con David Bowie, su exploringdavidbowie.wordpress.com. URL consultato il 7 settembre 2014.
75. 1 2  Pegg (2002), p. 383.
76. ↑  Pegg (2002), p. 150.
77. ↑   Bowie suscita l’interesse della Deram Records, su exploringdavidbowie.wordpress.com. URL consultato il 7 settembre 2014.
78. ↑   Programmazione del primo album di David Bowie e dell’uscita del singolo Rubber Band, su exploringdavidbowie.wordpress.com. URL consultato il 7 settembre 2014.
79. ↑   Over the Wall We Go, su news.bbc.co.uk. URL consultato il 22 dicembre 2014.
80. ↑   Over the Wall We Go, su illustrated-db-discography.nl. URL consultato il 22 dicembre 2014.
81. 1 2  (EN) Little Toy Soldier, su bowiesongs.wordpress.com. URL consultato il 21 dicembre 2014 (archiviato dall'url originale il 5 marzo 2016).
82. ↑   ‘You didn’t hear them from me’ (Part 1), su exploringdavidbowie.wordpress.com, exploringdavidbowie.com. URL consultato il 21 dicembre 2014 (archiviato dall'url originale il 14 marzo 2016).
83. ↑  La canzone rimase inedita fino al 2013 quando ricomparve nell'EP con il titolo Toy Soldier della Acid Jazz Records.
84. ↑  (EN) The Toy Soldier - EP, su bowie-singles.com. URL consultato il 21 dicembre 2014.
85. ↑  Pegg, p. 122.
86. ↑  (EN) Reissues: The Laughing Gnome, su bowiesongs.wordpress.com. URL consultato il 21 dicembre 2014.
87. ↑  (EN) Hear David Bowie - He's Something New, su bowiewonderworld.com. URL consultato il 22 dicembre 2014.
88. ↑  Pegg, pp. 240-241.
89. 1 2   Note di copertina di David Bowie (Deluxe Edition), David Bowie, Deram, 531 792-5, 2010.
90. ↑  Buckley, p. 37.
91. ↑  Pegg, p. 481.
92. ↑  (EN) Miming Promise, su bowiewonderworld.com. URL consultato il 22 dicembre 2014.
93. ↑   Claudio Fabretti, David Bowie. Il dandy che cadde sulla Terra, su Ondarock. URL consultato il 23 febbraio 2016 (archiviato dall'url originale il 1º marzo 2016).
94. ↑  (EN) David Bowie interview from 1996: 'I have done just about everything that it’s possible to do', su telegraph.co.uk.
95. ↑  (EN) David Bowie and Lindsay Kemp’s rarely seen production ‘Pierrot in Turquoise’, 1968, su dangerousminds.net. URL consultato il 23 dicembre 2014.
96. ↑  (EN) Anoraks Korner, su bowiewonderworld.com. URL consultato il 22 dicembre 2014.
97. 1 2 3  Pegg, p. 385.
98. 1 2 3 4 5 6 7   Note di copertina di Space Oddity (40th Anniversary Edition), David Bowie, EMI, DBSOCD40, 2009.
99. ↑  (EN) Silver Tree Top School for Boys, su bowiesongs.wordpress.com. URL consultato il 1º gennaio 2015 (archiviato dall'url originale il 17 febbraio 2015).
100. 1 2 3 4  Pegg, pp. 243-244.
101. ↑   David Bowie - Life on Mars, su xoomer.virgilio.it. URL consultato il 21 dicembre 2014.
102. 1 2  Pegg, p. 387.
103. 1 2  (EN) The Press Archives - Sixties, su bowiewonderworld.com. URL consultato il 22 dicembre 2014.
104. ↑  Pegg, p. 224.
105. ↑  Pegg, p. 228.
106. ↑  Buckley, p. 79.
107. ↑  (EN) Reissues: Memory of a Free Festival, su bowiesongs.wordpress.com. URL consultato il 21 dicembre 2014 (archiviato dall'url originale il 22 dicembre 2014).
108. ↑  (EN) Reissues: Cygnet Committee, su bowiesongs.wordpress.com. URL consultato il 28 novembre 2014.
109. ↑  (EN) David Bowie - Space Oddity, su chartarchive.org. URL consultato il 21 dicembre 2014 (archiviato dall'url originale il 29 novembre 2014).
110. ↑   Un vinile originale di David Bowie è diventato il disco più costoso di sempre su Discogs, su rockit.it. URL consultato il 13 maggio 2016.
111. ↑  Pegg, p. 388.
112. ↑  Pegg, p. 247.
113. ↑  Pegg, p. 484.
114. 1 2  Pegg, pp. 155-156.
115. ↑  Pegg, p. 389.
116. ↑  (EN) 28th March 1970 - Melody Maker - Hype and David Bowie's Future, su bowiewonderworld.com. URL consultato il 2 agosto 2015.
117. ↑  (EN) 1970 - The Sunday Show: introduced by John Peel, su bowiewonderworld.com. URL consultato il 2 agosto 2015.
118. ↑  (EN) The Sunday Show (05-02-70), su illustrated-db-discography.nl. URL consultato il 2 agosto 2015.
119. ↑  Buckley, p. 76.
120. 1 2  Pegg, pp. 390-391.
121. ↑  (EN) Hype Concert at the Roundhouse, su bbc.co.uk. URL consultato il 2 agosto 2015.
122. ↑  Pegg, p. 535.
123. 1 2 3  Pegg, pp. 248-249.
124. ↑  Pegg, pp. 134-135.
125. 1 2  (EN) 1970 and 1971 - Concert performances, su bowiewonderworld.com. URL consultato il 2 agosto 2015.
126. ↑  (EN) Angela Bowie Interview Part 1, su 5years.com, marzo 2000. URL consultato il 15 aprile 2016.
127. ↑  Pegg, p. 208.
128. ↑  (EN) Nicholas Pegg, The Complete David Bowie, Titan Books, 2011, ISBN 0-85768-719-0.
129. ↑  (EN) She Shook Me Cold, su bowiesongs.wordpress.com. URL consultato il 2 agosto 2015 (archiviato dall'url originale il 24 luglio 2015).
130. ↑  Pegg, p. 250.
131. 1 2 3  (EN) Dave Thompson, capitolo 7 - Beat narrow heart, the song lot of people knows, in Your Pretty Face Is Going to Hell: The Dangerous Glitter of David Bowie, Iggy Pop, and Lou Reed, Backbeat Books, 2009, ISBN 1-61713-408-2. URL consultato il 4 giugno 2016.
132. ↑  Pegg, p. 253.
133. 1 2  Pegg, p. 252.
134. ↑  (EN) Reissues: Holy Holy, su bowiesongs.wordpress.com. URL consultato il 2 agosto 2015.
135. 1 2  Pegg, p. 90.
136. 1 2  Pegg, pp. 253-254.
137. 1 2  Pegg, p. 392.
138. 1 2  Pegg, p. 254.
139. ↑  (EN) Steve Taylor, A to X of Alternative Music, A&C Black, 2006,  p. 45, ISBN 0-8264-8217-1. URL consultato il 12 giugno 2016.
140. 1 2  Pegg, p. 393.
141. 1 2 3  Pegg, p. 256.
142. ↑  (EN) David E. James, Rock 'N' Film: Cinema's Dance With Popular Music, Oxford University Press, 2015,  pp. 385-386, ISBN 0-19-938761-3. URL consultato il 4 giugno 2016.
143. ↑  (EN) Talk on the Wild Side: The Effect of Andy Warhol's PORK on the evolution of Glitter, Glam and Punk Rock, su warhol.org. URL consultato il 3 luglio 2016.
144. ↑  Pegg, p. 25.
145. ↑  (EN) It ain't easy, su 5years.com. URL consultato il 2 agosto 2015.
146. ↑  (EN) Aylesbury Friars, 25 settembre 1971, su aylesburyfriars.co.uk. URL consultato il 2 agosto 2015.
147. ↑  (EN) EMI 30th Anniversary 2CD Limited Edition (2002), su 5years.com. URL consultato il 2 agosto 2015.
148. ↑  (EN) Official albums Chart results matching: Hunky Dory, su officialcharts.com. URL consultato il 2 agosto 2015.
149. ↑  (EN) Beat Godfather Meets Glitter Mainman, su teenagewildlife.com. URL consultato il 25 luglio 2013 (archiviato dall'url originale il 29 luglio 2013).
150. ↑  (EN) Starman, su 5years.com. URL consultato il 25 luglio 2013.
151. 1 2 3 4  (EN) Beat Godfather Meets Glitter Mainman, su 5years.com. URL consultato il 23 luglio 2013 (archiviato dall'url originale il 24 aprile 2012).
152. ↑  Buckley, pp. 135-136.
153. ↑  Sandford, pp. 93-95.
154. 1 2 3  (EN) Oh, You Pretty Thing (2/2), su 5years.com. URL consultato il 18 dicembre 2013.
155. ↑  (EN) Oh, You Pretty Thing (1/2), su 5years.com. URL consultato il 18 dicembre 2013 (archiviato dall'url originale il 26 luglio 2018).
156. ↑  Buckley, p. 134.
157. ↑  Pegg, pp. 281-283.
158. ↑  Sandford, p. 108.
159. ↑  (EN) Aladdin Sane, su rollingstone.com. URL consultato il 12 giugno 2016 (archiviato dall'url originale il 29 novembre 2021).
160. ↑  (EN) David Bowie is in Paris with make up forever, su crash.fr. URL consultato l'11 gennaio 2016.
161. ↑  Sandford, pp. 106-107.
162. ↑  Leigh, p. 115.
163. ↑  Leigh, p. 132.
164. ↑  Buckley, p. 163.
165. ↑  Sandford, p. 115.
166. ↑   Leonardo Martinelli, Amanda Lear: “I miei due anni con David Bowie. Mi ha scombussolato la vita”, lastampa.it. URL consultato il febbraio 2016.
167. ↑   Alberto Piccinini, La storia delle storie di David Bowie. La trilogia berlinese, in Rolling Stone, febbraio 2016,  pp. 12-13.
168. ↑  Buckley, pp. 180-183.
169. ↑  Buckley, pp. 204-205.
170. ↑  (EN) R.U. Sirius, Everybody Must Get Stoned: Rock Stars On Drugs, Kensington Publishing, 2009, ISBN 978-0-8065-3600-2. URL consultato il 12 aprile 2016.
171. ↑  Letteralmente: "David Bowie è vivo e vegeto ma esiste solo in teoria".
172. ↑  Pegg, p. 278.
173. ↑  Sandford, p. 128.
174. 1 2  Sandford, p. 138.
175. ↑  Leigh, 2014, pp. 152-155.
176. 1 2 3 4  Sandford, pp. 133-137.
177. ↑  (EN) David Bowie, Businessman: A Deep Dive Into The Musician's Visionary Dealmaking, su billboard.com.
178. ↑   David Bowie e quelle simpatie naziste: quanto c'era di vero?, su intelligonews.it. URL consultato il 12 giugno 2016 (archiviato dall'url originale il 20 aprile 2016).
179. ↑  (EN) Mark Paytress, The Controversial Homecoming, in Mojo Classic, 60 Years of Bowie, gennaio 2007,  p. 64.
180. 1 2  (EN) Cameron Crowe, Intervista a Bowie, in Playboy, settembre 1976.
181. ↑  Devereux, p. 99.
182. ↑  Sandford, p. 158.
183. ↑  (EN) Bowie Golden Years - 1975, su bowiegoldenyears.com.
184. ↑  Spitz, pp. 243-244.
185. 1 2  Pegg, p. 285.
186. ↑  Pegg, pp. 297-300.
187. ↑  Sandford, pp. 154-155.
188. ↑  (EN) As the artist said to the rock star..., su theguardian.com.
189. ↑  (EN) Legs McNeil e Gillian McCain, Please Kill Me: The Uncensored Oral History of Punk, Grove Press, 2006,  p. 255, ISBN 0-8021-4264-8. URL consultato il 15 aprile 2016.
190. ↑  Pegg, p. 391.
191. ↑  Sandford, p. 197.
192. ↑  Sandford, p. 149.
193. ↑  (EN) Kris Needs, The Passenger, in Mojo Classic, 60 Years of Bowie, gennaio 2007,  p. 65.
194. ↑  Sandford, pp. 166-168.
195. ↑  Perone, p. 175.
196. ↑  Thomson, p. xiii.
197. ↑  Sandford, pp. 181-182.
198. ↑  (EN) Fred Bronson, The Billboard Book of Number 1 Hits, Billboard Books, 1990,  p. 572, ISBN 0-8230-7677-6.
199. ↑  Sandford, p. 189.
200. ↑  Spitz, p. 298.
201. ↑  (EN) Sister Midnight, su bowiesongs.wordpress.com. URL consultato il 13 giugno 2016 (archiviato dall'url originale il 16 giugno 2016).
202. ↑  (EN) Lodger, su bowiesongs.wordpress.com. URL consultato il 13 giugno 2016 (archiviato dall'url originale il 21 luglio 2015).
203. ↑  Sandford, pp. 191-192.
204. ↑  Perone, pp. 80-85.
205. ↑  Pegg, p. 29.
206. ↑  Sandford, pp. 205-207.
207. ↑  Buckley, pp. 335-355.
208. ↑  Buckley, pp. 386-387.
209. ↑  Sandford, pp. 274-275.
210. ↑  Sandford, pp. 278-286.
211. ↑  (EN) frequently asked questions..., su bowiewonderworld.com.
212. ↑  Sandford, pp. 298-299.
213. ↑  Sandford, pp. 301-308.
214. ↑  Buckley, pp. 494-495.
215. ↑  (EN) Hallo, Spaceboy, by David Bowie with Pet Shop Boys, su geowayne.com. URL consultato il 2 luglio 2016.
216. ↑  (EN) David Bowie: Rock and Roll Hall of Fame Induction, su rockhall.com, Rock and Roll Hall of Fame. URL consultato il 16 settembre 2010.
217. ↑  (EN) Hollywood Walk Of Fame Stars, su rocknrolltravel.co.uk. URL consultato il 2 luglio 2016 (archiviato dall'url originale il 12 agosto 2016).
218. 1 2  (EN) David Bowie, su Hollywood Walk of Fame. URL consultato il 10 settembre 2024.
219. ↑  (EN) The “Bowie Bonds”, su bowiesongs.wordpress.com. URL consultato il 12 aprile 2016 (archiviato dall'url originale il 13 giugno 2016).
220. ↑   BowieNet, quando David Bowie offriva connettività online, su corriere.it. URL consultato il febbraio 2016.
221. ↑   David Bowie, tecnologo visionario che per primo capì la rivoluzione della Rete, su lastampa.it. URL consultato il febbraio 2016 (archiviato dall'url originale il 2 marzo 2016).
222. ↑   Chi era David Bowie, su virginradio.it. URL consultato il febbraio 2016 (archiviato dall'url originale il 24 febbraio 2016).
223. ↑  (EN) David Bowie: Hours: Music Reviews, su rollingstone.com, Rolling Stone. URL consultato il 30 giugno 2016 (archiviato dall'url originale il 22 giugno 2008).
224. ↑  (EN) FIRST LOOK: The News in Brief, August 15, 2000, su eonline.com.
225. ↑  Buckley, p. 491.
226. ↑  Buckley, p. 497.
227. ↑  Buckley, pp. 504-505.
228. ↑  (EN) Bowie recovers after heart surgery, in BBC News.
229. ↑  Perone, p. 142.
230. ↑  Thompson (2006): pp. 291–292
231. ↑  (EN) Space Is the Place: Innovative Brooklyn rockers blast off to the future, in Spin, Spin Media LLC, giugno 2006,  p. 1.
232. ↑  Thompson (2006): p. 293
233. ↑  (EN) Yuan, Jada, David Bowie Takes Time Off, Sneaks Into Movies, su nymag.com, New York Magazine, 1º maggio 2006.
234. ↑  (EN) Gulla, Bob, Guitar Gods: The 25 Players Who Made Rock History, Greenwood, 2008,  p. 95, ISBN 978-0-313-35806-7.
235. ↑  (EN) Gail Mitchell, The Elements of Style, in Billboard, novembre 2009,  p. 22.
236. ↑  (EN) Gilmore, Mikal, How Ziggy Stardust Fell to Earth, in Rolling Stone, n. 1149, 2 febbraio 2012,  pp. 36–43, 68.
237. ↑  (EN) Lamb, Charles W., Hair, Joseph F. e McDaniel, Carl, Marketing, South-Western College Pub, 2007,  p. 472, ISBN 978-0-324-36208-4.
238. ↑  (EN) Stone, Andrew, Denmark, Lonely Planet, 2008,  p. 46, ISBN 978-1-74104-669-4.
239. ↑  Schinder & Schwartz (2007): p. 500.
240. ↑  (EN) Marchese, David, The Inquisition: Scarlett Johansson, in Spin, Spin Media LLC, maggio 2008,  p. 40.
241. ↑  (EN) David Bowie to release "Space Oddity" multi-tracks to celebrate moon landing, in NME News, 6 luglio 2009.
242. ↑  (EN) Diver, Mike, David Bowie A Reality Tour Review, su bbc.co.uk, BBC, 5 febbraio 2010.
243. ↑  (EN) David Bowie, nessun album nel 2009, su therockblog.net. URL consultato l'8 novembre 2009 (archiviato dall'url originale il 12 ottobre 2009).
244. ↑  (EN) Perpetua, Matthew, Unreleased David Bowie LP 'Toy' Leaks Online, su rollingstone.com, Rolling Stone, 22 marzo 2011. URL consultato il 30 aprile 2019 (archiviato dall'url originale il 23 gennaio 2013).
245. ↑  (EN) Michaels, Sean, David Bowie's unreleased album Toy leaks online, su guardian.co.uk, The Guardian, 23 marzo 2011.
246. ↑   David Bowie testimonial per Louis Vuitton, su ilmessaggero.it. URL consultato il 12 aprile 2016.
247. ↑  (EN) David Bowie Worked in Secret on Comeback LP For Two Years, su rollingstone.com. URL consultato il gennaio 2013 (archiviato dall'url originale il 13 gennaio 2013).
248. ↑   Nuovo album 2013 David Bowie: canzoni cd “The Next Day” di David Bowie, su iomusicablog.it. URL consultato il gennaio 2013.
249. ↑   Classifica settimanale dall'11/03/2013 al 17/03/2013, su fimi.it, FIMI. URL consultato il 25 marzo 2013 (archiviato dall'url originale il 6 aprile 2013).
250. ↑   David Bowie, il 2013 è l'anno della rinascita: "The next day extra" rilancia con inediti, su repubblica.it. URL consultato il 12 aprile 2016.
251. ↑   DAVID BOWIE CONFERMA LA SUA VOLONTÀ DI NON VOLER PIÙ ANDARE IN TOUR, su virginradio.it.
252. ↑   "Lazarus” è il nuovo singolo di David Bowie, su rollingstone.it, Rolling Stone, 18 dicembre 2015. URL consultato il 27 dicembre 2016 (archiviato dall'url originale il 27 dicembre 2016).
253. ↑  (EN) Hannah Furness, David Bowie's last release, Lazarus, was 'parting gift' for fans in carefully planned finale, su The Telegraph, 13 gennaio 2016. URL consultato l'11 agosto 2024 (archiviato il 1º agosto 2017).
254. ↑   Paolo Vites, Video: Lazarus, il desiderio di resurrezione. Il Duca Bianco non è morto [collegamento interrotto], su google.com.ar, Il Sussidiario, 11 gennaio 2016. URL consultato il 27 dicembre 2016.
255. ↑   "Lazarus”, il musical di David Bowie sbarca nel Regno Unito e su CD, su rollingstone.it, Rolling Stone, 13 settembre 2016. URL consultato il 27 dicembre 2016.
256. ↑   Dominic Cavendish, Lazarus review – Bowie musical lands in London, but does it really make the grade?, su telegraph.co.uk, The Telegraph, 8 novembre 2016. URL consultato il 27 dicembre 2016.
257. ↑   David Bowie, l'ultima apparizione in pubblico, su la Repubblica.it, 11 gennaio 2016. URL consultato l'11 agosto 2024 (archiviato il 12 gennaio 2016).
258. ↑   Andy Greene, I segreti del nuovo album di David Bowie, "Blackstar”, su rollingstone.it, Rolling Stone, 24 novembre 2015. URL consultato il 27 dicembre 2016.
259. ↑   Ecco “Blackstar”, l’ultimo album di David Bowie, su ilsecoloxix.it, Il Secolo XIX, 8 gennaio 2016. URL consultato il 27 dicembre 2016 (archiviato dall'url originale il 6 gennaio 2017).
260. ↑   Rolling Stone Italia, I segreti del nuovo album di David Bowie, 'Blackstar', in Rolling Stone Italia. URL consultato il 28 gennaio 2017.
261. ↑   Daily Mail, Lesley-Ann Jones rilancia l'ipotesi sulla morte 'programmata' di David Bowie: 'Fu suicidio assistito', su rockol.it, 11 gennaio 2016. URL consultato il 20 ottobre 2017 (archiviato dall'url originale il 20 ottobre 2017).
262. ↑   È morto David Bowie, il trasformista del rock, su repubblica.it, la Repubblica, 11 gennaio 2016. URL consultato il 27 dicembre 2016.
263. ↑   David Bowie dies of cancer aged 69 - BBC News, su bbc.com, BBC, 11 gennaio 2016. URL consultato il 27 dicembre 2016.
264. ↑   Murió David Bowie, su lanacion.com.ar, La Nación, 11 gennaio 2016. URL consultato il 27 dicembre 2016 (archiviato dall'url originale il 6 gennaio 2017).
265. ↑   David Bowie ucciso da un cancro al fegato: "Ha lottato come un leone", su tgcom24.mediaset.it, 12 gennaio 2016.
266. ↑   David Bowie died from liver cancer he kept secret from all but handful of people, friend says, in The Independent, 11 gennaio 2016.
267. ↑   È morto David Bowie, aveva 69 anni. L'annuncio su Facebook -FOTO/VIDEO. URL consultato il 28 gennaio 2017.
268. ↑   "David Bowie stava per iniziare una cura sperimentale contro il cancro" - Tgcom24, su Tgcom24. URL consultato il 13 gennaio 2016.
269. ↑   David Bowie sperava di vivere più a lungo. Voleva provare una cura sperimentale, su Si24. URL consultato il 13 gennaio 2016 (archiviato dall'url originale il 21 gennaio 2016).
270. ↑   David Bowie's musical will come to London, giving fans chance to see his final show, su Telegraph.co.uk. URL consultato il 13 gennaio 2016.
271. ↑   Tom Bryant, David Bowie made emotional final trip to London after terminal cancer diagnosis, in mirror, 12 gennaio 2016. URL consultato il 28 gennaio 2017.
272. ↑   Priya Joshi, David Bowie death: Music icon 'struggled to speak' in months before death, in International Business Times UK, 29 gennaio 2016. URL consultato il 28 gennaio 2017.
273. ↑   David Bowie's New Album 'Blackstar' Was Influenced By Kendrick Lamar, Jazz & James Murphy, in Billboard. URL consultato il 28 gennaio 2017.
274. ↑  (EN) David Bowie’s new album Blackstar was influenced by Kendrick Lamar, in The Independent, 24 novembre 2015. URL consultato il 28 gennaio 2017.
275. ↑  (EN) Luke Morgan Britton, David Bowie's new album 'Blackstar' inspired by rap group Death Grips, su nme.com, NME, 26 novembre 2015. URL consultato il 14 gennaio 2015.
276. ↑   David Bowie, vita e morte nei messaggi subliminali lasciati nelle ultime opere - Tgcom24, in Tgcom24. URL consultato il 28 gennaio 2017.
277. ↑   David Bowie, l'ultimo atto: il mistero di una morte "pianificata", in Spettacoli - La Repubblica, 13 gennaio 2016. URL consultato il 28 gennaio 2017.
278. ↑   Be. Mon., I dubbi sulla morte di David Bowie: torna l’ipotesi del suicidio assistito, in Corriere della Sera. URL consultato il 28 gennaio 2017.
279. ↑   David Bowie's last release, Lazarus, was 'parting gift' for fans in carefully planned finale, su telegraph.co.uk. URL consultato il 14 gennaio 2016.
280. ↑   Gli ultimi testi di David Bowie, riletti oggi, in The Post.
281. ↑   A classic David Bowie song is set to enter the Top 10 for the first time this week, su officialcharts.com. URL consultato il 13 gennaio 2016.
282. ↑   David Bowie Heading for First No. 1 Album in U.S. on Billboard 200 Chart With 'Blackstar', su Billboard. URL consultato il 13 gennaio 2016.
283. ↑   Bowie batte Adele: dopo la morte il video "Lazarus" il più visto in 24 ore, su m.repubblica.it. URL consultato il 17 gennaio 2016 (archiviato dall'url originale il 28 gennaio 2016).
284. ↑   David Bowie. Esaurite le copie di “Blackstar” su Amazon UK e USA. Impennata record di streaming su Spotify, su sentireascoltare.com. URL consultato il 14 gennaio 2016 (archiviato dall'url originale il 26 gennaio 2016).
285. ↑   Madonna ricorda David Bowie con una cover di 'Rebel Rebel'. URL consultato il 15 gennaio 2016.
286. ↑   Rolling Stones: l'ultimo saluto a David Bowie - Rock News -, su virginradio.it. URL consultato il 15 gennaio 2016.
287. ↑   David Bowie's body cremated in New York, su factmag.com. URL consultato il 14 gennaio 2016 (archiviato dall'url originale il 16 gennaio 2016).
288. ↑   David Bowie, l'ultimo viaggio "senza troppo rumore": sarebbe già stato cremato a NY, su repubblica.it. URL consultato il gennaio 2016.
289. ↑   Bowie, la famiglia rompe il silenzio su Fb: "Faremo una cerimonia privata", su Repubblica Spettacoli. URL consultato il 15 gennaio 2016.
290. ↑   David Bowie's spectacular afterlife, su lauraturner.religionnews.com. URL consultato il 9 febbraio 2016 (archiviato dall'url originale il 16 febbraio 2016).
291. ↑   David Bowie, il mondo lo celebra: presto, a New York, un grande concerto in suo onore, su repubblica.it. URL consultato il febbraio 2016.
292. ↑   David Bowie: si aggiungono Mumford and Sons, Pixies, Blondie e altri per i concerti tributo a New York del 31 marzo e 1 aprile, su rockol.it. URL consultato il marzo 2016 (archiviato dall'url originale il 9 aprile 2016).
293. ↑  (EN) The Music of David Bowie, su carnegiehall.org. URL consultato il febbraio 2016 (archiviato dall'url originale il 15 gennaio 2016).
294. 1 2   David Bowie, aperto il testamento: l'eredità e il mistero sul patrimonio effettivo, su gqitalia.it. URL consultato il 9 febbraio 2016 (archiviato dall'url originale il 16 febbraio 2016).
295. ↑   Il testamento di David Bowie: «Portate le mie ceneri a Bali», su rollingstone.it. URL consultato il gennaio 2016.
296. ↑   DAVID BOWIE'S ASHES SCATTERED IN BUDDHIST FUNERAL TRADITION, su worldreligionnews.com. URL consultato il 9 febbraio 2016 (archiviato dall'url originale il 7 febbraio 2016).
297. ↑   David Bowie's body cremated in New York, su factmag.com. URL consultato il gennaio 2016 (archiviato dall'url originale il 16 gennaio 2016).
298. ↑   David Bowie, l'ultimo viaggio "senza troppo rumore": sarebbe già stato cremato a NY, su repubblica.it. URL consultato il febbraio 2016.
299. ↑   David Bowie lascia una fortuna da 230 milioni di dollari, su m.ilgiornale.it. URL consultato il febbraio 2016.
300. ↑   David Bowie, eredità da 100 Mln di dollari, la metà alla moglie, su gazzetta.it. URL consultato il febbraio 2016.
301. ↑   Bowie leaves $2m to his Girl Friday, su thetimes.co.uk.
302. ↑   David Bowie, eredità da 100 mln di dollari divisa tra moglie e figli, su adnkronos.com. URL consultato il febbraio 2016.
303. ↑   David Bowie: i ricavi dell'ultimo album in donazione alla ricerca contro il cancro, su darlin.it. URL consultato il 15 febbraio 2016 (archiviato dall'url originale il 16 gennaio 2016).
304. ↑   Alex Young, Final David Bowie songs collected on new EP released for his 70th birthday, su Consequence of Sound, 8 gennaio 2017. URL consultato l'8 gennaio 2017.
305. 1 2   Daniel Kreps, Watch David Bowie's Mysterious 'No Plan' Video, su Rolling Stone. URL consultato l'8 gennaio 2017 (archiviato dall'url originale il 5 gennaio 2018).
306. 1 2 3 4 5 6  (EN) Mark Beaumont, The Man Who Changed the World, in NME, 15 gennaio 2016.
307. ↑  (EN) James Manning, From Brixton to "Blackstar", in TimeOut London, 19 gennaio 2016.
308. ↑  (EN) Don Breithaupt, Jeff Breitaupt, Precious and Few: Pop Music of the Early '70s, St. Martin's Griffin, 2014,  p. 138.
309. ↑  (EN) Dance-Rock, su AllMusic, All Media Network.
310. ↑  (EN) Roberta Garner, Black Hawk Hancock, Social Theory: Continuity and Confrontation: A Reader, University of Toronto Press, 2014,  p. 542.
311. ↑   Cesare Rizzi, Enciclopedia della musica rock (volume 3), Giunti, 2000,  p. 53.
312. ↑   Giulio Pasquali, David Bowie, biografia, su sentireascoltare.com, 1º novembre 2015. URL consultato il 24 gennaio 2016 (archiviato dall'url originale il 13 gennaio 2016).
313. ↑   Paul Farhi, Bing and Bowie: An Odd Story of Holiday Harmony, The Washington Post, 20 dicembre 2006.
314. ↑   Hear David Bowie + Freddie Mercury’s Unreleased “Cool Cat” Outtake, su societyofrock.com, Society of Rock. URL consultato il 6 ottobre 2016 (archiviato dall'url originale il 9 ottobre 2016).
315. ↑   DANCING IN THE STREET by DAVID BOWIE AND MICK JAGGER, su songfacts.com, SongFacts. URL consultato il 6 ottobre 2016.
316. ↑   David Bowie and Mick Jagger's long-rumoured love affair revealed in new book, The Telegraph, 10 luglio 2012. URL consultato il 6 ottobre 2016.
317. ↑   30 Wild David Bowie Duets and Collaborations, su rollingstone.com, RollingStone. URL consultato il 6 ottobre 2016.
318. ↑   Trent Reznor Recalls How David Bowie Helped Him Get Sober, su rollingstone.com. URL consultato il 30 aprile 2019 (archiviato dall'url originale il 1º maggio 2018).
319. ↑  (EN) ANGIE BOWIE – BIOGRAPHY, su angiebowie.net. URL consultato il 16 aprile 2016 (archiviato dall'url originale il 10 luglio 2017).
320. ↑  https://www.catawiki.com/it/stories/5241-la-collezione-d-arte-personale-di-david-bowie
321. ↑   Star Club, Amburgo, su pescaralovesfashion.com. URL consultato il 18 dicembre 2013.
322. ↑   Dana Gillespie, su whosdatedwho.com, whosdatewho.com. URL consultato il 18 dicembre 2013 (archiviato dall'url originale il 5 marzo 2011).
323. 1 2   Intervista, su 5years.com. URL consultato il 18 dicembre 2013.
324. ↑   Intervista 1976, su bowiegoldenyears.com. URL consultato il 18 dicembre 2013 (archiviato dall'url originale il 15 settembre 2013).
325. ↑   Intervista 1978, su 5years.com. URL consultato il 18 dicembre 2013.
326. ↑   Interviste 1983, su 5years.com. URL consultato il 18 dicembre 2013.
327. ↑   Intervista 1987, su 5years.com. URL consultato il 18 dicembre 2013.
328. ↑   Intervista 1993, su xoomer.virgilio.it. URL consultato il 18 dicembre 2013.
329. 1 2   David Bowie Cronologia 1947-1966, su xoomer.virgilio.it. URL consultato il 1º ottobre 2009.
330. ↑   frequently asked questions..., su bowiewonderworld.com. URL consultato il febbraio 2016.
331. ↑  (ES) David Bowie, pioniere del videoclip, su elcultural.com, 12 gennaio 2016. URL consultato il febbraio 2016.
332. ↑  Il cortometraggio uscì nel 1982. Bowie apparve nell'introduzione della riedizione distribuita l'anno successivo.
333. ↑  David Bowie prese anche il posto di Terence Stamp come presentatore della 2ª stagione
334. ↑  L'episodio non venne trasmesso ma è presente tra gli extra dell'edizione in DVD.
335. ↑   Nathan Barley, su sitcom.co.uk. URL consultato il 4 luglio 2016 (archiviato dall'url originale il 7 giugno 2016).
336. ↑  Pegg (2002), p. 484.
337. ↑  Pegg (2002), p. 55.
338. ↑  Pegg (2002), p. 502.
339. ↑  David Bowie prestò la voce al personaggio di Maltazard nella versione uscita negli Stati Uniti.
340. ↑  David Bowie è la voce narrante del documentario trasmesso dall'emittente statunitense AMC.
341. ↑  David Bowie prestò la voce al personaggio di Lord Royal Highness.
342. ↑  Gouvernement
343. ↑   Rock and Roll Hall of Fame, su xoomer.virgilio.it. URL consultato il 9 aprile 2009.
344. ↑   Hollywood Walk of Fame, su teenagewildlife.com. URL consultato il 9 aprile 2009 (archiviato dall'url originale il 25 settembre 2008).
345. ↑  (EN) Glenn Minnis, Celebs Who Spurned British Honors, in cbsnews.com. URL consultato il 25 gennaio 2010.

### Letture aggiuntive
- (EN) Jorge Lima Barreto, Rock & Droga. Misteri e segreti stupefacenti: una "Bibbia" rock-psichedelica, Gammalibri, Milano, 1984.
- (EN)  Carr, Roy e Shaar Murray, Charles - Bowie: An Illustrated Record, 1981.
- (EN)  Gillman, Peter & Leni - David Robert Jones Alias David Bowie. Sperling & Kupfer, 1989.
- Marcheselli, Andrea - Rock e cabaret, in D'Ars 97, MIlano, 1981
- (EN)  Tremlett, George - David Bowie: Living on the Brink. Carroll & Graf, 1997
- (EN)  Wilson, Scott - Stop Making Sense: Music from the Perspective of the Real. Karnac Books, 2015